# Braunschweig

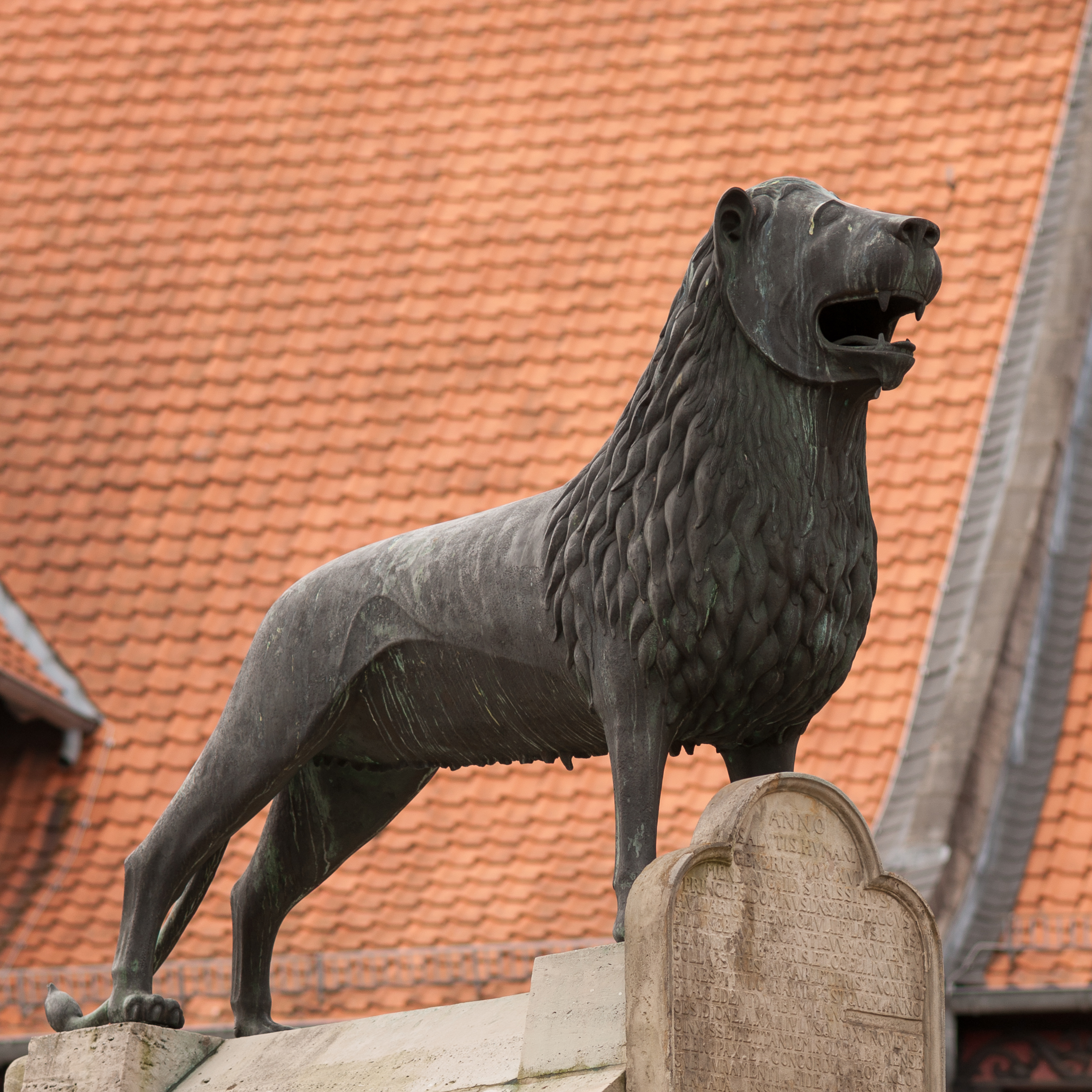
Der Braunschweiger Löwe,
Wahrzeichen der Stadt seit dem Hochmittelalter. Er steht auf dem Burgplatz.

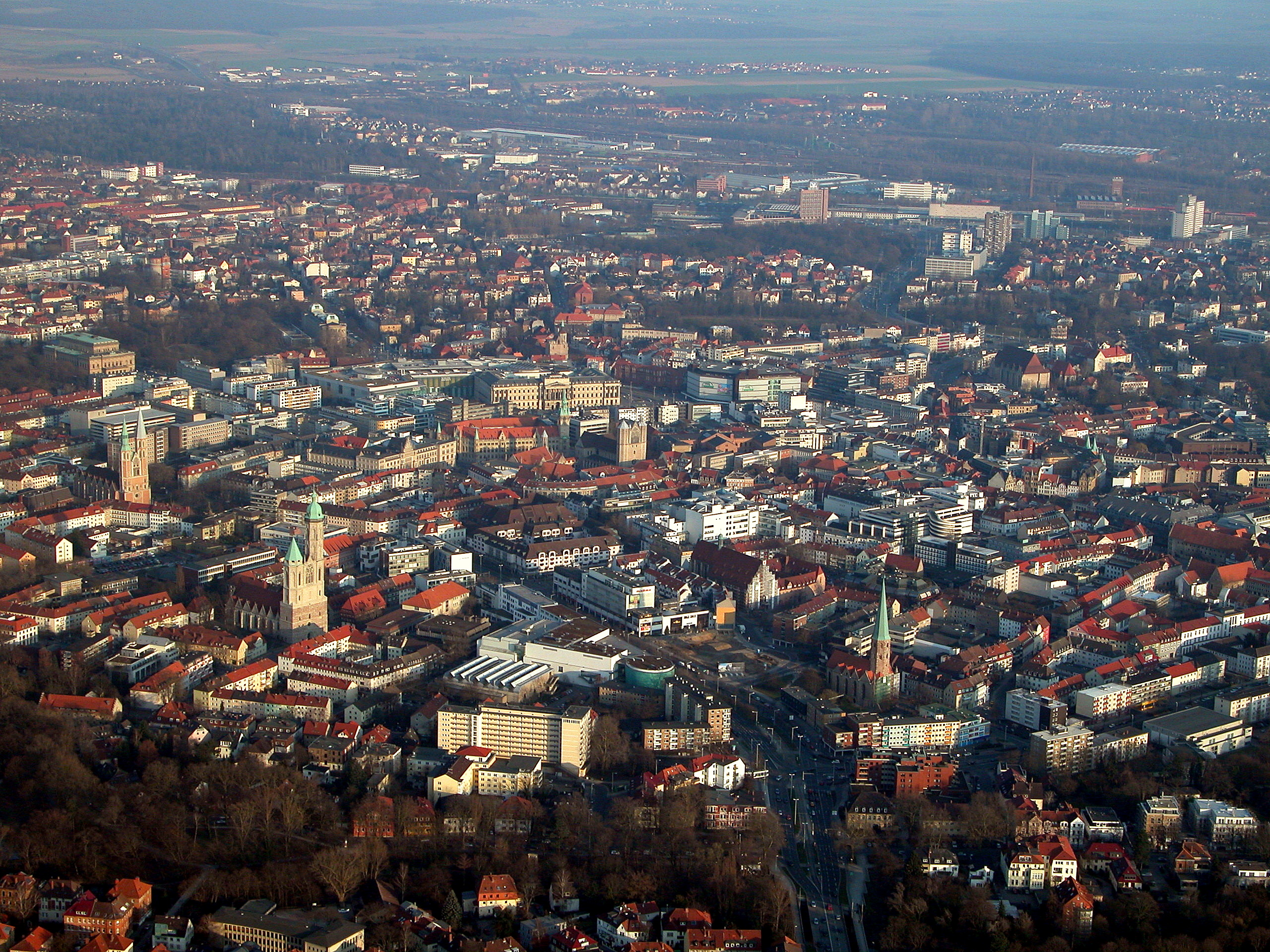
Stadtzentrum 2011: Zu erkennen sind u. a. Petritorbrücke mit Kreuzung Radeklint (Mitte unten), Petrikirche (rechts vom Radeklint), Brüdernkirche, Andreaskirche, Katharinenkirche, Schloss, Dom, Rathaus, Magnikirche, Staatstheater (links, mittig am Bildrand), Herzog Anton Ulrich-Museum, Aegidienkirche, Braunschweig Hauptbahnhof (rechts oben im Hintergrund).

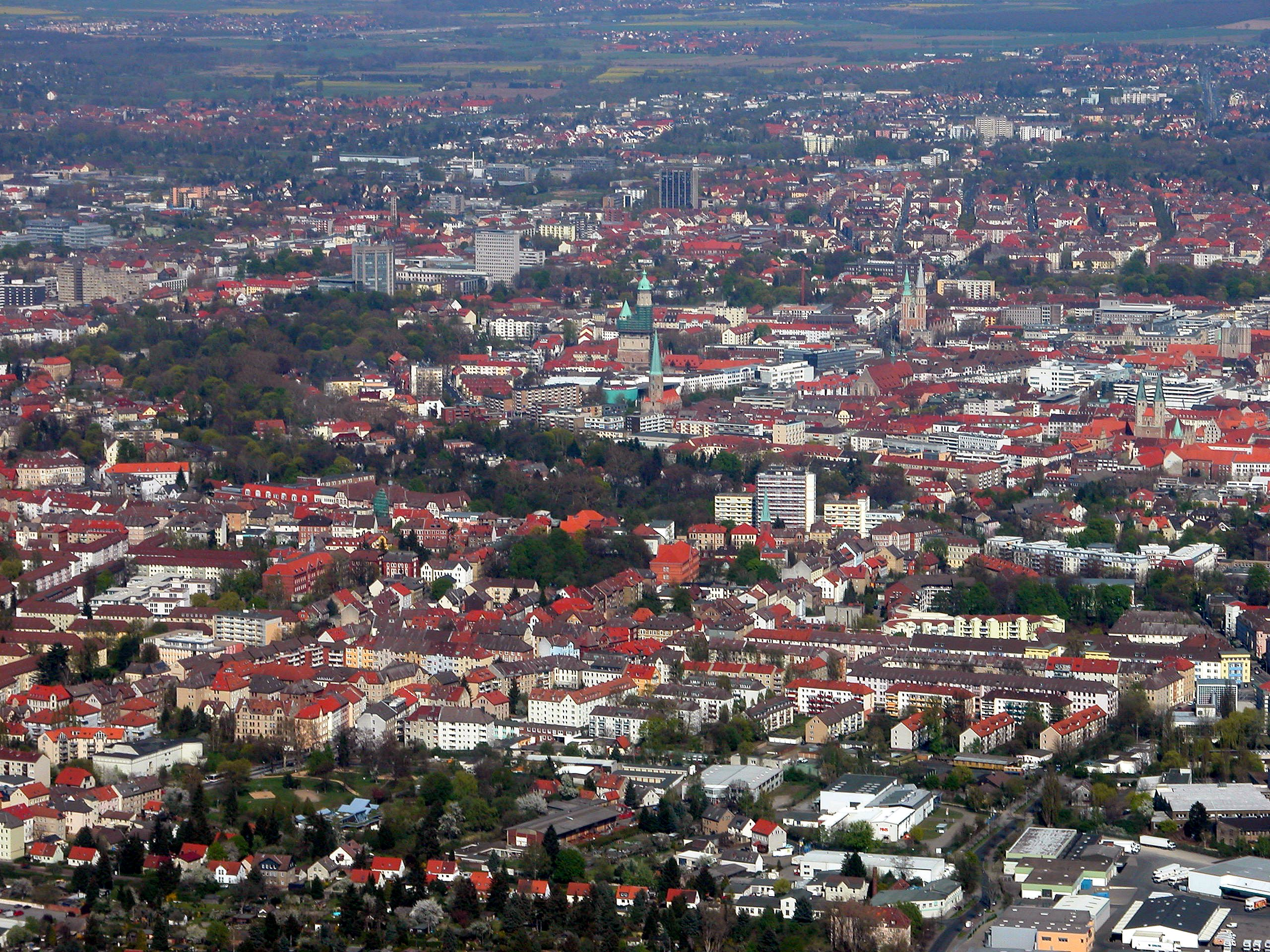
Luftbild vom April 2007 mit Blick in Richtung Nordosten: Es zeigt u. a. den bewaldeten Okerring.

Braunschweig (niederdeutsch Brunswiek, ostfälisches (Braunschweiger) Platt Bronswiek) ist eine Großstadt im Südosten des Landes Niedersachsen. Mit 252.962 Einwohnern (Stand 31. Dezember 2024) ist sie die zweitgrößte Stadt Niedersachsens nach Hannover. Die kreisfreie Stadt ist Teil der im Jahr 2005 gegründeten Metropolregion Hannover-Braunschweig-Göttingen-Wolfsburg. In der Region Braunschweig-Wolfsburg leben über 1.100.000 Menschen.
Braunschweigs Ursprünge gehen bis in das frühe 9. Jahrhundert zurück. Insbesondere durch Heinrich den Löwen entwickelte sich die Stadt schnell zu einer mächtigen und einflussreichen Handelsmetropole, die ab Mitte des 13. Jahrhunderts der Hanse angehörte. Braunschweig war Hauptstadt des gleichnamigen Landes, bis dieses 1946 im neu geschaffenen Land Niedersachsen aufging. Braunschweig war bis 1978 Sitz eines Verwaltungsbezirkes, zwischen 1978 und 2004 eines Regierungsbezirkes. Dieser wurde danach durch eine Regierungsvertretung und 2014 durch die heutigen Regionalbeauftragten für Südostniedersachsen ersetzt.
Die Region Braunschweig ist ein bedeutender europäischer Standort für Wissenschaft und Forschung: Im Jahre 2015 wurden 9,5 Prozent des Bruttoinlandsprodukts in Forschung investiert. Innerhalb der Europäischen Union ist Braunschweig seit 2007 die intensivste Region in Bezug auf Forschung und Entwicklung. 2010 war Braunschweig bezüglich der Ausgaben für Forschung und Entwicklung als Anteil am Bruttoinlandsprodukt (BIP) mit 5,83 Prozent die führende EU-Region. Der Stifterverband für die Deutsche Wissenschaft verlieh Braunschweig für das Jahr 2007 den Titel „Stadt der Wissenschaft“. 2022 veröffentlichte presseportal.de eine Studie, nach der Braunschweig in Bezug auf die Lebensqualität deutscher Großstädte über 100.000 Einwohner den 4. Platz belegt.

## Geografie

### Geografische Lage
Braunschweig liegt im Norddeutschen Tiefland auf der Trennlinie zwischen den Lössbörden des Nördlichen Harzvorlands und den im Nordteil der Stadt beginnenden Geestplatten. Im Detail treffen auf dem Gebiet der Kernstadt vier Naturräume aufeinander: das südöstlich gelegene Ostbraunschweigische Hügelland, die sich nach Südwesten erstreckende Braunschweig-Hildesheimer Lössbörde, die nordwestlich liegenden Burgdorf-Peiner Geestplatten und das sich nordöstlich Richtung Wolfsburg ausbreitende Ostbraunschweigische Flachland. Die in Süd-Nord-Richtung verlaufende Oker bildet mit dem Börßum-Braunschweiger Okertal und den zum Teil brüchigen, ehemals sumpfigen Böden eine naturräumliche Grenze.
Der Fluss wird im Süden durch ein Wehr gestaut und umfließt den Stadtkern westlich und östlich in zwei Umflutgräben, die zur besseren Verteidigung im Mittelalter angelegt wurden und sich im Nordwesten der Stadt wieder vereinigen. Durch zwei weitere Wehre wird der Wasserstand im Stadtgebiet reguliert. Weitere Gewässer sind die Wabe und die Mittelriede, die in Braunschweig in die Schunter münden.
Das Stadtgebiet erstreckt sich über eine Fläche von 192 km2, umschlossen von einer Stadtgrenze mit einer Länge von 98 km. Die Nord-Süd-Ausdehnung beträgt 19,1 km und die West-Ost-Ausdehnung 15,7 km. Das innere Stadtgebiet befindet sich auf einer mittleren Höhe von 70 m über Normalhöhennull (NHN). Die höchste Erhebung bildet der Geitelder Berg mit einer Höhe von 111 m über NHN; die tiefste Stelle ist die alte Okerschleife Fettwinkel mit 62 m über NHN im Nordwesten.
Im Uhrzeigersinn, beginnend im Nordosten, grenzen folgende Gemeinden an Braunschweig:
Lehre (Landkreis Helmstedt), Cremlingen, Sickte (Samtgemeinde Sickte) und Wolfenbüttel (alle Landkreis Wolfenbüttel), Salzgitter (Kreisfreie Stadt), Vechelde und Wendeburg (Landkreis Peine) sowie Schwülper, Vordorf und Meine (alle Samtgemeinde Papenteich, Landkreis Gifhorn).
| Bremen (170 km) Celle (65 km)         | Lüneburg (110 km) Gifhorn (25 km)           | Salzwedel (95 km) Wolfsburg (30 km)              |
| Minden (140 km) Hannover (70 km)      | Kompassrose, die auf Nachbargemeinden zeigt | Magdeburg (100 km) Berlin (230 km)               |
| Hildesheim (45 km) Göttingen (110 km) | Wolfenbüttel (10 km) Goslar (55 km)         | Bernburg (Saale) (115 km) Halle (Saale) (190 km) |

* Entfernungen sind gerundete Straßenkilometer bis zum Ortszentrum.

### Stadtgliederung

Klimadiagramm von Braunschweig, 1981 bis 2010

Das Stadtgebiet wurde ab November 1981 gemäß der damals geltenden Niedersächsischen Gemeindeordnung (NGO) in 22 Stadtbezirke eingeteilt. Deren Zahl reduzierte sich nach zehn Jahren auf 21 (durch Verschmelzung von Lehndorf-Lamme-Kanzlerfeld und Watenbüttel-Ölper-Völkenrode zu Lehndorf-Watenbüttel), nach weiteren zehn Jahren auf 20 (durch Verschmelzung von Südstadt-Rautheim und Mascherode zu Südstadt-Rautheim-Mascherode) und erneut nach zehn Jahren auf 19 (durch Verschmelzung von Wabe-Schunter und Bienrode-Waggum-Bevenrode zu Wabe-Schunter-Beberbach). Infolge einer Neuordnung der niedersächsischen Landtagswahlkreise, aus deren Wahlkreisnummer die erste Ziffer der Stadtbezirksnummer abgeleitet wird, erfolgte außerdem eine Änderung der amtlichen Stadtbezirksnummern. Im November 2021 wurden die bis dahin bestehenden 19 zu 12 neuen Stadtbezirken zusammengefasst, wobei 6 Stadtbezirke unverändert blieben.
- 111 – Hondelage-Volkmarode (alt: 113 Hondelage und 114 Volkmarode)
- 112 – Wabe-Schunter-Beberbach
- 120 – Östliches Ringgebiet
- 130 – Mitte (alt: 131 Innenstadt und 132 Viewegsgarten-Bebelhof)
- 211 – Braunschweig-Süd (alt: 211 Stöckheim-Leiferde und 212 Heidberg-Melverode)
- 212 – Südstadt-Rautheim-Mascherode
- 221 – Weststadt
- 222 – Südwest (alt: 222 Timmerlah-Geitelde-Stiddien, 223 Broitzem und 224 Rüningen)
- 310 – Westliches Ringgebiet
- 321 – Lehndorf-Watenbüttel
- 322 – Nördliche Schunter-/Okeraue (alt: 322 Veltenhof-Rühme und 323 Wenden-Thune-Harxbüttel)
- 330 – Nordstadt-Schunteraue (alt: 331 Nordstadt und 332 Schunteraue)

Gliederung der Stadtbezirke 2011 bis 2021

Für jeden Stadtbezirk ist ein Stadtbezirksrat gewählt – mit einer in der städtischen Hauptsatzung festgelegten Zahl von, je nach Einwohnerzahl, mindestens 7 und höchstens 19 Mitgliedern, die aus ihrer Mitte als Vorsitzenden jeweils einen Bezirksbürgermeister und dessen Stellvertretung gewählt haben. Neben der allgemeinen Vertretung der Interessen ihres jeweiligen Stadtteils und der Förderung derer positiven Entwicklung innerhalb der Braunschweiger Gesamtstadt gehören zum Aufgabenbereich der Stadtbezirksräte Entscheidungen über die ihnen durch das (die NGO ersetzende) Niedersächsische Kommunalverfassungsgesetz (NKomVG) und die Hauptsatzung zugewiesenen Angelegenheiten des eigenen Wirkungskreises und über Bürgerbefragungen im Stadtbezirk. Außerdem haben die Stadtbezirksräte das Recht, zur Bauleitplanung sowie zu weiteren Fragen des eigenen und übertragenen Wirkungskreises vor Beschlussfassungen des Rates und des Verwaltungsausschusses angehört zu werden, durch den Hauptverwaltungsbeamten durchzuführende Einwohnerversammlungen zu verlangen, Vorschläge zu unterbreiten, Anregungen zu geben und Bedenken zu äußern.
Für die Stimmabgabe bei politischen Wahlen ist die Stadt in 169 allgemeine Wahlbezirke und 36 Briefwahlbezirke eingeteilt. Bei Kommunalwahlen besteht das Wahlgebiet für die Wahl der Stadtbezirksräte aus dem Gebiet des jeweiligen Stadtbezirks, für die Wahl der Vertretung (Rat der Stadt) und die Direktwahl des Hauptverwaltungsbeamten (Oberbürgermeisters) aus dem gesamten Stadtgebiet, das dabei in acht Wahlbereiche gegliedert ist. Die Gemeindewahlbereiche sind:
| - 11: Nordost - 12: Östlicher Ring - 13: Innenstadt/Südlicher Ring | - 21: Südost - 22: Südwest | - 31: Westlicher Ring - 32: Nordwest - 33: Nördlicher Ring |

Bei Landtagswahlen in Niedersachsen ist das Stadtgebiet in die drei Landtagswahlkreise Braunschweig-Nord, Braunschweig-Süd und Braunschweig-West gegliedert, mit der Besonderheit, dass zum Wahlkreis Braunschweig-Süd die im Landkreis Peine liegende Gemeinde Vechelde gehört. Bei Bundestagswahlen ist der Bundestagswahlkreis Braunschweig deckungsgleich mit dem Stadtgebiet, das ebenso bei Europawahlen nicht weiter unterteilt ist – jeweils bis auf die Einteilung in Wahlbezirke für die Stimmabgabe.
Für statistische Zwecke ist das Stadtgebiet Braunschweig in insgesamt 74 statistische Bezirke eingeteilt, die fortlaufend nummeriert sind und meist historische Namen tragen.
- 01 Stadtkern (Altstadt, Burg und Sack[23])
- 02 Hagen
- 03 Altewiek
- 04 Hohetor
- 05 Neustadt
- 06 Altes Hochschulviertel
- 07 Am Hagenring
- 08 Prinzenpark
- 09 Viewegs Garten
- 10 Bürgerpark
- 11 Wilhelmitor-Süd
- 12 Wilhelmitor-Nord
- 13 Petritor-Ost
- 14 Petritor-West
- 15 Petritor-Nord
- 16 Nordbahnhof
- 17 Neues Hochschulviertel
- 18 Gliesmarode
- 19 Riddagshausen
- 20 Hauptfriedhof
- 21 Hauptbahnhof
- 22 Bebelhof
- 23 Zuckerberg
- 24 Am Südsee
- 25 Gartenstadt
- 26 Hermannshöhe
- 27 Rothenburg
- 28 Weinberg
- 29 Alt-Lehndorf
- 30 Lehndorf-Siedlung
- 31 Ölper Holz
- 32 Kanzlerfeld
- 33 Bundesanstalten
- 34 Völkenrode
- 35 Watenbüttel
- 36 Ölper
- 37 Schwarzer Berg
- 38 Veltenhof
- 39 Hafen
- 40 Rühme-West
- 41 Rühme-Ost
- 42 Vorwerksiedlung
- 43 Siegfriedviertel
- 44 Schuntersiedlung
- 45 Kralenriede
- 46 Bienrode
- 47 Querumer Forst
- 48 Querum
- 49 Pappelberg
- 50 Naturschutzgebiet
- 51 Mastbruch
- 52 Lindenbergsiedlung
- 53 Südstadt
- 54 Heidberg
- 55 Melverode
- 56 Broitzem
- 57 Geitelde
- 58 Stiddien
- 59 Timmerlah
- 60 Lamme
- 61 Wenden
- 62 Harxbüttel
- 63 Thune
- 64 Waggum
- 65 Bevenrode
- 66 Hondelage
- 67 Dibbesdorf
- 68 Volkmarode
- 69 Schapen
- 70 Rautheim
- 71 Mascherode
- 72 Stöckheim
- 73 Leiferde
- 74 Rüningen

Die größten statistischen Bezirke sind von der Einwohnerzahl her 08 Prinzenpark mit 13.802 Einwohnern (5,59 % der Stadteinwohner), flächenmäßig 66 Hondelage mit 861,8 Hektar (4,49 % der Stadtfläche); die kleinsten Bezirke sind 50 Naturschutzgebiet mit 27 Einwohnern (0,01 %) und 04 Hohetor mit 34,4 Hektar (0,18 %).

### Klima
Die Stadt Braunschweig liegt im Übergangsbereich vom maritimen Klima im Westen und kontinentalem Klima im Osten. Dazu ist die Nähe zur Nordsee ein entscheidender Klimafaktor. Die mittlere Jahrestemperatur beträgt 8,8 °C, pro Jahr fallen etwa 600 bis 650 mm Niederschlag. Die mittlere Temperatur im Juli beträgt 17,5 °C, im Januar 0,2 °C.
|                        | Jan  | Feb  | Mär | Apr  | Mai  | Jun  | Jul  | Aug  | Sep  | Okt  | Nov | Dez  |   |     |
| Mittl. Temperatur (°C) | 0,2  | 0,7  | 4   | 8,2  | 12,6 | 15,6 | 17,5 | 17,1 | 14   | 9,3  | 4,9 | 1,7  | ⌀ | 8,9 |
| Mittl. Tagesmax. (°C)  | 2,8  | 3,7  | 8,1 | 13,1 | 18   | 21   | 22,6 | 22,3 | 18,9 | 13,2 | 7,5 | 4,1  | ⌀ | 13  |
| Mittl. Tagesmin. (°C)  | −2,3 | −2,3 | 0   | 3,3  | 7,2  | 10,3 | 12,4 | 12   | 9,2  | 5,5  | 2,4 | −0,7 | ⌀ | 4,8 |
|                        |      |      |     |      |      |      |      |      |      |      |     |      |   |     |
| Niederschlag (mm)      | 44   | 38   | 43  | 47   | 59   | 73   | 65   | 65   | 45   | 43   | 49  | 50   | Σ | 621 |

| −2,3 |

| −2,3 |

| 0 |

| 3,3 |

| 7,2 |

| 10,3 |

| 12,4 |

| 12 |

| 9,2 |

| 5,5 |

| 2,4 |

| −0,7 |

| −2,3 |

| −2,3 |

| 0 |

| 3,3 |

| 7,2 |

| 10,3 |

| 12,4 |

| 12 |

| 9,2 |

| 5,5 |

| 2,4 |

| −0,7 |

### Sprache
Teilweise bis zur Mitte des 20. Jahrhunderts wurde in Braunschweig das Brunswieker Platt gesprochen und wird vereinzelt bis heute gepflegt. Es stellt eine regionale Variante des offiziell als Ostfälisch benannten Dialektes des Niedersächsischen dar. Ab etwa dem 17./18. Jahrhundert wurde es zunehmend durch Hochdeutsch verdrängt. Das mundartlich gefärbte Hochdeutsch der Braunschweiger Region wird Braunschweigisch genannt und zeichnet sich besonders durch das „klare A“ (langgezogene Aussprache des Buchstabens A, klingt aber etwas in Richtung offenes O) aus. Allgemein gilt das in der Region Braunschweig-Celle-Hannover gesprochene Hochdeutsch als bundesweit am reinsten, da das Plattdeutsche in diesem niedersächsischen Raum über den besten Vorrat an Lauten verfügte, um das vereinheitlichte Schriftdeutsch wiederzugeben.
Trotzdem gibt es viele lautliche Eigenheiten, die das Braunschweigische zu einer eigenständigen Mundart haben werden lassen. So spricht man z. B. von „Tüsch“, „Füsch“ und von „Köache“, „Höasch“ oder „Köaschen“ – gemeint sind Tisch, Fisch, Kirche, Hirsch und Kirschen. Ebenso tendiert das Braunschweigische zu einem sehr offenen kurzen u, das dem o nahekommt: „Gorke“, „korz“, „Korve“, „Borg“, „Worst“ (für nhd. Gurke, kurz, Kurve, Burg und Wurst). Diphthonge werden „geglättet“, aber im Allgemeinen nicht vollständig: „Broounschwaaich“. Die heute in der Stadt vorherrschende Umgangssprache ist ein unauffälliges, nur noch leicht gefärbtes Standarddeutsch.
Die Verwendung der Schreibweise der „unglückliche[n] Verhochdeutschung ‚Braunschweig‘ aus ‚Brunswiek‘“ ist erstmals für 1542 belegt. International hat sich weiterhin auch die historische Form Brunswick mit mittelniederdeutschem Dehnungs-c erhalten.
Nach dem neuesten Stand der Ortsnamenforschung aus dem Jahre 2018 von Herbert Blume et al. erscheint es wahrscheinlich, dass die ursprüngliche Form „Brūnes-wīk“ unter Umständen bis in die (Vor-)Völkerwanderungszeit zurückgeht und die Bedeutung „Siedlung oberhalb einer Kante, auf einer höheren Uferstelle“ (im Sinne von „auf einem Uferabschnitt oberhalb des Flusses Oker“) ist. Der Sprach- und Namensforscher Werner Flechsig hatte bereits 1954 auf die Möglichkeit hingewiesen, es könne sich um eine durch Brandrodung entstandene Siedlung handeln. Anfang der 2000er Jahre hatte Jürgen Udolph gleichfalls seine Interpretation der Namensbedeutung vorgelegt, in der er, wie bereits Flechsig zuvor, ebenfalls zu dem Schluss gelangte, dass der Ursprungsbestandteil des Ortsnamens auf eine durch Brandrodung am späteren Siedlungsort zurückzuführen sei.

## Geschichte

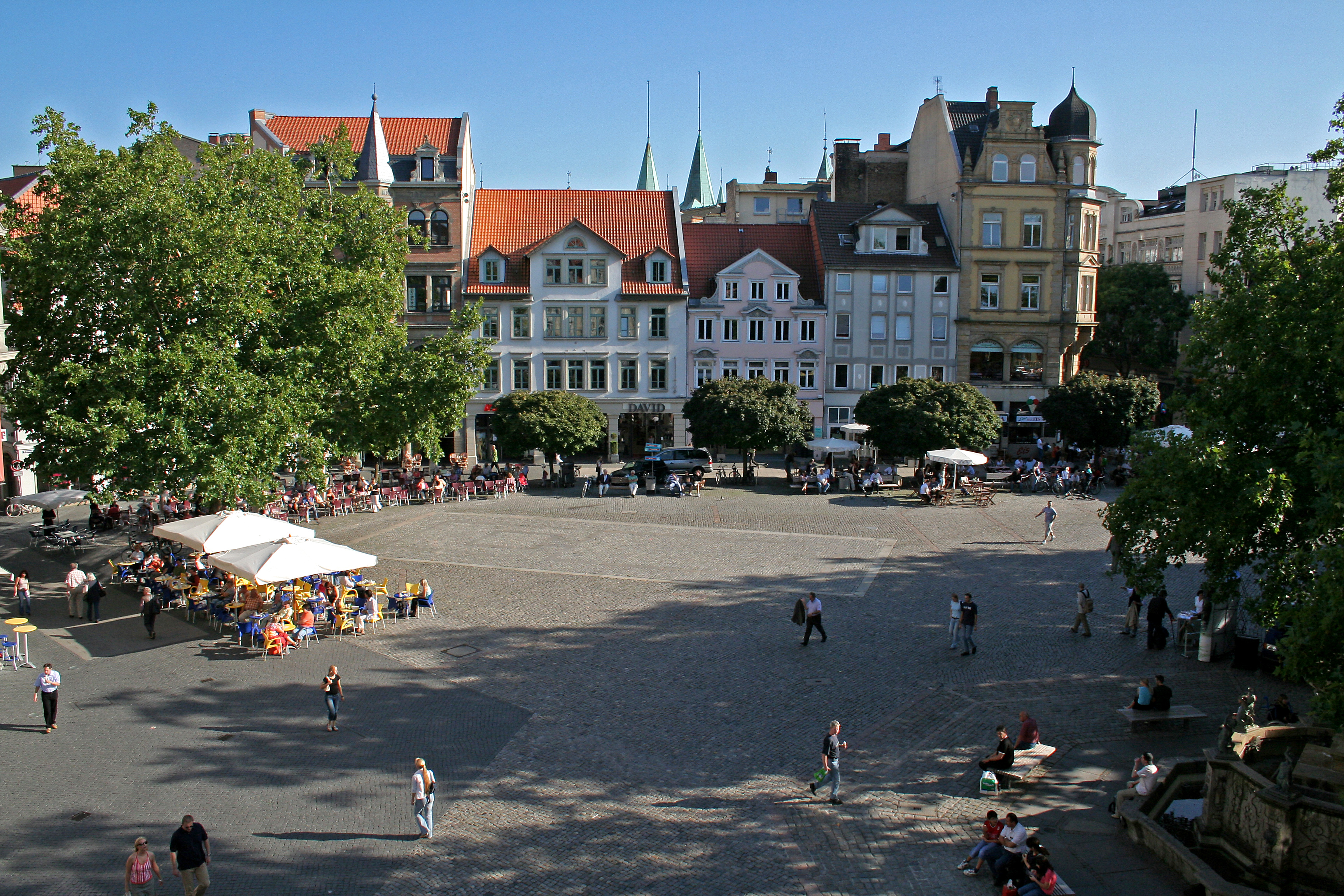
Der Kohlmarkt mit den Umrissen der St.-Ulrici-Kirche aus dem 9. Jahrhundert

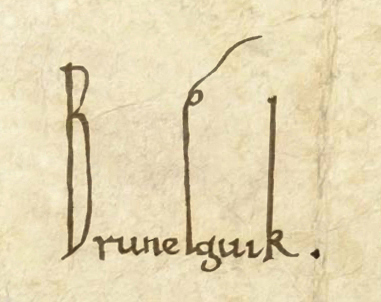
Ausschnitt aus der Weiheurkunde der Magnikirche von 1031: „Brunesguik“ ist die älteste urkundlich erhaltene Erwähnung Braunschweigs.

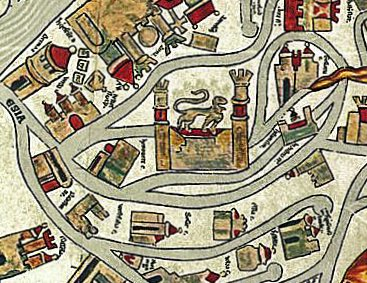
Braunschweig und der Braunschweiger Löwe auf der Ebstorfer Weltkarte (um 1300)

### Vorgeschichte und sächsische Besiedlung
Die ältesten Funde im Braunschweiger Land, die sogenannten Schöninger Speere, haben ein Alter von etwa 300.000 Jahren. Aber auch im Stadtgebiet selbst, insbesondere in der Umgebung des heutigen Stadtteils Wenden, wurden Funde aus der Jungsteinzeit, der Bronze- und der Eisenzeit gemacht, die auf eine sehr frühe erste Besiedlung hindeuten.
In germanischer Zeit war das heutige Braunschweiger Land wahrscheinlich Siedlungsgebiet der Cherusker und der Angrivarier, oder möglicherweise der Elbgermanen. Diese wurden jedoch alle nach und nach unterworfen, vertrieben oder schlossen sich dem Sachsenbund an. Die Sachsen waren ab etwa 500 n. Chr. die dominierende Macht in der Region. Seit dieser Zeit sind zudem sächsische Siedlungen nachweisbar. Unklar ist, ob damals bereits ein Dorf an der Stelle des heutigen Braunschweigs bestand, welches im Laufe der Sachsenkriege zerstört wurde.

### Stadtgründung und Mittelalter
Großen Einfluss auf die Stadtgründung und Entwicklung hatte die die Stadt durchfließende Oker. Diese stellte seit etwa 800 n. Chr. die Grenze zwischen den Bistümern Halberstadt und Hildesheim dar und begünstigte durch eine für den Handel wichtige Furt die Entwicklung der Stadt. Auf beiden Seiten der Oker entstanden wahrscheinlich schon im 9. Jahrhundert die Siedlungen Brunswik und Dankwarderode. Der Legende der Braunschweigischen Reimchronik zufolge soll die erste Siedlung auf dem Gebiet des heutigen Braunschweig im Jahr 861 gegründet worden sein. Die Seriosität dieser Quelle wird heute jedoch von Experten bezweifelt, weshalb das Jahr 1031 als erster urkundlicher Nachweis der Existenz einer Siedlung gilt. Die Grundlage dafür ist die Weiheurkunde der Magnikirche.
Herrscher Braunschweigs waren seit dem 10. Jahrhundert die Brunonen, Nachfahren des Brun(o) (der Sage nach der Stadtgründer). Über Richenza von Northeim, Nichte des Brunonen Ekbert II., und deren Tochter Gertrud von Süpplingenburg ging die Stadt Braunschweig und das gesamte Herzogtum Sachsen 1142 an Heinrich den Löwen, Herzog von Sachsen und Bayern.

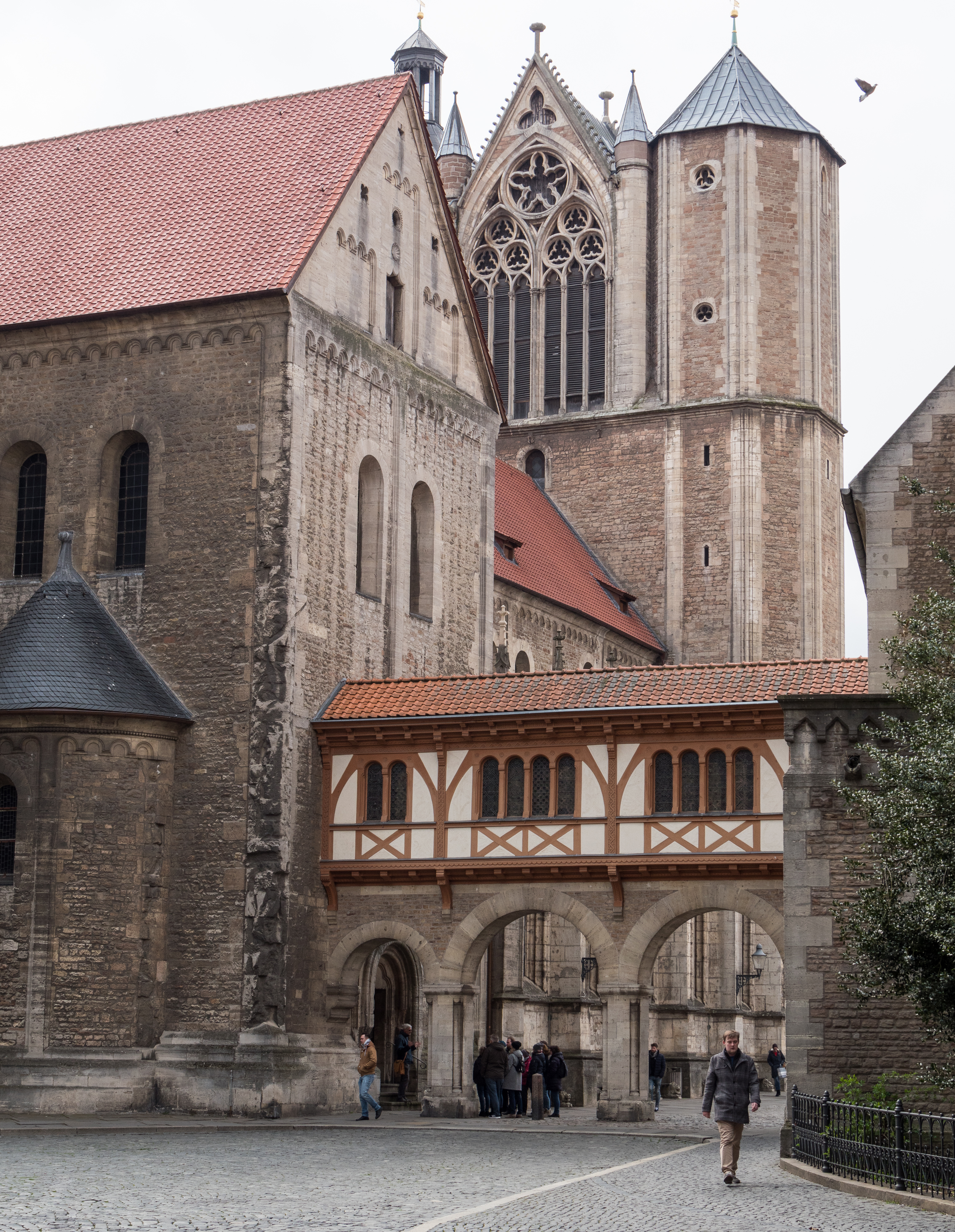
Dom zu Braunschweig

Unter dem Einfluss Heinrichs entwickelte sich Braunschweig zu einer mächtigen Stadt, die er zu seiner Residenz ausbaute. So ließ er die Burg Dankwarderode erweitern und den Braunschweiger Dom errichten. Heinrich wählte den Löwen zu seinem Wappentier und ließ dessen bronzenes Abbild um 1166 vor dem Dom auf dem Burgplatz aufstellen. Seitdem ist der Braunschweiger Löwe das Wahrzeichen und Wappentier der Stadt.
Auch das Herzogtum Braunschweig-Lüneburg geht auf Heinrich den Löwen zurück und war Teil des Landes der Welfen. Namensgebend waren die beiden größten Städte Braunschweig und Lüneburg. Bereits 1267/1269 kam es zur Teilung des Herzogtums in die Fürstentümer Lüneburg und Braunschweig. Die Stadt Braunschweig blieb gemeinsames Herrschaftsgebiet, aber auch Residenz der Braunschweigischen Linie der Welfen. Die sich im frühen 14. Jahrhundert entwickelnde Jüdische Gemeinde umfasste 1350 etwa 150 Personen.

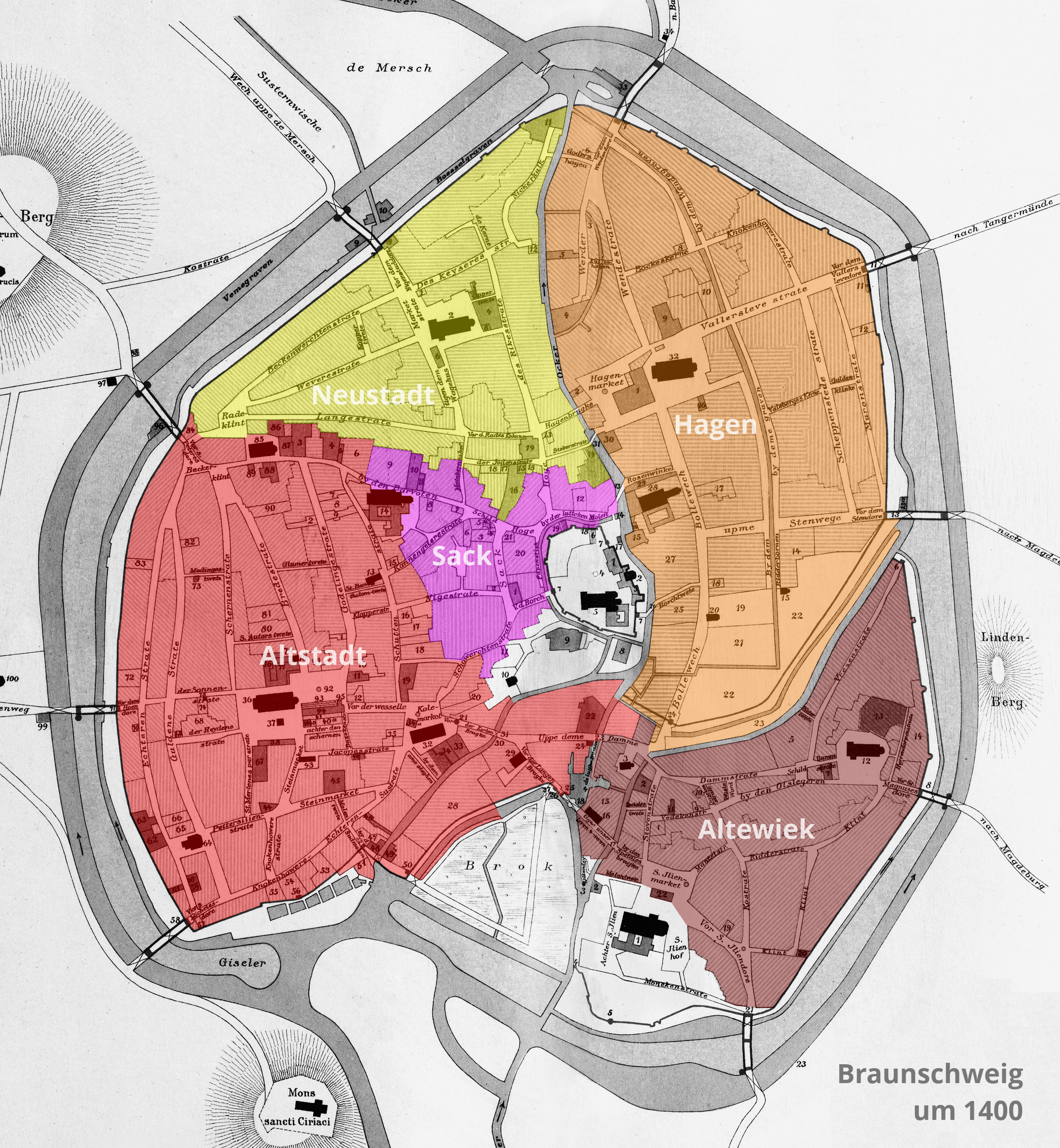
Die fünf alten Weichbilde der Gesamtstadt (im Uhrzeigersinn): Hagen (beige), Altewiek (braun), Altstadt (rot), Neustadt (gelb) im Zentrum Sack (violett); dazu die zwei Sonderrechtsbezirke Burgfreiheit (im Zentrum) und Aegidienfreiheit (im Süden)

1432 erhielt Braunschweig seine städtische Unabhängigkeit, nachdem die Landesherren ihre Residenz aufgrund zunehmender Spannungen mit der Braunschweiger Stadtbevölkerung in das nahe Wolfenbüttel verlegt hatten. Braunschweig galt neben Paris und Gent als eine der unruhigsten Städte des spätmittelalterlichen und frühneuzeitlichen Europa, da immer wieder Verfassungskonflikte durch revolutionäre Bürgerunruhen, die Braunschweiger Schichten, ausbrachen.
Wirtschaftlich entwickelte sich Braunschweig durch seine günstige Lage an der Oker, die ab Braunschweig schiffbar war. Hierdurch entwickelte sich Braunschweig zu einer wichtigen Handelsstadt, was ab Mitte des 13. Jahrhunderts zur Mitgliedschaft in der Hanse führte, in der Braunschweig als Vorort besondere Bedeutung erlangte. Nachdem Braunschweig 1296 die Münzstätte als Pfand und 1412 als Eigentum erhalten hatte, wurde die den Handel störende Münzverrufung und Erneuerung der Brakteatenpfennige durch die eigene Münzprägung, den sogenannten Ewigen Pfennig, beseitigt.
Nach dem Beschluss des Hansetages 1494 teilte sich die Hanse statt in drei (Drittel) jetzt in vier (Quartiere) Machtblöcke. Braunschweig entwickelte sich neben Magdeburg zum Vorort des sächsischen Städtebundes und führte somit das sogenannte „Sächsische Quartier“ und damit die Hansestädte zwischen Weser und Elbe an. 1669 gehörte Braunschweig zu den letzten neun in der Hanse verbliebenen Städten. In wirtschaftlicher Hinsicht war Braunschweig nicht nur Handelsstadt, sondern auch Produktionsstandort, in erster Linie für Tuche, Metallwaren und landwirtschaftliche Produkte. International bekannt war damals und ist bis heute das Bier Braunschweiger Mumme.
An der Spitze der Stadt Braunschweig stand ursprünglich ein herzoglicher Vogt, das Amt wurde jedoch bereits im 12. Jahrhundert an Bürger verliehen. Einen Rat gab es in den drei Weichbilden Altstadt, Hagen und Neustadt in der ersten Hälfte des 13. Jahrhunderts. Die drei Räte schlossen sich 1269 zu einem einzigen Rat zusammen. Die Zusammensetzung des Rates variierte im Laufe der Geschichte mehrfach, 1386 hatte er 105 Mitglieder, ab 1614 nur noch 56. Die laufende Verwaltung oblag einem Ausschuss des Rates, dem „Engen Rat“, der ab 1386 25, ab 1614 15 Mitglieder hatte.

### Frühe Neuzeit
1528, als der Landesherr Herzog Heinrich der Jüngere auf Kriegszug in Italien weilte, setzte sich mit der Annahme der von Johannes Bugenhagen ausgearbeiteten Kirchenordnung durch Rat und Bürger die Reformation in der Stadt Braunschweig durch. 1531 trat die Stadt dem Schmalkaldischen Bund bei. Als man damit begann, die mit dem Herzogshaus verbundenen Stifte St. Blasii und St. Cyriaci, Stützpunkte des Katholizismus in der Stadt, zu säkularisieren, beschlagnahmte Herzog Heinrich mit Rückendeckung des Kaisers sämtliche städtischen Güter außerhalb der Stadtmauern und betrieb offene Aufrüstung. Er wollte nicht nur seine Patronatsrechte wiederherstellen, sondern auch das Übergreifen der Reformation auf das restliche Fürstentum Braunschweig-Wolfenbüttel verhindern. Das Vorgehen gegen die Stadt Braunschweig sowie seine Interventionen im benachbarten Fürstentum Calenberg-Göttingen, in dem Herzogin Elisabeth die Reformation einführte, boten den Anlass für den Einfall des Schmalkaldischen Bundes ins Fürstentum Wolfenbüttel im Sommer 1542.
War 1615 noch eine dreimonatige Belagerung der Stadt durch Herzog Friedrich Ulrich erfolglos, wurde sie 1671 dagegen durch eine Streitmacht der Welfen-Fürsten erobert und wieder unter die Herrschaft des Fürstentums Braunschweig-Wolfenbüttel gestellt. Damit war die Epoche der unabhängigen, nahezu reichsunmittelbaren Stadt Braunschweig beendet. 1753 wurde der Residenzsitz zurück nach Braunschweig in das neu gebaute Braunschweiger Schloss verlegt. Über 4000 Personen folgten der herzoglichen Familie und siedelten ebenfalls nach Braunschweig über, was gleichzeitig den Niedergang Wolfenbüttels zur Folge hatte.
Nachdem die Stadt 1671 ihre Unabhängigkeit verloren hatte, gab es nur noch einen aus 16 Senatoren bestehenden Rat, der vom Herzog zu bestätigen war. Dem Rat stand ein Bürgermeister vor.

### 19. Jahrhundert

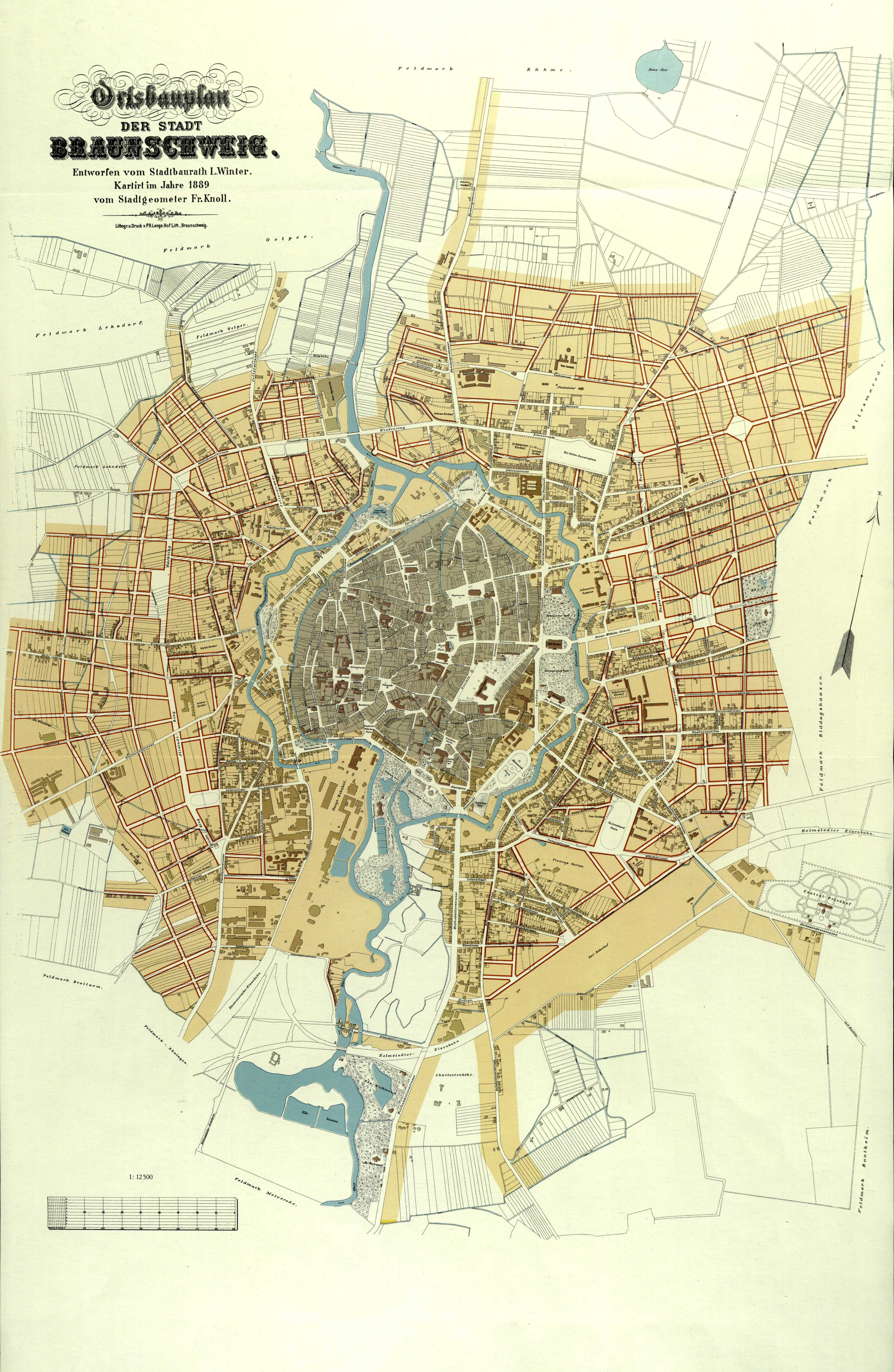
Ortsbauplan von Ludwig Winter aus dem Jahr 1889

Nach dem Frieden von Tilsit (1807) und der Schaffung des Königreiches Westphalen durch Napoleon Bonaparte wurden Stadt und Herzogtum Braunschweig von den Franzosen besetzt und Braunschweig Hauptstadt des neu gestalteten Departements der Oker. Es galt nunmehr die „Maire-Verfassung“, mit einem „Maire“ (Bürgermeister) an der Spitze der Stadt.
Während der Befreiungskriege zogen 1813 Braunschweigische Truppen unter Führung Johann Elias Olfermanns in der Stadt ein und stellten das alte Herzogtum Braunschweig für Herzog Friedrich Wilhelm wieder her. Durch den Wiener Kongress im folgenden Jahr wurde dies bestätigt und die Stadt zunächst der Kreisdirektion Wolfenbüttel zugeteilt.
Die alte Verfassung mit dem Rat, der sich nunmehr „Stadtgericht“ nannte, wurde wieder eingeführt. Nach Trennung von Justiz und Verwaltung im Jahr 1825 führte der Rat die Bezeichnung Magistrat. Bereits ab 1813 trug das Stadtoberhaupt den Titel „Stadtdirektor“, seit 1848 hat Braunschweig einen Oberbürgermeister.
1825 erhielt die Stadt den Status einer landesunmittelbaren Stadt. 1833 wurde sie Sitz einer eigenen Kreisdirektion (aus der später der Landkreis Braunschweig hervorging), bevor sie 1850 erneut landesunmittelbar wurde. Ab 1870 gehörte die Stadt endgültig zur Kreisdirektion Braunschweig. 1871 wurde das Herzogtum ein Bundesstaat des Deutschen Reiches.
Vom 6. bis 8. September 1868 fand in Braunschweig der 7. Deutsche Feuerwehrtag statt.
1874 führte Konrad Koch als Lehrer am Martino-Katharineum das Fußballspiel in Deutschland ein.
Als Welfenherzog Wilhelm 1884 ohne legitimen Erben verstarb, übernahm zunächst ein „Regentschaftsrat“ die Regierungsgeschäfte in Braunschweig. Erst 1913 kam es zur Aussöhnung zwischen den Hohenzollern und dem Haus Hannover, und mit Ernst August regierte bis zur Abdankung 1918 der letzte Welfe das Herzogtum Braunschweig.
Durch Braunschweig verlief im 18. und 19. Jahrhundert die Postroute Braunschweig–Calvörde.

### Weimarer Republik

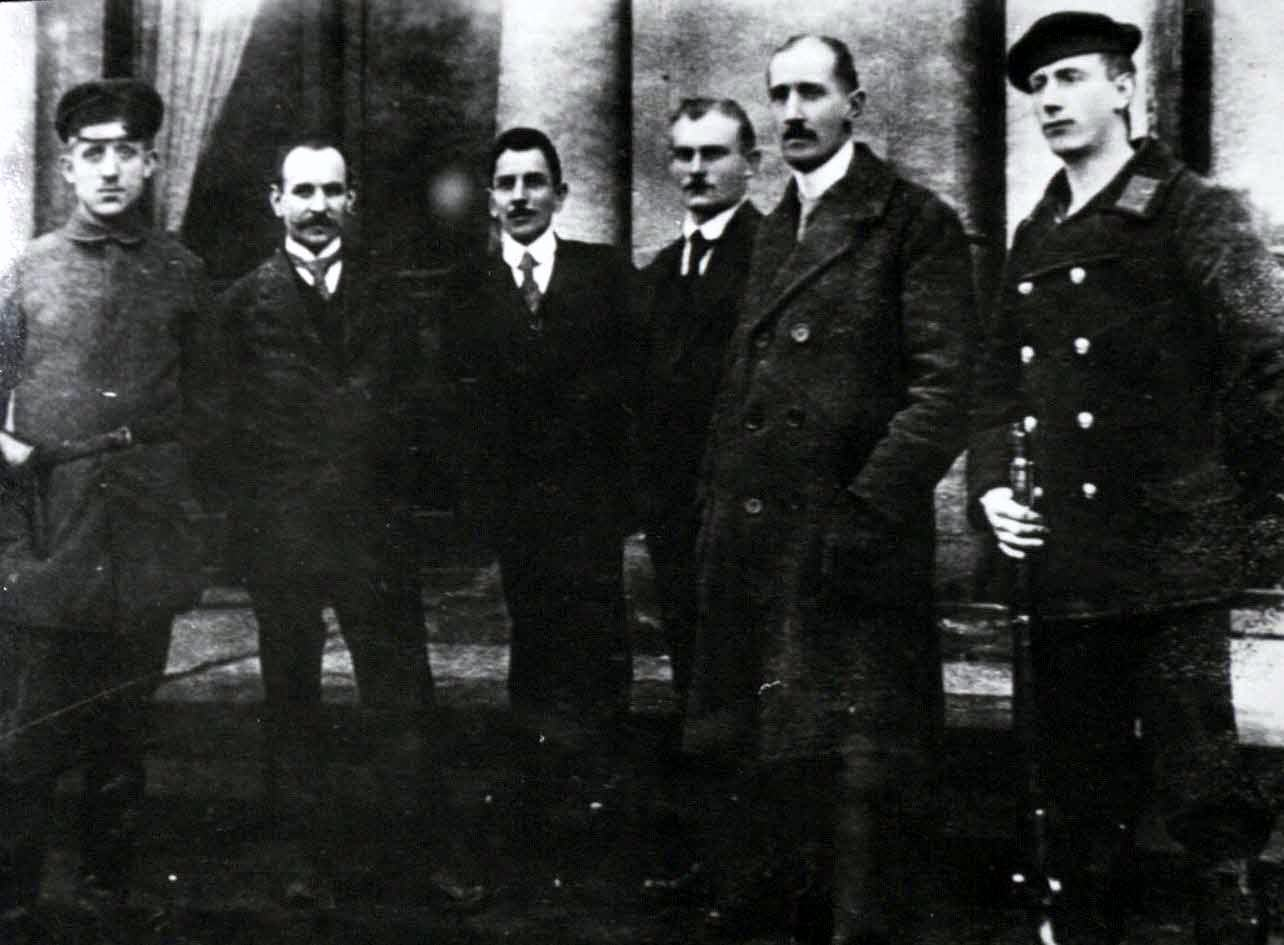
Novemberrevolution in Braunschweig, 8. November 1918: Die Delegation des Arbeiter- und Soldatenrates (v. l. n. r.: Friedrich Schubert, Henry Finke, August Merges, Paul Gmeiner, Hermann Schweiß und Hermann Meyer)

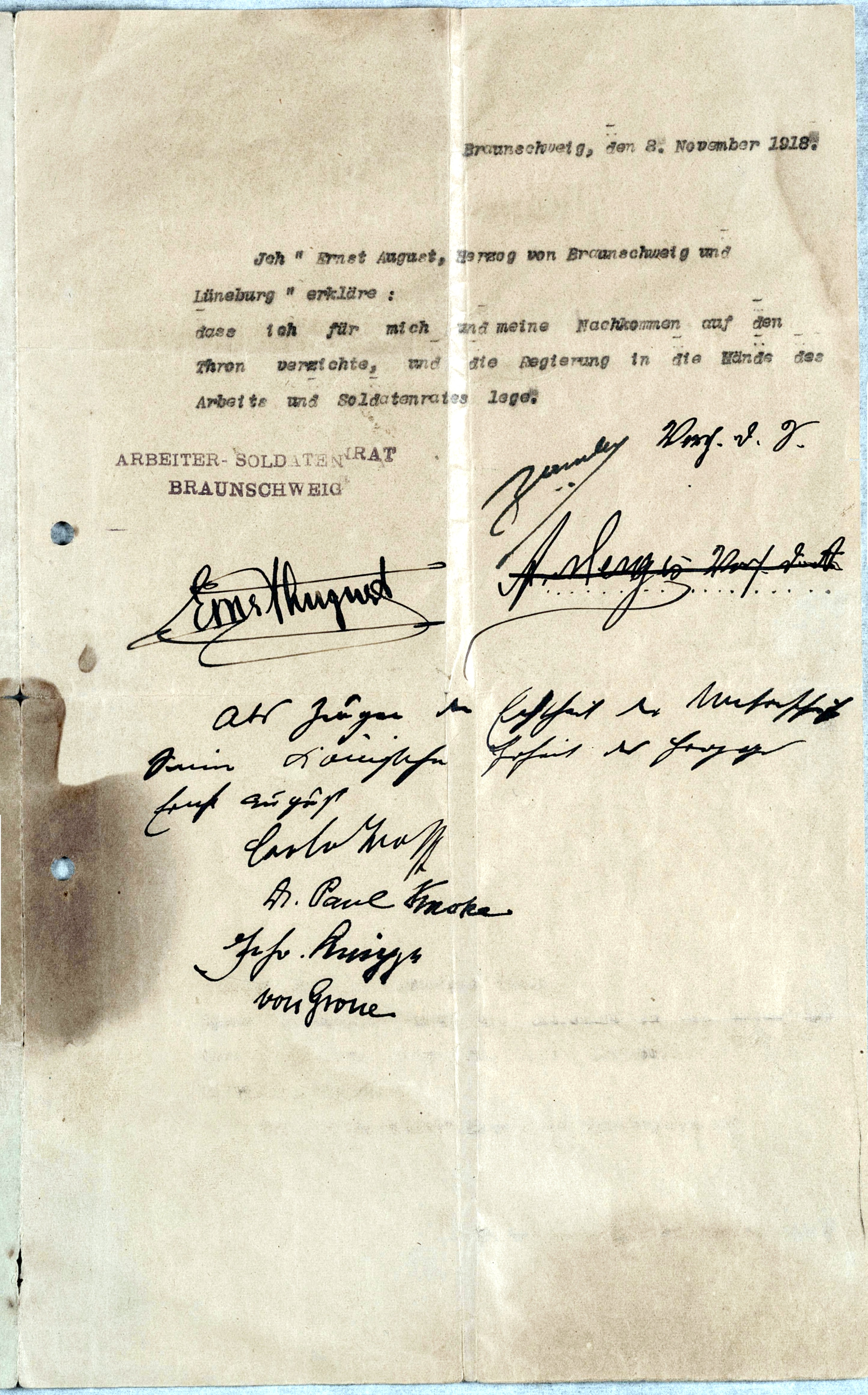
8. November 1918: Abdankungserklärung Herzog Ernst Augusts von Braunschweig

Ebenso wie im Rest des Deutschen Kaiserreiches kam es gegen Ende des Ersten Weltkrieges in Braunschweig zu einer wirtschaftlichen, sozialen und politischen Krise, die zur Novemberrevolution in Braunschweig führte. Nachdem der Arbeiter- und Soldatenrat unter August Merges am 8. November 1918 die Abdankung des letzten Herzogs, Ernst August von Braunschweig-Lüneburg, erzwungen hatte, übernahm der Rat die politische Führung und rief die „Sozialistische Republik Braunschweig“ unter Führung des Präsidenten Merges aus.
Die Lage in der Stadt Braunschweig spitzte sich zu, als die Spartakisten am 9. April 1919 einen Generalstreik ausriefen. Der Streik führte dazu, dass man die Züge nicht mehr abfertigte und damit der wichtige Ost-West-Verkehr blockiert wurde. Die Folge war ein Rückstau, der in ganz Deutschland ein Verkehrschaos auslöste. Ab dem 11. April kam das öffentliche Leben in der Stadt zum Erliegen. Um Recht und Ordnung wiederherzustellen, verhängte die Reichsregierung den Belagerungszustand über die Stadt und den Freistaat Braunschweig. Am 17. April rückten 10.000 Mann der Freikorps-Truppen unter General Georg Maercker in die Stadt ein und übernahmen sie friedlich. Nach der Bildung einer neuen Regierung unter Ministerpräsident Heinrich Jasper verließen die Truppen Braunschweig bereits im Mai wieder. Knapp ein Jahr nachdem die Freikorps-Truppen abgezogen waren, kam es in Berlin am 13. März 1920 zum Kapp-Putsch, der zwar bereits nach 100 Stunden scheiterte, aber auch in Braunschweig politische und gesellschaftliche Auswirkungen hatte; u. a. kam es zu einem Generalstreik 141 Braunschweiger Betriebe und zu bürgerkriegsähnlichen Zwischenfällen mit Verletzten und Toten. Am Ende trat die Regierung Jasper zurück und es kam zu Neuwahlen. Neuer Ministerpräsident wurde Sepp Oerter von der USPD. Infolge der Hyperinflation von 1922 kam es europa- und weltweit zu Arbeitslosigkeit, Armut, Unruhen und politischen Krisen, von denen auch Braunschweig nicht verschont blieb.
Einige Braunschweiger Künstler wurden durch die Zuwendung zum Konstruktivismus weltweit bekannt, darunter Thilo Maatsch, Walter Dexel und Rudolf Jahns. Im September 1924 gründete der Sammler Otto Ralfs in der Stadt die Gesellschaft der Freunde junger Kunst (GFJK), der u. a. Lyonel Feininger und Paul Klee angehörten. Wassily Kandinsky entwarf das Signet dieser Künstlervereinigung. Die GFJK. löste sich unter dem Druck der Nationalsozialisten 1933 selbst auf.

### Zeit des Nationalsozialismus

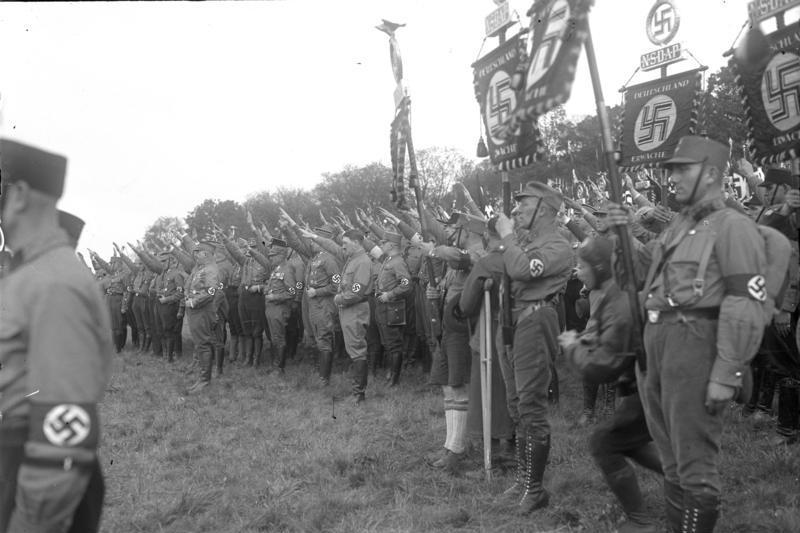
17./18. Oktober 1931 SA-Aufmarsch in Braunschweig: Hitler (Bildmitte) auf dem „SA-Feld“ (heute wieder Franzsches Feld)

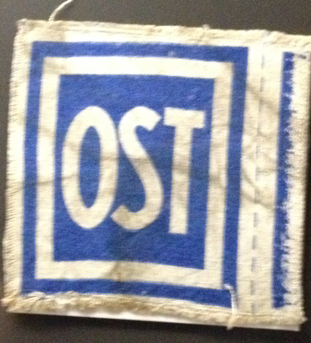
Aufnäher zur Kennzeichnung von Ostarbeitern

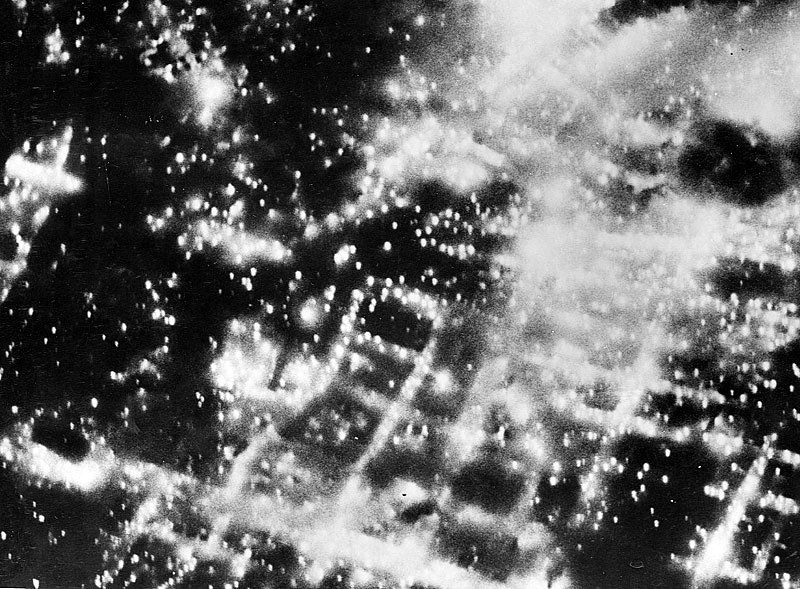
15. Oktober 1944: Die brennende Braunschweiger Innenstadt in den frühen Morgenstunden

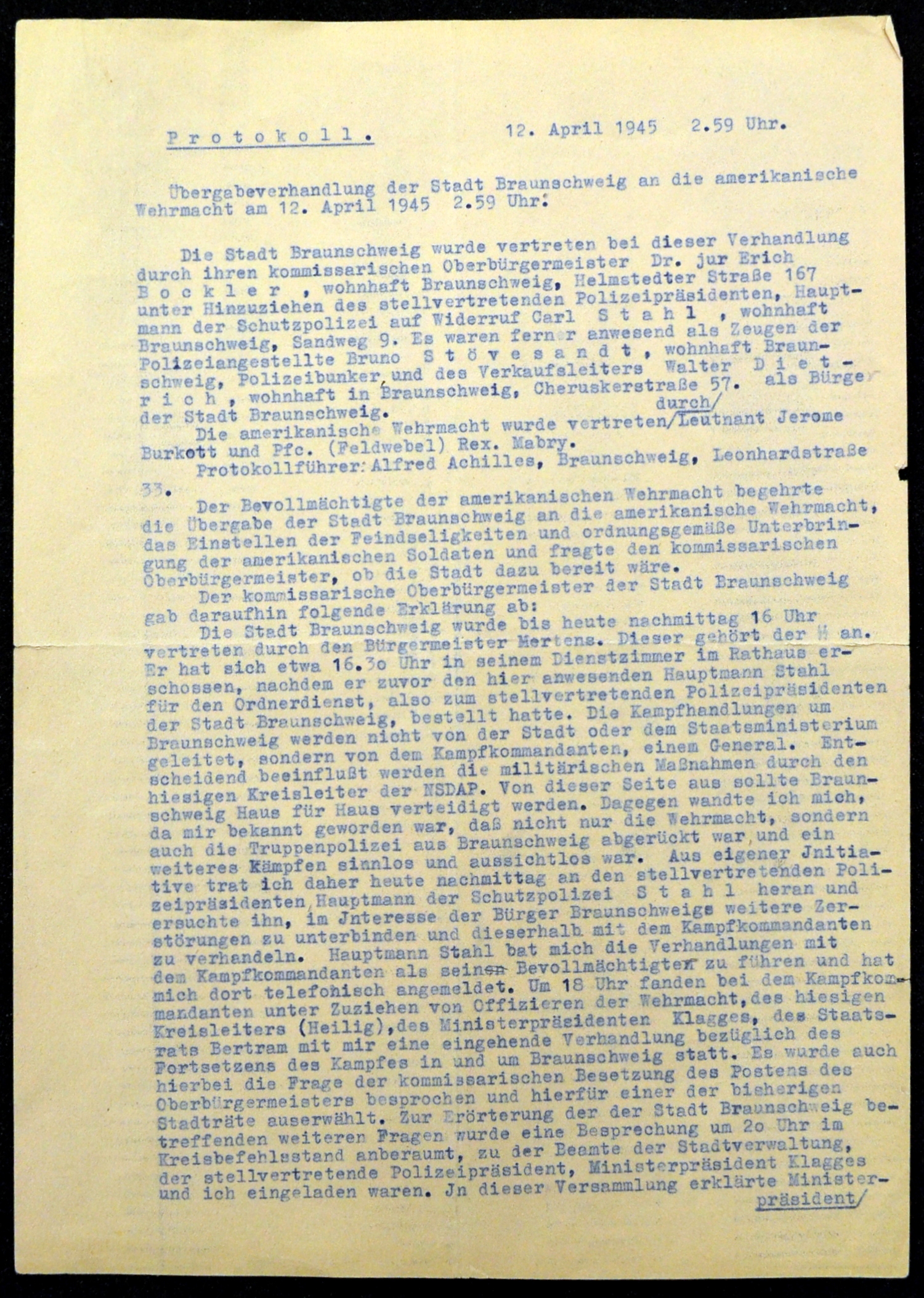
12. April 1945: 1. Seite des Übergabeprotokolls der Stadt an die US Army

Ab 1923 gewann die Nationalsozialistische Deutsche Arbeiterpartei immer mehr an Einfluss und zog bereits 1924 mit einem Abgeordneten in den Braunschweigischen Landtag ein.
Bei der Landtagswahl am 27. November 1927 erhielt die NSDAP landesweit 3,7 % der Stimmen und bei der Wahl am 14. September 1930 – wenngleich die Bevölkerung der Landeshauptstadt eher proletarisch geprägt war – landesweit 22,2 Prozent. Die DVP lehnte die Bildung einer großen Koalition ab; am 1. Oktober 1930 wählte der Landtag mit den Stimmen der Bürgerlichen Einheitsliste eine Koalitionsregierung aus DNVP und NSDAP. Dieses „Ministerium Küchenthal“ amtierte bis zum 7. Mai 1933. In Anwesenheit Adolf Hitlers marschierten 1931 etwa 100.000 Gefolgsleute vor dem Braunschweiger Schloss auf. Am 25. Februar 1932 erhielt Hitler auf Betreiben der NSDAP ein braunschweigisches Staatsamt. Er erlangte so die deutsche Staatsangehörigkeit als Voraussetzung für seine Kandidatur bei der Reichspräsidentenwahl 1932.
In der Zeit des Nationalsozialismus wurde das Stadtoberhaupt von der NSDAP eingesetzt. Unter dem Kabinett Klagges kam es bereits kurz nach der Machtergreifung des NS-Regimes 1933 zu zahlreichen Gewaltaktionen gegen politische Gegner, Juden und andere missliebige Personengruppen. Ein frühes Beispiel organisierter Repression gegenüber Juden ist der „Warenhaussturm“ vom 11. März 1933. Nach dem Stahlhelm-Putsch vom 27. März und den Rieseberg-Morden vom 4. Juli 1933 veröffentlichte der ins Exil geflüchtete SPD-Politiker Hans Reinowski die Dokumentation Terror in Braunschweig. Klagges’ Ziel war der Aufbau eines nationalsozialistischen Musterstaates und damit die Festigung seiner eigenen Position. Hierzu holte er wichtige Institutionen wie die Deutsche Versuchsanstalt für Luftfahrt und eine SS-Junkerschule in die Stadt und baute auch den Freistaat Braunschweig zu einem Rüstungszentrum des Deutschen Reichs 1933 bis 1945 auf und aus. Kriegswichtige Betriebe waren unter anderem die Niedersächsischen Motorenwerke, die Flugzeugwerke Braunschweig, die Braunschweigische Maschinenbauanstalt, die MIAG, die Luther-Werke, das Vorwerk Braunschweig, die Büssing NAG, die Schuberth-Werke, Franke & Heidecke, Voigtländer und die Braunschweiger Konservenindustrie.
Diese Betriebe zogen Tausende neuer Arbeitskräfte an, für die schnell erschwinglicher Wohnraum geschaffen werden musste. In Anlehnung an die NS-Ehrentitel deutscher Städte gab Braunschweig sich selbst den Beinamen „Deutsche Siedlungsstadt“. Parallel zum Ausbau der Industrie entstanden „nationalsozialistische Mustersiedlungen“, so die „Dietrich-Klagges-Stadt“ (heute Gartenstadt), die Lehndorf-Siedlung, Mascherode-Südstadt, Schunter- und Wabetalsiedlung.
Mit fortschreitender Dauer des Krieges sank jedoch der Personalstand der Betriebe nicht nur dadurch, dass Arbeiter zum Kriegsdienst eingezogen wurden (und fielen oder verwundet wurden), sondern auch durch Opfer in der Zivilbevölkerung aufgrund von Kriegseinwirkung. Da die Rüstungsindustrie aber gleichzeitig wuchs und mehr kriegswichtiges Material produzierte, musste „Nachschub“ an Arbeitskräften herbeigeschafft werden. Wie im übrigen Reichsgebiet, wo Ende 1944 ca. sechs Millionen zivile Zwangsarbeiter, etwa zwei Millionen Kriegsgefangene und mehr als 700.000 KZ-Häftlinge für die deutsche Kriegswirtschaft arbeiten mussten, geschah dies in kleinerem Maßstab auch in Stadt und Land Braunschweig. Hier existierten 802 Lager jeder Art. Unter anderem wurden ausländische Arbeitskräfte angeworben, hauptsächlich aber mussten Zwangsarbeiter die Arbeit leisten. Diese Zwangsarbeiter lebten meist in Lagern in der Nähe der Fabriken. So gab es zwei Außenlager des KZ Neuengamme in der Stadt: das KZ Schillstraße und das KZ SS-Reitschule. Darüber hinaus gab es zahlreiche weitere Lager, wie das „Lager Schützenplatz“ oder das Lager Ackerstraße, Frankfurter Straße, das „Voigtländerlager“ oder das Entbindungsheim für Ostarbeiterinnen. Auch außerhalb der Stadt waren mehrere Lager, die zum Teil bis kurz vor Kriegsende bestanden. Im Herbst 1944 war der Höchststand an Zwangsarbeitern erreicht: Etwa 43.000 zivile Zwangsarbeiter, davon etwa 15.000 Frauen, mussten zusammen mit ca. 8.800 KZ-Insassen arbeiten. Allein beim Lkw-Hersteller Büssing NAG, unter Generaldirektor Rudolf Egger-Büssing, mussten 1.300 KZ-Häftlinge (davon 1.200 Juden) arbeiten. Die meisten dieser Zwangsarbeiter und KZ-Häftlinge waren Ostarbeiter, mehrheitlich aus der Sowjetunion und Polen.
Während des Zweiten Weltkrieges war Braunschweig Ziel zahlreicher alliierter Luftangriffe. Diese zerstörten etwa 90 Prozent der Innenstadt und 42 Prozent der gesamten Stadt. Der verheerendste war der Bombenangriff auf Braunschweig am 15. Oktober 1944, bei dem 233 Lancaster-Bomber der No. 5 Bomber Group Royal Air Force (RAF) durch den Abwurf von etwa 200.000 Phosphor-, Brand- und Sprengbomben einen zweieinhalb Tage wütenden Feuersturm entfachten. Mehr als tausend Menschen starben bei diesem Angriff. Während des gesamten Krieges starben etwa 3.500 Menschen durch Bombenangriffe; fast die Hälfte von ihnen waren Kriegsgefangene, Zwangsarbeiter und KZ-Häftlinge.

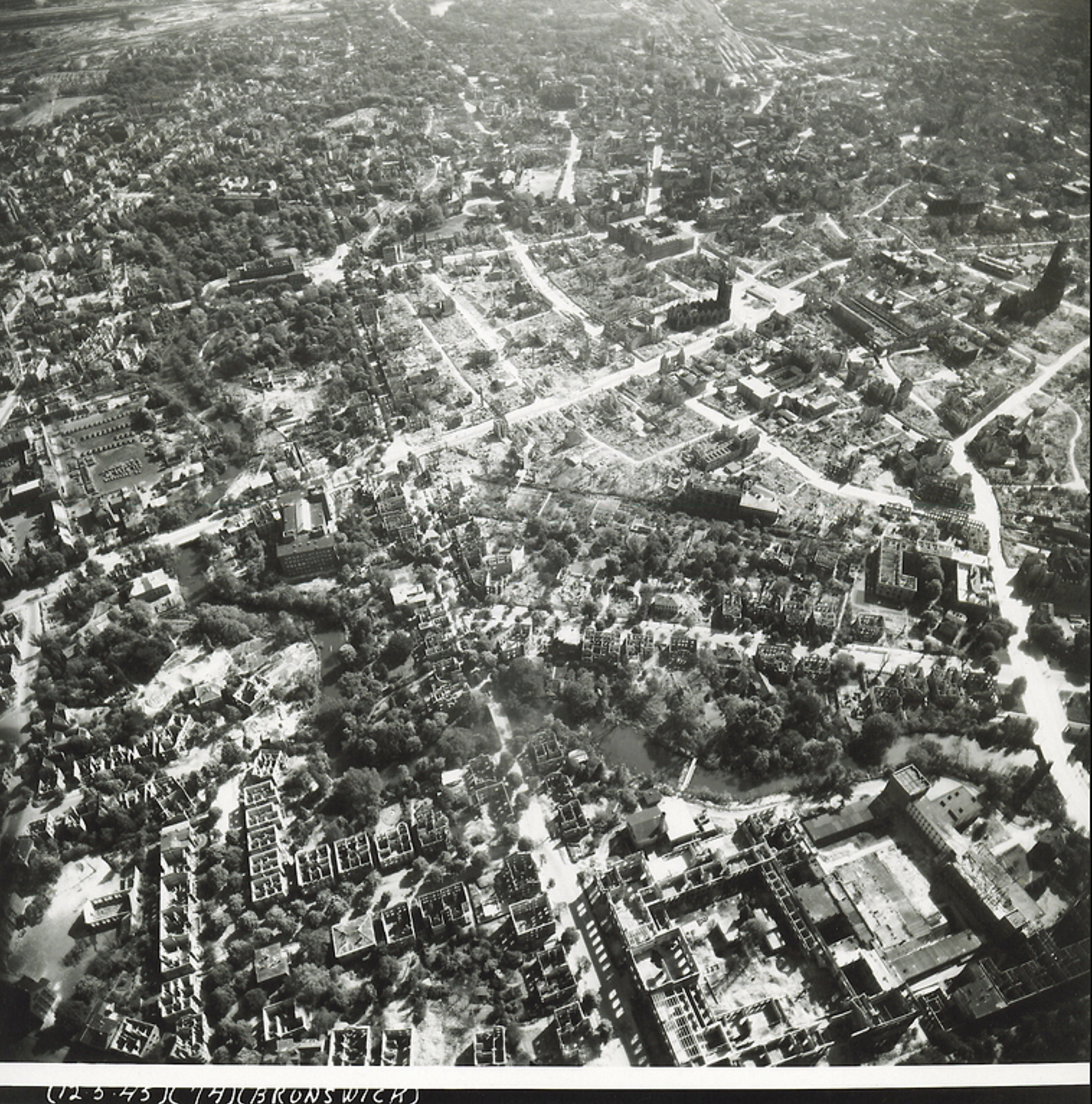
Luftbild des zerstörten Braunschweig, sog. „Trolley Mission“ der USAAF, 12. Mai 1945. Rechts unten die TH Braunschweig

Am 10. April 1945 verhandelte der Braunschweiger Kampfkommandant Generalleutnant Karl Veith mit Leland S. Hobbs, kommandierender General der 30. US-Infanteriedivision, über die Übergabe der Stadt. Veith sagte zu, die verbliebenen deutschen Truppen aus der Stadt abzuziehen, lehnte eine förmliche Kapitulation jedoch ab. Daraufhin setzten die US-Truppen den Artilleriebeschuss der Stadt, begleitet von Tieffliegerangriffen, bis in die Abendstunden des 11. April fort. An diesem Tage nahm sich der bis dahin amtierende NSDAP-Oberbürgermeister Hans-Joachim Mertens das Leben. NSDAP-Ministerpräsident Dietrich Klagges ernannte Rechtsanwalt Erich Bockler zu Mertens’ Nachfolger. NSDAP-Kreisleiter Berthold Heilig und andere NS-Funktionäre flüchteten in den Abend- und Nachtstunden vor den heranrückenden Truppen. Die Übergabe der Stadt Braunschweig wurde am Donnerstag, dem 12. April 1945 um 02:59 Uhr vollzogen, woraufhin US-Truppen kampflos die Stadt besetzten. Klagges wurde am 13. April verhaftet, die alliierte Militärregierung bezog das Veltheimsche Haus auf dem Burgplatz. Am 5. Juni 1945 löste die British Army die United States Army ab; Braunschweig kam zur britischen Besatzungszone.

### Nachkriegsjahre und Wiederaufbau

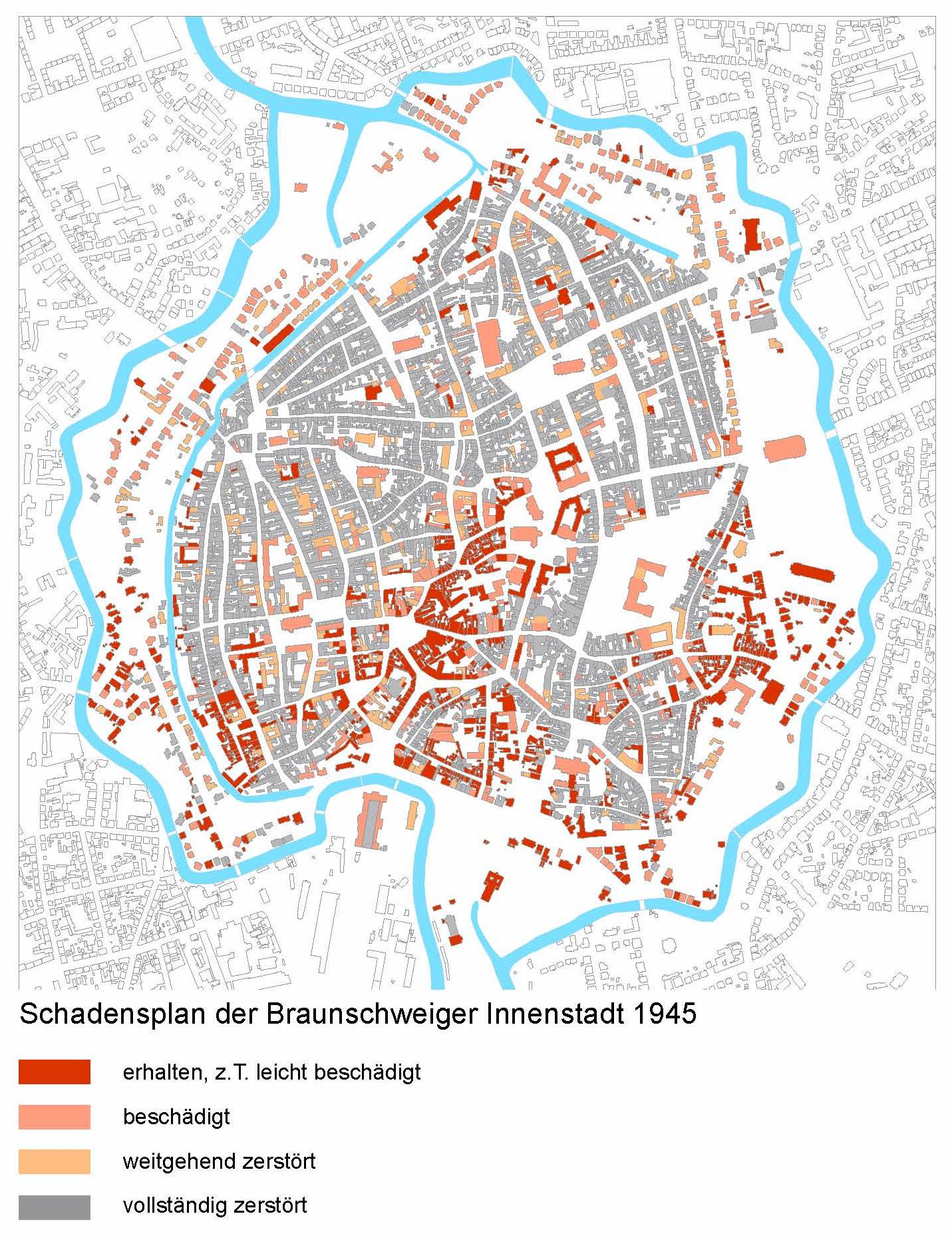
Schadensplan der Braunschweiger Innenstadt vom Mai 1945:
Legende: grau = vollständig zerstört; rot = erhalten

Zu Beginn des Zweiten Weltkrieges hatte Braunschweig 202.284 Einwohner; bei Kriegsende hatte sich diese Zahl um 26 Prozent, also um mehr als ein Viertel auf 149.641 verringert. Die Stadt gehörte zu den am schwersten zerstörten deutschen Städten. Der Zerstörungsgrad der Innenstadt (innerhalb des Okerringes) lag bei 90 Prozent, der Gesamtzerstörungsgrad der Stadt bei 42 Prozent. Das gesamte Volumen an Trümmern belief sich auf rund 3,7 Millionen Kubikmeter. Die Trümmerräumung dauerte 17 Jahre, bis sie 1963 offiziell für beendet erklärt wurde. Tatsächlich wurde sie jedoch noch Jahrzehnte danach in geringem Umfang fortgesetzt.
1946 führte die Militärregierung (Control Commission for Germany) der Britischen Besatzungszone die Kommunalverfassung nach britischem Vorbild ein. Danach gab es einen von der Bevölkerung gewählten Rat. Dieser wählte aus seiner Mitte den Oberbürgermeister als Vorsitzenden und Repräsentanten der Stadt, der ehrenamtlich tätig war. Daneben gab es ab 1946 einen ebenfalls vom Rat gewählten hauptamtlichen Oberstadtdirektor als Leiter der Stadtverwaltung. Eine jüdische Gemeinde existiert wieder seit 1945. Anfangs stand sie unter dem Schutz der Militärregierung.
Durch den akuten Bedarf an Wohnraum schritt der Wiederaufbau in den 1950/60er Jahren schnell voran. Da die Innenstadt nahezu vollständig zerstört war, bauten Stadtplaner und Architekten eine neue, moderne und vor allem „autogerechte Stadt“, wobei sie unter anderem die Maxime der an der Technischen Hochschule entwickelten „Braunschweiger Schule“ umzusetzen versuchten. Hierzu wurde erheblich in den Restbestand der über Jahrhunderte gewachsenen Stadtlandschaft eingegriffen, was beispielsweise für neu angelegte Straßenschneisen an vielen Stellen zu weiterem Abriss noch intakter Bauten führte. Mehr als hundert Gebäude wurden allein für den 1960 eröffneten Hauptbahnhof südöstlich des Stadtzentrums abgerissen, der als Durchgangsbahnhof den alten Kopfbahnhof ersetzte. Diese Abbrüche waren jahrzehntelang Anlass für kontrovers geführte Diskussionen.
Zahlreiche Neubauten entstanden, zum Beispiel das neue Karstadt-Kaufhaus nach Plänen des Architekten Ernst Kreytenberg.
In einer 2010 durchgeführten repräsentativen EU-Bürgerbefragung „Urban Audit“ wird Braunschweig eine hohe Lebensqualität bescheinigt. So liegt Braunschweig beispielsweise bei der Zufriedenheit der Bürger, in der Stadt zu wohnen, deutschlandweit auf Rang 5. Ansonsten punktet Braunschweig vor allem durch Sauberkeit, das Erscheinungsbild der Stadt und die öffentliche Sicherheit. Das hohe Maß an öffentlicher Sicherheit wird durch eine aktuelle Studie aus dem Jahr 2012 bestätigt, wonach Braunschweig unter den 50 größten Städten Deutschlands aufgrund hoher Aufklärungsquoten und einer niedrigen Anzahl an Delikten bundesweit auf Platz 1 liegt. Im Städteranking der Wirtschaftswoche, in dem 71 Städte mit mehr als 100.000 Einwohnern untersucht wurden, erwies sich Braunschweig auf Platz 7 als eine der sich am stärksten entwickelnden Städte und punktete vor allem bei Kinderbetreuung und mit starken Wirtschaftsdaten. Für die Zukunft prognostiziert die Studie Zukunftsatlas 2013 für Braunschweig „sehr hohe Chancen“, da es neben universitärer Spitzenforschung auch einen Großteil der VW-Wertschöpfung beherbergt. Auch aus diesen Gründen gilt Braunschweig als „Schwarmstadt“, also eine der wenigen Städte, in der sich besonders viele 25- bis 34-Jährige niederlassen.
Seit 1968 gibt es Kontakte zwischen Braunschweig und der israelischen Stadt Kiryat Tivon, aus denen 1985/1986 eine Städtepartnerschaft entstand.
2017 wurde Braunschweig der Ehrentitel „Reformationsstadt Europas“ durch die Gemeinschaft Evangelischer Kirchen in Europa verliehen.

### COVID-19-Pandemie in Braunschweig

18. April 2021: Gedenktag für die Opfer der COVID-19-Pandemie in Deutschland. Vor dem Altstadtrathaus wehen die Flaggen der Bundesrepublik Deutschland, des Landes Niedersachsen und der Stadt Braunschweig auf halbmast.

Die Anfang 2020 in Deutschland erstmals aufgetretene Atemwegserkrankung COVID-19 breitete sich auch nach Braunschweig aus. Der erste in der Stadt medizinisch nachgewiesene und offiziell registrierte Fall wurde am 4. März 2020 dokumentiert. Der erste SARS-CoV-2-bedingte Todesfall wurde am 30. März 2020 registriert.
Wie im gesamten Bundesgebiet wurden auch in Braunschweig die im Zusammenhang mit der Gesundheitskrise erlassenen Gesetze und Verordnungen umgesetzt, darunter Ausgangs- und Kontaktbeschränkungen sowie die Schließung allgemeinbildender Schulen. Am 18. März folgte ein Verbot von Großversammlungen in der Stadt sowie die Schließung oder Einschränkung von Freizeitbetrieben. Für die Bevölkerung wurden Online-Informationsplattformen eingerichtet. Braunschweig führte am 25. April 2020 die Pflicht zum Tragen sogenannter Alltagsmasken in Geschäften und im öffentlichen Personennahverkehr ein. Am 1. März 2023 wurde die Corona-Verordnung des Landes Niedersachsen aufgehoben.
Neben anderen medizinischen und biotechnologischen Forschungseinrichtungen und Unternehmen aus Braunschweig und Umgebung, wie den Firmen Yumab und Corat Therapeutics, einem Start-up der TU Braunschweig, wird in Zusammenarbeit mit dem Fraunhofer-Institut für Toxikologie und Experimentelle Medizin (ITEM) sowie dem ebenfalls in Braunschweig ansässigen Helmholtz-Zentrum für Infektionsforschung (HZI) mit Wissenschaftlern wie Melanie Brinkmann, Luka Cicin-Sain, Gérard Krause oder Michael Meyer-Hermann im Verbund mit anderen Forschungseinrichtungen in der ganzen Welt daran gearbeitet Diagnose- und Therapiekonzepte bzw. Coronavirusimpfstoffe und -Medikamente zu entwickeln. Der Antikörper COR-101 wurde an der TU Braunschweig in der Abteilung Biotechnologie von Stefan Dübel und Michael Hust zusammen mit der Yumab GmbH und Corat Therapeutics GmbH zur Behandlung von COVID-19 entwickelt.
COR-101 wird aktuell in Klinische Studien getestet. Im Juli 2021 hat die Firma Dermapharm sich an Corat Therapeutics für die weitere Entwicklung von COR-101 beteiligt.

### Eingemeindungen
Vor dem Zweiten Weltkrieg wurde 1931 Veltenhof eingemeindet; 1934 folgten Gliesmarode, Lehndorf, Melverode, Ölper, Querum, Riddagshausen und Rühme.
Am 1. Februar 1971 wurde ein mit damals etwa 100 Einwohnern bewohntes Gebiet des gemeindefreien Gebietes Querum eingegliedert.
Die Gebietsreform in Niedersachsen vergrößerte Braunschweig am 1. März 1974 um insgesamt 22 Stadtteile:
- Aus dem Landkreis Braunschweig wurden die Gemeinden Bevenrode, Bienrode, Broitzem, Dibbesdorf, Hondelage, Lamme, Mascherode, Rautheim, Rüningen, Schapen, Stöckheim bei Braunschweig, Thune, Timmerlah, Völkenrode, Volkmarode, Waggum, Watenbüttel und Wenden eingemeindet. Zudem wurden das gemeindefreie Gebiet Buchhorst und Teile der aufgelösten Gemeinde Bechtsbüttel nach Braunschweig umgegliedert.[97] Die hierdurch vergrößerte Stadt Braunschweig wurde Rechtsnachfolgerin des bis dahin existierenden Landkreises. Einzelne Gemeinden des früheren Landkreises wurden den Nachbarkreisen Helmstedt, Peine und Wolfenbüttel zugeschlagen. Bereits am 1. Juli 1972 gelangten die ebenfalls zum Kreisgebiet gehörenden Gemeinden Thedinghausen und Emtinghausen an den Landkreis Verden.
- Aus dem Landkreis Gifhorn kam Harxbüttel hinzu.[97]
- Aus dem Landkreis Wolfenbüttel wurden die Gemeinden Geitelde, Leiferde und Stiddien übernommen.[97]

Für die 22 Stadtteile wurden zu diesem Zeitpunkt zwölf Ortschaften mit je einem Ortsrat gebildet. Diese Ortsräte blieben bis 1981 bestehen und gingen anschließend in den Stadtbezirken auf.

### Einwohnerentwicklung

Einwohnerentwicklung von Braunschweig von 1871 bis 2017

Im Jahr 1867 hatte Braunschweig mehr als 50.000 Einwohner. 1890 überschritt die Einwohnerzahl die Grenze von 100.000, wodurch sie zur Großstadt wurde. Bis 1939 verdoppelte sich diese Zahl auf 200.000. Im Oktober 1944 lebten in der bereits stark zerstörten Stadt noch knapp 150.000 Menschen. In der Nachkriegszeit erreichte sie 245.551 (1961) und fiel beispielsweise durch Abwanderungen in Umlandgemeinden bis auf 218.233 (1973). Die Bevölkerungszahl stieg durch die Gebietsreform 1974 mit 271.213 auf ihren bisherigen Höchststand. Danach sank die Einwohnerzahl durch weitere Abwanderungen und die allgemeine demografische Komponente bis Ende 2004 auf 240.000. Seit 2005 ist durch familienfreundliche Siedlungsangebote eine Umkehr eingetreten. Am 31. Dezember 2010 betrug die „Amtliche Einwohnerzahl“ für Braunschweig nach Fortschreibung des Niedersächsischen Landesamtes für Statistik 248.867 (nur Hauptwohnsitze und nach Abgleich mit den anderen Landesämtern). Somit ergibt sich eine Bevölkerungsdichte von 1.295 Menschen pro Quadratkilometer. Seitdem ist die Bevölkerung kontinuierlich bis auf 252.492 am 31. Dezember 2012 gewachsen. Der Zensus 2011 des statistischen Bundesamtes korrigiert die Einwohnerzahl allerdings auf 242.537 rückwirkend zum 5. Mai 2011. Bis zum 30. Juni 2015 stieg diese Zahl auf 249.135 Einwohner.
Die Stadt Braunschweig gibt die Einwohnerzahl laut Melderegister nach dem Hauptwohnsitz von Ende 2011 mit 244.806 und von Ende 2012 mit 246.742 an. Ende 2013 wurden mit 248.424 Einwohnern erneut steigende Zahlen gemeldet. Zum 31. Dezember 2015 betrug die Zahl 252.768. 2023 betrug die Zahl der Einwohnerinnen und Einwohner 255 307.
Im Jahr 2024 lag der Anteil von Menschen mit einem erweiterten Migrationshintergrund bei 32 %. Im Jahr 2024 haben 26 % der Einwohner eine ausländische Staatsangehörigkeit oder eine doppelte Staatsangehörigkeit, das entspricht 66.200 Menschen, wobei die Mehrheit der Menschen aus Asien und Afrika kommt.
| Nationalität        | Einwohner |
| ------------------- | --------- |
| Polen               | 13.387    |
| Türkei              | 10.640    |
| Syrien              | 5.059     |
| Russland            | 4.626     |
| Ukraine             | 4.189     |
| Kasachstan          | 3.733     |
| Volksrepublik China | 3.100     |
| Indien              | 3.085     |
| Tunesien            | 2.215     |
| Italien             | 2.105     |
| Vietnam             | 2.001     |
| Kamerun             | 1.532     |
| Iran                | 1.447     |
| Rumänien            | 1.323     |
| Nigeria             | 1.222     |
| Kosovo              | 1.076     |
| Spanien             | 1.073     |
| Irak                | 1.022     |

## Politik

### Rat
Die Wahlbeteiligung bei der Wahl des Rates am 11. September 2016 lag bei 55,6 Prozent, das waren 5,1 Prozentpunkte mehr als bei der vorherigen Wahl. Die SPD löste die CDU nach 35 Jahren als stärkste Fraktion ab. Dem Rat der Stadt gehören mit Beginn der neuen Wahlperiode am 1. November 2016 neben dem Oberbürgermeister 54 Ratsfrauen und Ratsherren an, die sich folgendermaßen auf die Fraktionen oder Einzelmitglieder verteilen. Bei der Kommunalwahl am 12. September 2021 konnte die SPD den Status als stärkste Partei trotz Stimmenverlusten verteidigen. Zweitstärkste Kraft wurden die Grünen vor der CDU. Im Einzelnen ergab sich folgendes Ergebnis:
| Ratswahl Braunschweig 2021vorläufiges Ergebnis; Wahlbeteiligung: 55,4 % 3020100 29,522,622,05,95,34,33,92,01,00,90,5 SPDGrüneCDUFDPBIBSAfDLinkeVoltPARTEIPiratenBasisBIGlGewinne und Verlusteim Vergleich zu 2016 %p 12 10 8 6 4 2 0 −2 −4 −6−3,5+10,6−4,2+1,4−0,7−4,6−0,7+2,0−0,5−1,4+0,9+0,5SPDGrüneCDUFDPBIBSAfDLinkeVoltPARTEIPiratenBasisBIGAnmerkungen:l Bündnis für Innovation und Gerechtigkeit | Sitzverteilung im Rat der Stadt Braunschweig seit 2021Insgesamt 54 Sitze - Linke: 2 - PARTEI: 1 - Piraten: 1 - SPD: 16 - Grüne: 12 - Volt: 1 - BIBS: 3 - FDP: 3 - CDU: 12 - Basis: 1 - AfD: 2 |

| Partei     | Stimmen 2021 | Sitze 2021 | Stimmen 2016 | Sitze 2016 |
| ---------- | ------------ | ---------- | ------------ | ---------- |
| SPD        | 29,5 %       | 16         | 33,0 %       | 18         |
| GRÜNE      | 22,6 %       | 12         | 12,0 %       | 7          |
| CDU        | 22,0 %       | 12         | 26,2 %       | 14         |
| FDP        | 5,9 %        | 3          | 4,5 %        | 2          |
| BIBS       | 5,3 %        | 3          | 6,0 %        | 3          |
| AfD        | 4,3 %        | 2          | 8,9 %        | 5          |
| Die Linke  | 3,9 %        | 2          | 4,6 %        | 3          |
| Die PARTEI | 2,0 %        | 1          | 2,5 %        | 1          |
| Volt       | 2,0 %        | 1          | –            | –          |
| Piraten    | 1,0 %        | 1          | 2,4 %        | 1          |
| Basis LV   | 0,9 %        | 1          | –            | –          |
| BIG a      | 0,5 %        | –          | –            | –          |

SPD und Grüne haben für 2021–2026 eine Kooperation vereinbart.

### Oberbürgermeister
Im Jahr 2001 wurde in Braunschweig die Doppelspitze in der Stadtverwaltung aufgegeben. Seitdem gibt es nur noch den hauptamtlichen Oberbürgermeister. Dieser ist Leiter der Stadtverwaltung und oberster Repräsentant der Stadt. Er wird seit 2001 direkt von der Bevölkerung gewählt. Es gibt jedoch weiterhin einen eigenen Vorsitzenden des Rates, der nach jeder Kommunalwahl bei der konstituierenden Sitzung des Rates aus dessen Mitte gewählt wird.
Die Direktwahl des Oberbürgermeisters am 12. September 2021 ergab das folgende Ergebnis (Wahlbeteiligung 55,4 %):
| Kandidat und Partei                               | Wählerstimmen | Stimmanteil |
| ------------------------------------------------- | ------------- | ----------- |
| Thorsten Kornblum (SPD)                           | 41.734        | 38,4 %      |
| Kaspar Haller (CDU)                               | 29.011        | 26,7 %      |
| Tatjana Schneider (Grüne)                         | 24.802        | 22,8 %      |
| Mirco Hanker (AfD)                                | 4.704         | 4,3 %       |
| Birgit Huvendieck (Bürgerinitiative Braunschweig) | 3.215         | 3,0 %       |
| Anke Schneider (Die LINKE.)                       | 2.827         | 2,6 %       |
| Thomas Hofmann (Die PARTEI)                       | 1.904         | 1,7 %       |
| Erdmann Gust (Einzelbewerber)                     | 614           | 0,6 %       |

Da keiner der Kandidaten die absolute Mehrheit erreichen konnte, war eine Stichwahl erforderlich, die gemeinsam mit der Bundestagswahl am 26. September 2021 stattfand. Die Braunschweiger Grünen unterstützten den SPD-Kandidaten Thorsten Kornblum. Die Stichwahl ergab das folgende (vorläufige) Endergebnis (Wahlbeteiligung: 62,6 %):
| Kandidat und Partei     | Wählerstimmen | Stimmanteil |
| ----------------------- | ------------- | ----------- |
| Thorsten Kornblum (SPD) | 79.861        | 65,9 %      |
| Kaspar Haller (CDU)     | 41.401        | 34,1 %      |

Thorsten Kornblum hat sein Amt am 1. November 2021 angetreten. Er folgte damit auf den seit 2014 amtierenden Ulrich Markurth (SPD), der nicht mehr kandidiert hatte.

### Stadtbezirksräte
Für Städte mit mehr als 100.000 Einwohnern sieht das Niedersächsische Kommunalverfassungsgesetz (NKomVG) die Möglichkeit vor, die Stadt in Stadtbezirke einzuteilen und dort Stadtbezirksräte einzurichten (vgl. § 90 Abs. 2 NKomVG). Von dieser Möglichkeit hat der Rat der Stadt Braunschweig in der Hauptsatzung Gebrauch gemacht. Ab dem 1. November 2021 ist Braunschweig in zwölf Stadtbezirke eingeteilt. Ihre Nummerierung haben sie anhand der acht Braunschweiger Gemeindewahlbezirke erhalten.
Die Stadtbezirksräte haben gemäß §§ 93 und 94 NKomVG gewisse Entscheidungs- und Mitwirkungsrechte, soweit es sich um eigene Angelegenheiten des Stadtbezirks betreffen. Vor der Befassung mit einer Angelegenheit eines Stadtbezirks muss der Rat der Stadt den jeweiligen Stadtbezirksrat anhören. Die Zahl der Mitglieder bestimmt sich nach der Einwohnerzahl der Stadtbezirke (vgl. § 91 Abs. 1 NKomVG) und liegt in der Stadt Braunschweig zwischen 7 und 19. Der Stadtbezirksrat wählt aus seiner Mitte eine Vorsitzende oder einen Vorsitzenden, die oder der Bezirksbürgermeisterin oder Bezirksbürgermeister heißt (§ 92 Abs. 1 NKomVG).
Die Stadtbezirksräte der Stadt Braunschweig wurden zuletzt im Rahmen der Kommunalwahl am 12. September 2021 gewählt. Die Wahlperiode beträgt fünf Jahre und beginnt am 1. November 2021.

#### Ergebnisse der Wahlen zu den Stadtbezirksräten in%
|                                                                                      | SPD  | CDU  | Grüne | AfD  | BIBS | Die LINKE | FDP | Die PARTEI | sonstige |
| ------------------------------------------------------------------------------------ | ---- | ---- | ----- | ---- | ---- | --------- | --- | ---------- | -------- |
| 111 – Hondelage-Volkmarode (alt: Hondelage und Volkmarode)                           | 35,6 | 30,5 | 17,3  | n.a. | 3,3  | 2,2       | 8,2 | n.a.       | 3,0      |
| 112 – Wabe-Schunter-Beberbach                                                        | 26,4 | 27,9 | 18,4  | 3,6  | 11,6 | 2,8       | 8,2 | n.a.       | 1,6      |
| 120 – Östliches Ringgebiet                                                           | 25,3 | 13,4 | 37,6  | 2,0  | 6,0  | 4,8       | 5,8 | 2,4        | 2,7      |
| 130 – Mitte (alt: Innenstadt und Viewegsgarten-Bebelhof)                             | 25,7 | 18,7 | 29,1  | 3,7  | 4,5  | 5,8       | 7,4 | 2,7        | 2,2      |
| 211 – Braunschweig-Süd (alt: Stöckheim-Leiferde und Heidberg-Melverode)              | 37,5 | 28,8 | 14,5  | n.a. | 3,6  | 3,4       | 5,5 | n.a.       | 6,9      |
| 212 – Südstadt-Rautheim-Mascherode                                                   | 38,1 | 26,2 | 19,4  | n.a. | 5,8  | n.a.      | 8,1 | n.a.       | 2,4      |
| 221 – Weststadt                                                                      | 42,7 | 21,7 | 11,4  | 10,9 | 2,5  | 4,3       | 4,8 | n.a.       | 1,8      |
| 222 – Südwest (alt: Timmerlah-Geitelde-Stiddien, Broitzem und Rüningen)              | 38,0 | 34,6 | 12,8  | n.a. | 4,9  | n.a.      | 5,3 | n.a.       | 4,4      |
| 310 – Westliches Ringgebiet                                                          | 24,8 | 14,7 | 29,6  | 3,8  | 6,5  | 7,4       | 6,2 | 3,4        | 3,5      |
| 321 – Lehndorf-Watenbüttel                                                           | 37,7 | 23,4 | 20,2  | 4,2  | 3,1  | 2,6       | 6,5 | n.a.       | 2,4      |
| 322 – Nördliche Schunter-/Okeraue (alt: Veltenhof-Rühme und Wenden-Thune-Harxbüttel) | 33,5 | 33,6 | 14,5  | n.a. | 8,5  | 3,2       | 6,8 | n.a.       | n.a.     |
| 330 – Nordstadt-Schunteraue (alt: Nordstadt und Schunteraue)                         | 27,8 | 17,0 | 30,5  | n.a. | 8,0  | 5,5       | 5,0 | 3,3        | 2,9      |
| Gesamt                                                                               | 31,3 | 22,3 | 23,6  | 2,4  | 5,8  | 4,0       | 6,2 | 1,5        | 2,9      |

Anmerkungen:
1. ↑  Ebenfalls angetreten sind die Parteien BIG, dieBasis, Die RECHTE, FREIE WÄHLER und PIRATEN sowie die Wählergruppe FWBS.
2. ↑  nicht angetreten.
3. ↑  Die Wählergruppe FWBS erreichte 3,1 % und erlangte 1 Sitz.

#### Sitzverteilung in den Stadtbezirksräten ab November 2021
|                                                                                      | SPD | CDU | Grüne | AfD  | BIBS | Die LINKE | FDP | Die PARTEI | sonstige |
| ------------------------------------------------------------------------------------ | --- | --- | ----- | ---- | ---- | --------- | --- | ---------- | -------- |
| 111 – Hondelage-Volkmarode (alt: Hondelage und Volkmarode)                           | 5   | 4   | 2     | n.a. | 1    | 0         | 1   | n.a.       | 0        |
| 112 – Wabe-Schunter-Beberbach                                                        | 5   | 5   | 3     | 1    | 2    | 0         | 1   | 0          | 0        |
| 120 – Östliches Ringgebiet                                                           | 5   | 3   | 7     | 0    | 1    | 1         | 1   | 1          | 0        |
| 130 – Mitte (alt: Innenstadt und Viewegsgarten-Bebelhof)                             | 5   | 4   | 6     | 1    | 1    | 1         | 1   | 0          | 0        |
| 211 – Braunschweig-Süd (alt: Stöckheim-Leiferde und Heidberg-Melverode)              | 6   | 5   | 2     | n.a. | 1    | 1         | 1   | n.a.       | 1        |
| 212 – Südstadt-Rautheim-Mascherode                                                   | 6   | 4   | 3     | n.a. | 1    | n.a.      | 1   | n.a.       | 0        |
| 221 – Weststadt                                                                      | 7   | 4   | 2     | 2    | 0    | 1         | 1   | n.a.       | 0        |
| 222 – Südwest (alt: Timmerlah-Geitelde-Stiddien, Broitzem und Rüningen)              | 6   | 5   | 2     | n.a. | 1    | n.a.      | 1   | n.a.       | 0        |
| 310 – Westliches Ringgebiet                                                          | 5   | 3   | 6     | 1    | 1    | 1         | 1   | 1          | 0        |
| 321 – Lehndorf-Watenbüttel                                                           | 6   | 4   | 3     | 1    | 1    | 1         | 1   | n.a.       | 0        |
| 322 – Nördliche Schunter-/Okeraue (alt: Veltenhof-Rühme und Wenden-Thune-Harxbüttel) | 5   | 5   | 2     | n.a. | 1    | 1         | 1   | n.a.       | n.a.     |
| 330 – Nordstadt-Schunteraue (alt: Nordstadt und Schunteraue)                         | 5   | 3   | 6     | n.a. | 2    | 1         | 1   | 1          | 0        |
| Gesamt                                                                               | 65  | 49  | 44    | 6    | 13   | 9         | 12  | 3          | 1        |

Anmerkungen:
1. ↑  Ebenfalls angetreten sind die Parteien BIG, dieBasis, Die RECHTE, FREIE WÄHLER und PIRATEN sowie die Wählergruppe FWBS.
2. ↑  nicht angetreten.
3. ↑  Die Wählergruppe FWBS erreichte 3,1 % und erlangte 1 Sitz.

### Verwaltung
Die Stadtverwaltung gliedert sich in acht Dezernate, die in Fachbereiche und Referate unterteilt sind:
- Dezernat I.: Dezernat des Oberbürgermeisters
- Dezernat II: Personal-, Digitalisierungs-, Rechts- und Ordnungsdezernat
- Dezernat III: Stadtplanungs-, Verkehrs-, Tiefbau- und Baudezernat
- Dezernat IV.: Kultur- und Wissenschaftsdezernat
- Dezernat V.: Sozial-, Schul-, Gesundheits- und Jugenddezernat
- Dezernat VI.: Wirtschaftsdezernat
- Dezernat VII.: Finanz- und Feuerwehrdezernat
- Dezernat VIII.: Umwelt-, Stadtgrün-, Sport- und Hochbaudezernat

### Verschuldung
Die Gesamtsumme der Schulden beim öffentlichen Bereich der Stadt Braunschweig belief sich zum Jahresende 2012 auf 345,1 Millionen Euro. Jeder Einwohner war damit mit 1134 Euro verschuldet. Von den 103 kreisfreien Städten in Deutschland hatte Braunschweig damit die zweitgeringste Pro-Kopf-Verschuldung. Nach einer Studie der Wirtschaftsprüfungsgesellschaft Ernst & Young aus dem Jahr 2015, war Braunschweig zwischen 2012 und 2014 von 72 deutschen Großstädten mit mehr als 100.000 Einwohnern mit großem Abstand die Stadt mit der geringsten Pro-Kopf Verschuldung in Deutschland. Sie betrug 452 Euro pro Bürger. Auf Platz zwei folgte Jena mit 724 Euro, auf Platz drei Düsseldorf mit 1137 Euro. Die Durchschnittsverschuldung belief sich in diesem Zeitraum auf 4299 Euro. Die Gesamtverschuldung der Stadt betrug Ende 2021 rund 644,4 Mio. Euro (ca. 2.600 Euro pro Kopf).

### Wappen

Flagge der Stadt Braunschweig

| Wappen der Stadt Braunschweig | Blasonierung: „Die Stadt führt als Wappen im silbernen Schilde einen steigenden links (heraldisch rechts) gewendeten roten Löwen mit weißen Zähnen, roter Zunge und schwarzen Krallen. Die Schildbreite verhält sich zur Schildhöhe wie 6:7.“ |
| Wappen der Stadt Braunschweig | Wappenbegründung: Dieses Stadtwappen ist seit mindestens 1366/1367 bekannt und seitdem – lediglich mit einigen stilistischen Veränderungen – in Gebrauch. Es wurde von König Albrecht II. im Wappenbrief von 1438 bestätigt. Neben der Gesamtstadt führen die fünf Weichbilde Altewiek, Altstadt, Hagen, Neustadt und Sack eigene Wappen, die sämtlich Variationen des Löwenmotivs zeigen. Für die heraldische Gestaltung des Wappens ist der Wappenbrief vom 15. Oktober 1438 maßgebend. |

### Farben
Weiter führt die Hauptsatzung bzgl. der Farben der Stadt aus:

„Die Farben der Stadt sind Rot und Weiß. Die Stadtflagge zeigt in gleichbreiten Querstreifen oben die Farbe Rot und unten die Farbe Weiß.“

Neben dem im Wappenbrief enthaltenen Wappen zeigt dieser ebenfalls die Farben der Stadt. Die fünf Weichbilde, die Bürgergarde und die Stadtverwaltung führen neben dieser offiziellen Stadtflagge eine Vielzahl weiterer (eigener) Flaggen, die, gleich dem Wappen, wiederum Variationen des Löwenmotivs aufweisen.

### Wahrzeichen

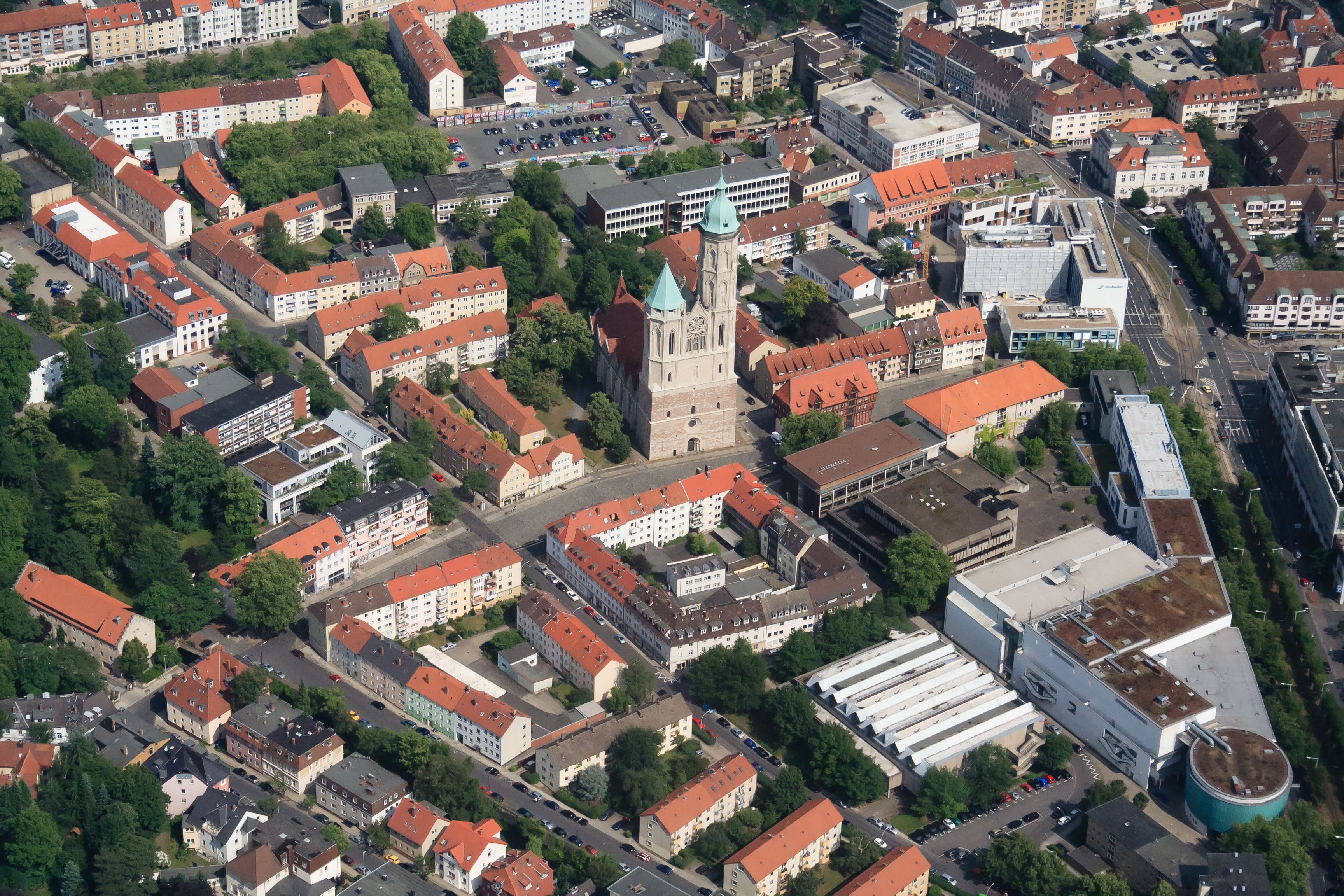
Luftaufnahme des Weichbildes Neustadt von 2011 aus Westen. Zu erkennen sind: Andreaskirche (im Zentrum), davor quer verlaufend der Wollmarkt. An dessen rechtem Ende die Alte Waage und davor zwischen ihr und der Kirche die Einmündung in die Kröppelstraße. Am linken Bildrand unten die Neustadtmühle, am rechten Bildrand verläuft die Lange Straße bis hoch zum Neustadtrathaus. In der linken oberen Ecke ist ein kleiner Teil der Wendenstraße sichtbar.

Der Braunschweiger Löwe ist das Wahrzeichen Heinrichs des Löwen, der die Stadt im Mittelalter zu einem bedeutenden Gemeinwesen ausbaute. Daher wurde der Löwe zum Wahrzeichen Braunschweigs. Auf der wahrscheinlich um 1300 entstandenen Ebstorfer Weltkarte ist Braunschweig mit dem Löwenstandbild eingezeichnet – so bekannt war der Braunschweiger Löwe bereits im ausgehenden Mittelalter. Die heutige offizielle Festlegung als Wahrzeichen der Stadt erfolgte erst 1953 in der Hauptsatzung der Stadt.
Als „inoffizielles“, ebenfalls sehr altes Wahrzeichen der Stadt, gelten die Türme der Andreaskirche, die von alters her schon von weitem den Weg nach Braunschweig wiesen.

### Interkommunale Zusammenarbeit
Die Stadt Braunschweig war von 1973 bis 1978 eines der zunächst acht (später sieben) Verbandsglieder des Großraumverbandes Braunschweig und ist seit 1991 neben zwei weiteren kreisfreien Städten und fünf Landkreisen Verbandsglied des Zweckverbandes Großraum Braunschweig (ZGB). Daneben bestehen interkommunale Kooperationen als öffentlich-rechtliche Zusammenarbeit mit benachbarten Landkreisen (z. B. bei der Integrierten Regionalleitstelle – IRLS) und in Formen privatrechtlicher Zusammenarbeit durch direkte oder indirekte Beteiligungen oder Mitgliedschaften der Stadt bei verschiedenen Gesellschaften und Vereinen (z. B. bei der Projekt Region Braunschweig, bei dem Verkehrsverbund Region Braunschweig, beim Landschaftsverband Braunschweigische Landschaft).

### Städtepartnerschaften und -freundschaften
Mit folgenden Städten unterhält Braunschweig eine Städtepartnerschaft beziehungsweise -freundschaft:
| Indonesien             | Bandung in Indonesien, seit 1960                                     |
| Frankreich             | Nîmes in Frankreich, seit 1962                                       |
| Vereinigtes Konigreich | Bath im Vereinigten Königreich, seit 1971                            |
| Tunesien               | Sousse in Tunesien, seit 1980                                        |
| Israel                 | Kiryat Tivon in Israel, seit 1985/86                                 |
| Deutschland            | Magdeburg in Deutschland, seit 1987                                  |
| Russland               | Kasan in Russland, seit 1988 (Städtefreundschaft)                    |
| Vereinigte Staaten     | Omaha in den Vereinigten Staaten, seit 1992 (Städtefreundschaft)     |
| China Volksrepublik    | Zhuhai in der Volksrepublik China, seit 2011                         |
| Sudafrika              | Nelson Mandela Bay Metropolitan Municipality in Südafrika, seit 2024 |

## Wirtschaft und Infrastruktur
Stadt und Region Braunschweig haben in ihrer Geschichte mehrere Strukturwandel erlebt. Bis nach dem Zweiten Weltkrieg war Braunschweig ein Zentrum der Konservenindustrie mit vielen verarbeitenden Betrieben sowie einer spezialisierten Maschinenbau-Industrie, unter anderem Schmalbach-Lubeca.
Mit dem Niedergang der Konservenindustrie und der Abwanderung der Industrie in andere Länder verschob sich der Schwerpunkt in Richtung Automobilindustrie, aber auch zu den Bereichen Verkehrstechnik, Biotechnologie, Gesundheitswirtschaft sowie Finanzwirtschaft. Ebenfalls Geschichte ist die Fotowirtschaft mit den traditionsreichen Firmen Voigtländer und Rollei. Repräsentative Studien bescheinigen der Stadt Braunschweig bundesweit die mit Abstand höchste Wirtschaftsfreundlichkeit.
Im Jahre 2016 betrug das Bruttoinlandsprodukt von Braunschweig, innerhalb der Stadtgrenzen, 11,733 Milliarden € und lag damit auf Platz 32 in der Rangliste der deutschen Städte nach Wirtschaftsleistung. Das BIP pro Kopf lag im selben Jahr bei 46.928 € (Niedersachsen: 34.812 €/Deutschland 38.180 €). In der Stadt waren 2017 ca. 163.800 Erwerbstätige beschäftigt. Die Arbeitslosenquote lag im Dezember 2018 bei 4,9 % und damit leicht unter dem niedersächsischen Durchschnitt von 5,0 %.
Im Zukunftsatlas 2016 belegte die kreisfreie Stadt Braunschweig Platz 36 von 402 Landkreisen und kreisfreien Städten in Deutschland und zählt damit zu den Orten mit „sehr hohen Zukunftschancen“.

### Industrie und Handwerk

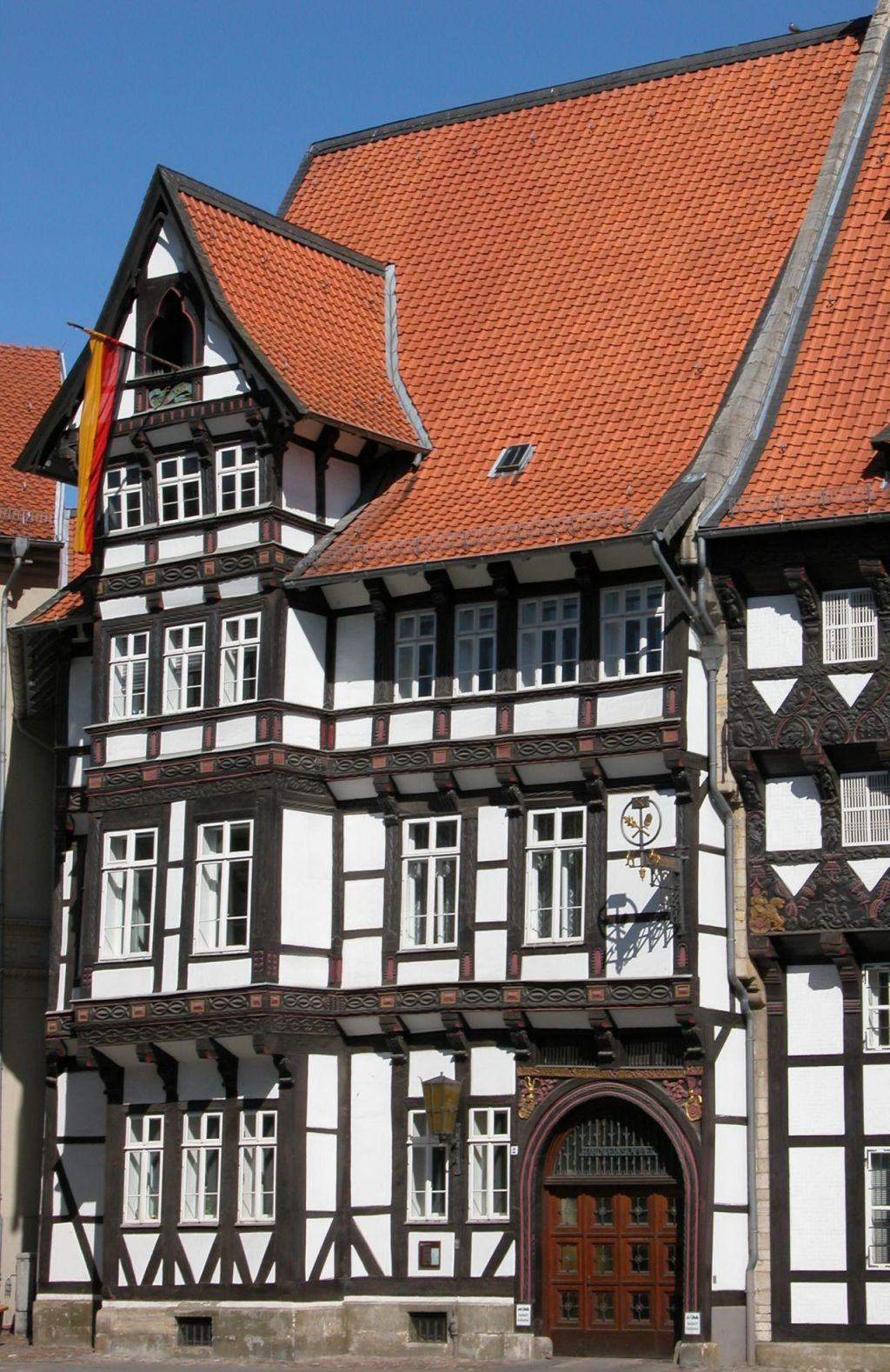
Handwerkskammer Braunschweig-Lüneburg-Stade im Veltheimschen Haus

Braunschweig war Sitz der Büssing Automobilwerke, die bis 1972 von der Firma MAN übernommen wurde. Die Fahrzeuge der MAN tragen noch heute das Logo der Firma Büssing, einen stilisierten Braunschweiger Löwen, auf dem Kühlergrill, werden jedoch in Salzgitter, 20 Kilometer südlich von Braunschweig, produziert.
In Braunschweig wurde 1938 das erste Volkswagen-Werk, das sogenannte „Vorwerk“ in Betrieb genommen. Die Automobilindustrie ist nach wie vor einer der wichtigsten Industriezweige der Stadt. Heute befinden sich ein VW-Werk sowie zahlreiche mittelständische Zulieferfirmen in der Stadt. Darüber hinaus haben die Nutzfahrzeug-Holding des Volkswagen-Konzerns und die Volkswagen Financial Services AG (unter anderem Volkswagen Bank) sowie die Braunschweigische Landessparkasse und die Öffentliche Versicherung Braunschweig ihren Unternehmenssitz in der Stadt. Aber auch Privatbanken und Direktbanken, z. B. Bank von Essen, das Bankhaus Löbbecke, die Berenberg Bank, die Volksbank BRAWO, die Braunschweiger Privatbank und die PSD Bank Braunschweig sind vertreten.
Die Stadt ist Sitz eines traditionsreichen Werkes der Siemens AG, das gleichfalls auf Heinrich Büssing zurückgeht und weltweit führend in der Bahnautomation ist (siehe Siemens-Werk Braunschweig) und unter anderem die Bahnbetriebstechnik für den Transrapid in Shanghai entwickelt hat. Der Unternehmensbereich Siemens Mobility schätzt Braunschweig unter anderem wegen der Technischen Universität Braunschweig und der Niederlassung des Deutschen Zentrums für Luft- und Raumfahrt (DLR), das als Kompetenzzentrum für Verkehrstechnik auch aerodynamische Forschung für die Bahnindustrie durchführt. Ein weiteres Unternehmen aus der Mobilitätsbranche ist Bombardier Transportation, das genau wie die Bosch Engineering GmbH in Braunschweig einen seiner Standorte hat. Neuerdings ist in Braunschweig die DB ProjektBau GmbH ansässig. Schwerpunkte dieser Bahntochter liegen im Bereich Leit- und Sicherungstechnik. Zudem haben zahlreiche Automobilzulieferer ihren Sitz in Braunschweig. Im Umfeld des Flughafens haben zahlreiche High-Tech-Unternehmen ihren Sitz z. B. die Aerodata AG, gegründet als Aerodata Flugmesstechnik GmbH, welche weltweit größter Anbieter von Flugvermessungssystemen ist.
Die Voith Turbo Aufladungssysteme GmbH & Co. KG unterhält in Braunschweig ein Entwicklungszentrum. Das Unternehmen Alstom plant das bestehende Wartungszentrum zu erweitern und innerhalb der nächsten Jahre zum „nationalen Kompetenzzentrum für Wartung und Service von Zügen“ auszubauen. Auch eine Vielzahl an technischen Dienstleistern wie die Brunel GmbH sowie technischen Unternehmensberatungen, wie die m+p-Gruppe, agieren von Braunschweig ausgehend. Ergänzend dazu ist mit der Action Europe GmbH (ehemalige Devil AG) ein großer IT Distributor und eines der umsatzstärksten Unternehmen Niedersachsen niedergelassen.
Mit rund 3900 Mitarbeitern (Stand 2014) an seinen drei Standorten zählt das Städtische Klinikum Braunschweig zu den größten Arbeitgebern der Stadt.
Nach einer Studie des Wirtschaftsforschungsinstituts Prognos zählt Braunschweig im Bereich der Informations- und Kommunikationstechnik zu den erfolgreichsten Städten in Deutschland. Dadurch hat sich in der Stadt eine Vielzahl national und international bekannter Werbeagenturen niedergelassen. Insgesamt entwickelt sich die wirtschaftliche Situation überdurchschnittlich gut. So erlebte die Stadt im Zeitraum 2005 bis 2010 ein Beschäftigungswachstum von 8,6 %; ihre Einkommensteuerkraft wuchs im selben Zeitraum um 31,1 %. Dies ist auf die zahlreichen Neugründungen zurückzuführen. Im bundesweiten Vergleich erreichte Braunschweig hier in einer Studie der Initiative Neue Soziale Marktwirtschaft aus dem Jahr 2011 den ersten Platz. Dabei kamen auf 10.000 Erwerbsfähige 146 Jungunternehmer. Im Jahr 2012 gehört Braunschweig zu den zehn dynamischsten Großstädten Deutschlands. Außerdem ist Braunschweig zusammen mit Stuttgart die Region in der Europäischen Union, in der prozentual die meisten Arbeitnehmer in Spitzen- und Hochtechnologiesektoren arbeiten, nämlich jeweils 22 %.

### „Oker Valley“

Exemplar der „Goldenen Edition“ des Commodore 64 vom Dezember 1986

Bis zu ihrem Niedergang Anfang der 1990er Jahre unterhielt die in den 1980er Jahren sehr erfolgreiche Computerfirma Commodore International in Braunschweig ein Werk. Unter anderem wurde hier der legendäre C64 gefertigt. Bis 2014 war Braunschweig Sitz von Intels größtem Chip-Entwicklungszentrum in Europa mit rund 120 Mitarbeitern. Seit 2000 wurden hier bereits sechs Chips entwickelt, die gegenwärtig im Einsatz sind. Im Europäischen Kompetenzzentrum für High-Performance-Computing (HPC)-Technologie werden in Braunschweig außerdem Chips für Höchstleistungsrechner bzw. Supercomputer entwickelt. An der TU Braunschweig finanziert Intel den Hauptstudiengang „Advanced VLSI-Design“ (Very Large Scale Integrated Circuits), der sich intensiv mit der Entwicklung hochkomplexer Mikrochips befasst, um die Ausbildung hoch qualifizierter Arbeitskräfte am Standort zu fördern. Im Herbst 2013 erfolgte jedoch die Ankündigung, diesen Standort zu schließen. Der Standort und die Mitarbeiter wurden daraufhin von Fujitsu übernommen. Heute ist Braunschweig als IT-Hochburg in Deutschland anerkannt. Der Anteil der IT-Fachkräfte ist hier dreimal so hoch wie im Bundesdurchschnitt und doppelt so hoch wie in vergleichbaren Großstädten.
Die „Kooperationsinitiative im Maschinenbau“ ist ein Zusammenschluss mittelständischer Maschinenbau-Unternehmen aus der Region Braunschweig, die gemeinsam einkaufen, die Qualifikation der Mitarbeiter erhöhen und auch auf anderen Gebieten zusammenarbeiten. Eine ähnliche Kooperationsvereinbarung haben auch Unternehmen aus der IT-Branche unter dem Namen „Federated IT“ getroffen, um die gemeinsame Durchführung von Projekten zu ermöglichen. Ein bekanntes Maschinenbauunternehmen mit Standort in Braunschweig ist Bühler.
Traditionell ist Braunschweig aufgrund des intensiven Anbaus von Zuckerrüben im Braunschweiger Raum seit etwa 1850 ein Zentrum der Zuckerindustrie. Die durch einen Zusammenschluss aus mehreren Zuckerfabriken hervorgegangene Nordzucker AG hat Braunschweig als Unternehmenssitz gewählt. Sie ist jetzt der zweitgrößte deutsche Produzent von Zuckererzeugnissen. Auch im Bereich der Forschung wird dieser Themenkomplex thematisiert. Die Technische Universität Braunschweig hat seit Jahrzehnten ein eigenes Forschungsinstitut für Zuckerherstellung und -verarbeitung.
Die Braunschweigische Maschinenbauanstalt (BMA AG) ist eines der führenden Unternehmen auf dem Gebiet des Maschinenbaus für die industrielle Verarbeitung nachwachsender Rohstoffe. Mit der Anwaltskanzlei Appelhagen und Partner ist die größte Anwaltskanzlei Niedersachsens und Sachsen-Anhalts in Braunschweig ansässig.
Braunschweig ist Sitz des international tätigen Textilunternehmens New Yorker und dessen Tochterunternehmen „Ann Christine“. Weitere bekannte Unternehmen und Institutionen sind der 1880 gegründete Kaffeeröster Heimbs, das Herrentextilunternehmen Dittmar (Signum-Hemden) und die Westermann Gruppe. Auch die Richard Borek Unternehmensgruppe hat ihren Sitz in Braunschweig. „Borek“ ist eines der ältesten Versandhäuser Deutschlands (seit 1906). 1996 wurde das Küchenfachmarktunternehmen Küchen Aktuell gegründet.
Die Braunschweiger Versorgungs AG & Co. KG gehört zu den 50 größten Unternehmen in Niedersachsen.
Mit über 1300 Einzelhandelsgeschäften ist Braunschweig ein zentraler Einkaufsstandort für die Region und seit 2014 auch Fair-Trade-Stadt.
Darüber hinaus ist die Stadt einer der Verwaltungssitze der Handwerkskammer Braunschweig-Lüneburg-Stade, deren Kammerbezirk unter anderem die kreisfreien Städte Braunschweig, Salzgitter und Wolfsburg sowie die Landkreise Helmstedt, Goslar, Peine und Wolfenbüttel umfasst.

### Medien

Die Braunschweiger Zeitung

Braunschweig ist Sitz eines Studios des Norddeutschen Rundfunks (NDR). Auch zwei private Radiounternehmen, Antenne Niedersachsen und Radio ffn, besitzen hier jeweils Regionalstudios.
Regionale Tageszeitung ist die Braunschweiger Zeitung (BZ), die auch in der Region unter verschiedenen Titeln mit unterschiedlichen Lokalteilen vorherrscht. Im Jahr 2007 wurde die Braunschweiger Zeitung von der WAZ-Mediengruppe (heute: Funke Mediengruppe) übernommen. Als kostenlose Wochenzeitungen werden die im BZ-Verlag erscheinenden Neue Braunschweiger und Neue Braunschweiger am Sonntag in die Haushalte verteilt. Online-Zeitungen für Braunschweig sind die seit April 2013 erscheinende Tageszeitung NEUESausBraunschweig sowie seit 2014 regionalBraunschweig.de (als BraunschweigHeute). Seit Mai 2016 ist news38.de online, ein Gratis-Nachrichtenportal, das vor allem Informationen aus der Postleitzahlregion 38, aber auch überregionale Nachrichten bietet.
Stadtmagazine: Das Familienmagazin Clicclac erscheint monatlich mit einer Auflage von 25.000 Stück und 560 Verteilstellen. Das Magazin Subway erscheint monatlich mit einer Auflage von 20.000 Heften und 300 Verteilstellen.
Die Stadtteilmagazine Druff, Nordlicht, Tangente und Westblick erscheinen mit kleineren Auflagen in verschiedenen Stadtteilen Braunschweigs. Das Magazin Stadtglanz erscheint vierteljährlich. Früher erschienen auch die Monatsmagazine Da Capo (1989–6/2017) COCKTA!L (1990–2005), chexx (1999–2007) und Backstage (2005–2014) sowie die Sportmagazine 33 (1994–1995) und abseits mit Schwerpunkt Braunschweiger Fußballregion.
Zudem existiert ein selbstständiges Verlagsunternehmen, das Anzeigenzeitungen für Braunschweig und den Braunschweiger Raum herausgibt. Produkte sind der Braunschweig Report, das Wochenblatt zum Sonntag sowie Ambiente. Eine weitere Anzeigenzeitung ist Extra am Sonntag für Braunschweig.
In Braunschweig und der näheren Umgebung senden das nichtkommerzielle, lokale Bürgerradio „Radio Okerwelle“ auf der UKW-Frequenz 104,6 MHz und der kommerzielle Sender Radio 38 auf der Frequenz 100,3 MHz. Außerdem unterhält „TV38“, ein nichtkommerzielles Community-TV, ein Studio in der Stadt (neben weiteren Studiostandorten in Wolfsburg und Salzgitter). Radio Okerwelle und TV38 sind zwei von 15 niedersächsischen Veranstaltern von Bürgerrundfunk. Darüber hinaus betreibt die Braunschweiger Ideeal Werbeagentur auf der Frequenz 90,5 MHz ein Veranstaltungsradio mit dem Schwerpunkt Eintracht Braunschweig.
In Cremlingen betrieb die Deutsche Telekom AG bis Ende 2015 einen Mittelwellensender im Auftrag des Deutschlandfunks (DLF). Dieser Sender wurde oft, obwohl er sich nicht im Stadtgebiet von Braunschweig befand, als „Sender Braunschweig“ bezeichnet (siehe Rundfunksendestelle Cremlingen-Abbenrode).

### Musikinstrumentenbau
Braunschweig war und ist eines der Zentren der deutschen Musikinstrumentenindustrie. Hier haben unter anderem die Wilhelm Schimmel Pianofortefabrik GmbH als der größte deutsche Hersteller von Klavieren und Flügeln und mit der Grotrian-Steinweg GmbH ein weiterer namhafter Hersteller ihren Sitz. Streichinstrumente werden seit 1844 in Braunschweig von der Geigenbauer-Familie Rautmann (fünf Generationen) hergestellt. Nach kurzer Schließung aufgrund des Todes von Elfi Rautmann eröffnete der Geigenbaumeister Matthias Vorbrodt aus Wernigerode die Werkstatt 2013 wieder. Die Firma Sandberg Guitars fertigt hochwertige E-Gitarren und E-Bässe.

### Wissenschaft

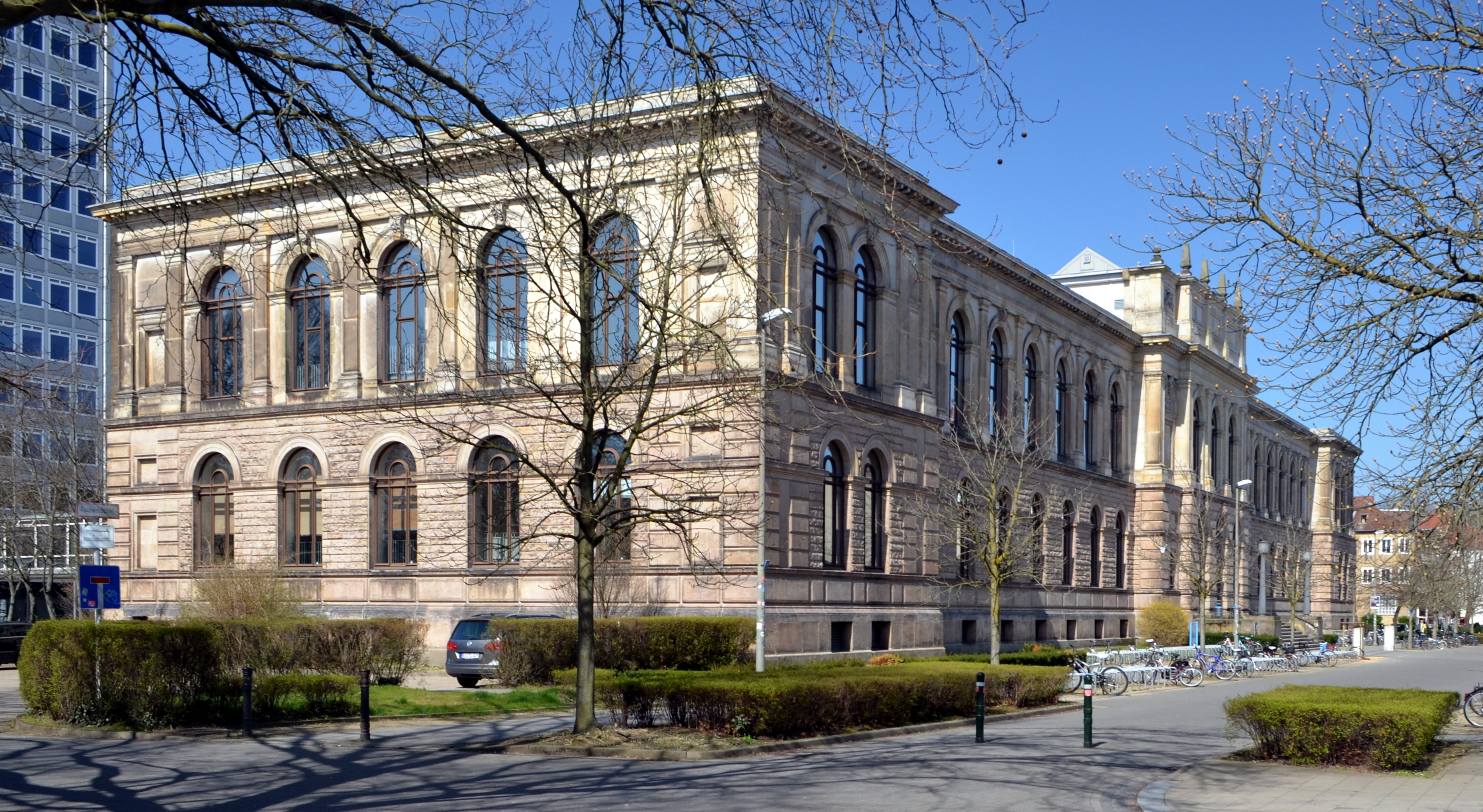
Altgebäude der TU 2018

Die Region Braunschweig ist laut Eurostat die forschungsintensivste Region Europas. Für Forschung und Entwicklung wurden 2017 in der Region Braunschweig 8,52 % des Bruttoinlandsproduktes (BIP) aufgewendet. Im bundesweiten Vergleich verfügt die Region Braunschweig mit 3,9 % Beschäftigtenanteil in Forschung und Entwicklung neben Stuttgart über die höchste Wissenschaftlerdichte. In der Region Braunschweig arbeiten und forschen mehr als 17.300 Menschen in 27 Forschungseinrichtungen. Die Konzentration von Beschäftigten in Forschung und Entwicklung ist am Standort Braunschweig etwa fünfmal so hoch wie im Bundesdurchschnitt. Des Weiteren wird der Ausbau der Forschung kontinuierlich vorangetrieben. So wurden alleine in den Jahren 2012 bis 2014 über 200 Millionen Euro für den Aufbau neuer Forschungsinfrastruktur verwendet.
Die Stadt beheimatet vier Hochschulen, eine Berufsakademie und eine Vielzahl von Bundesanstalten und Forschungseinrichtungen. Die Technische Universität Carolo-Wilhelmina wurde 1745 als „Collegium Carolinum“ gegründet und ist damit die älteste technisch-naturwissenschaftliche Universität in Deutschland. 1862 wurde dieses zur „Herzoglichen Polytechnischen Schule“ umgewandelt und 1877 zur „Technischen Hochschule“ erhoben. Seit der Erweiterung um eine Philosophische und eine staatswissenschaftliche Fakultät 1968 ist sie „Technische Universität“. Die Ostfalia – Hochschule für angewandte Wissenschaften wurde 1971 durch Zusammenschluss der Staatlichen Ingenieurschule Wolfenbüttel mit der Höheren Fachschule für Sozialarbeit des Landes Niedersachsen gegründet. Weitere Fachbereiche kamen hinzu. Die Hochschule für Bildende Künste Braunschweig (HBK) wurde 1963 aus der früheren Werkkunstschule Braunschweig gegründet. Dieses architektonisch-technische Zeicheninstitut wurde 1790 im Auftrag des Herzogs Karl Wilhelm Ferdinand eröffnet. 1972 wurde sie eine wissenschaftliche Hochschule und seit 1978 hat sie den Status einer künstlerisch-wissenschaftlichen Hochschule. Sie ist die einzige Kunsthochschule Niedersachsens und unter den fünf größten Europas. Europaweit gibt es über 300. Seit 2023 hat auch die Hochschule Fresenius einen Standort in Braunschweig. Am Health Campus kann ein Bachelor of Science und ein Master of Science Bereich der Chiropraktik sowie ein Bachelor of Science im Bereich Physician Assistance erworben werden. Das Chiropraktik-Studium in Braunschweig ist der erste akademische Chiropraktikabschluss nach internationalem Standard der Weltgesundheitsorganisation (WHO) in Deutschland. An der staatlich anerkannten Welfenakademie kann ein duales Studium der Betriebswirtschaftslehre absolviert werden. An der Deutschen Müllerschule Braunschweig kann der weltweit einzige staatlich geprüfte Abschluss als Verfahrenstechniker für Mühlenbau, Getreide- und Futtermittelwirtschaft erlangt werden.

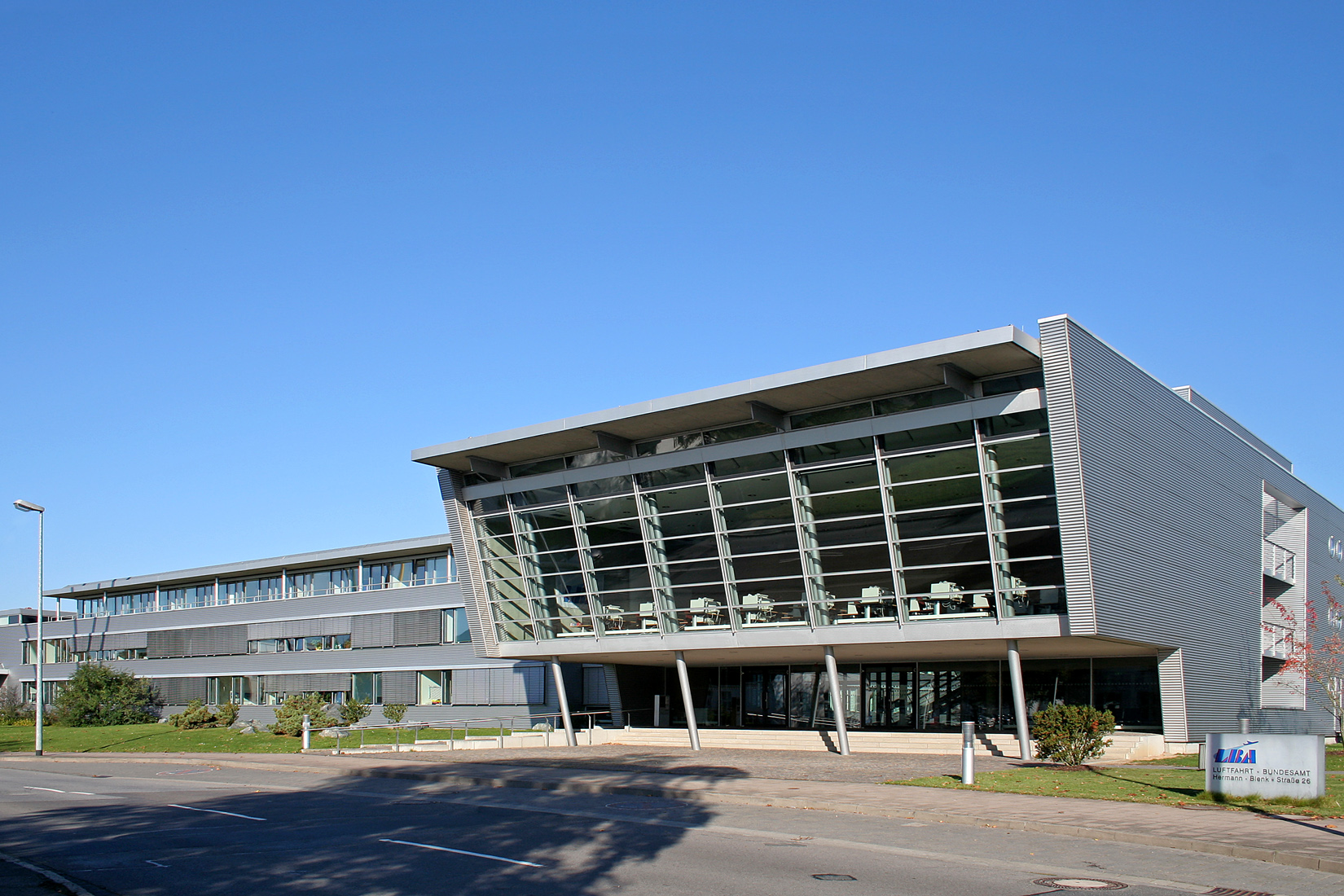
Luftfahrt-Bundesamt

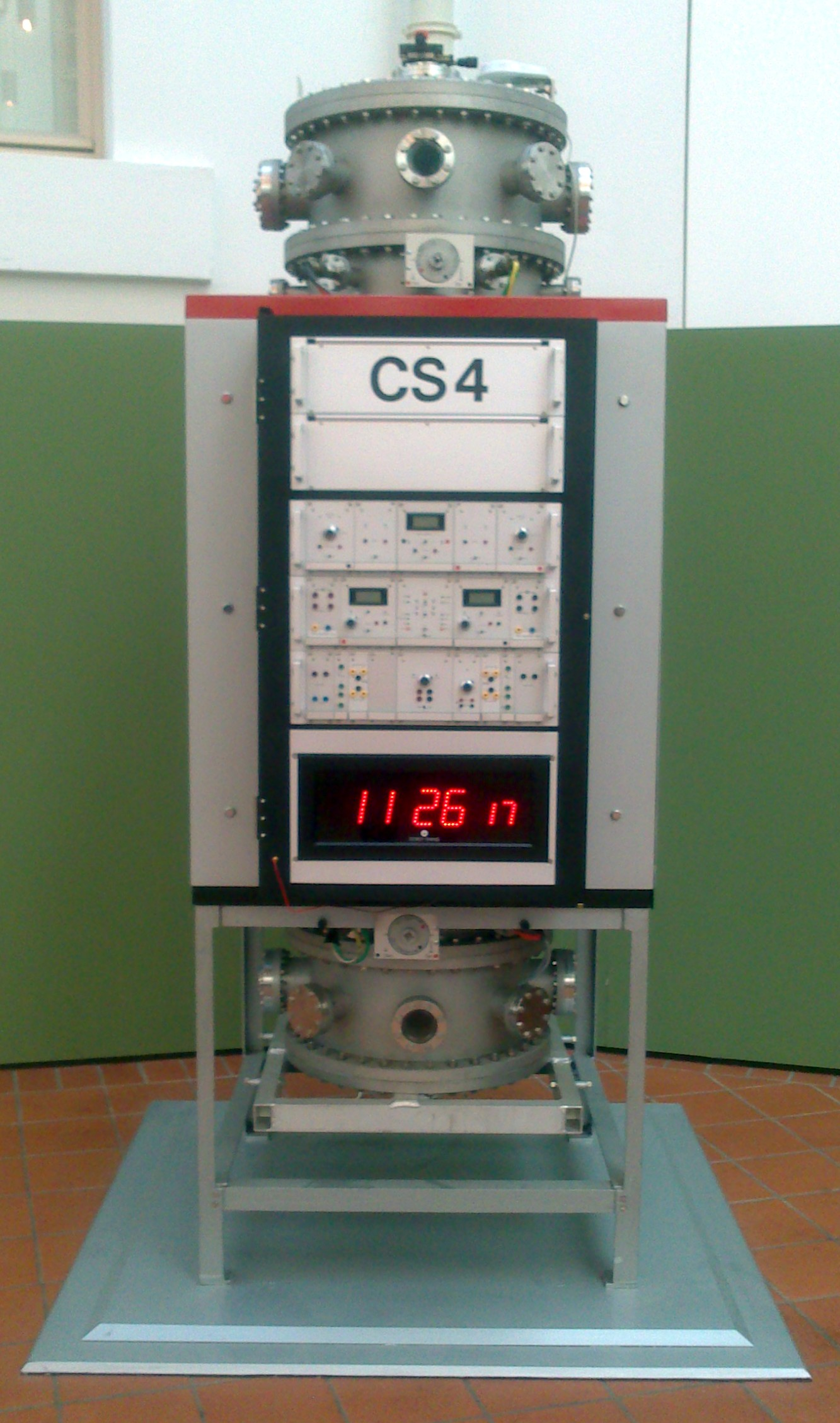
Atomuhr „CS 4“ der Physikalisch-Technischen Bundesanstalt

In Braunschweig sind das Luftfahrt-Bundesamt und die Bundesstelle für Flugunfalluntersuchung ansässig. Die Physikalisch-Technische Bundesanstalt (PTB) hat aufgrund des Zeitgesetzes seit 1978 den Auftrag, mit ihren Atomuhren die Zeit in Deutschland festzulegen. Der Impuls für die Steuerung von Funkuhren kommt von der PTB, ausgestrahlt wird der Takt jedoch über den Langwellensender DCF77 südöstlich von Frankfurt am Main. Neben der Zeit ist PTB für verschiedene technische und wissenschaftliche Messgrößen zuständig wie Länge und Masse.
Ein Alleinstellungsmerkmal ist die Konzentration von Unternehmen, Behörden und Forschungseinrichtungen im Bereich Mobilität, speziell der Luftfahrttechnologie, Luftverkehrssicherheit, Raumfahrt und Verkehr. Am Flughafen Braunschweig-Wolfsburg befindet sich ein Standort des Deutschen Zentrums für Luft- und Raumfahrt (DLR), das 1969 (zunächst als „DFVLR“) aus der 1936 gegründeten Deutschen Forschungsanstalt für Luftfahrt (DFL) hervorging. Hauptarbeitsgebiete sind Flugmechanik, Flugführung und Flugsicherung, Aerodynamik und die Entwicklung leistungsfähiger Werkzeuge für Berechnungen sowie Struktursysteme (Adaptronik und extremer Leichtbau). Der Standort arbeitet eng mit dem benachbarten Luftfahrt-Bundesamt, der Technischen Universität, Technologietransferstellen und anderen ansässigen Forschungseinrichtungen zusammen. Beispielsweise waren Forscher der TU Braunschweig und des DLR an der Entwicklung des Landers Philae und der Raumsonde Rosetta beteiligt und damit an der ersten Landung eines vom Menschen geschaffenen Objektes auf einem Kometen. Eine Besonderheit des Standortes ist die stark ausgebaute Infrastruktur mit Forschungsflugzeugen, Windkanälen, Simulatoren und Prüfständen, die neben der Flughafeninfrastruktur konzentriert auf einem Ort vorhanden ist. Insgesamt arbeiten am Flughafen über 2800 Mitarbeiter in Grundlagenforschung und der anwendungsnahen Technologieentwicklung und -erprobung. Bereits 1990 erfolgte am Flughafen Braunschweig die weltweit erste automatische satellitengesteuerte Flugzeuglandung.

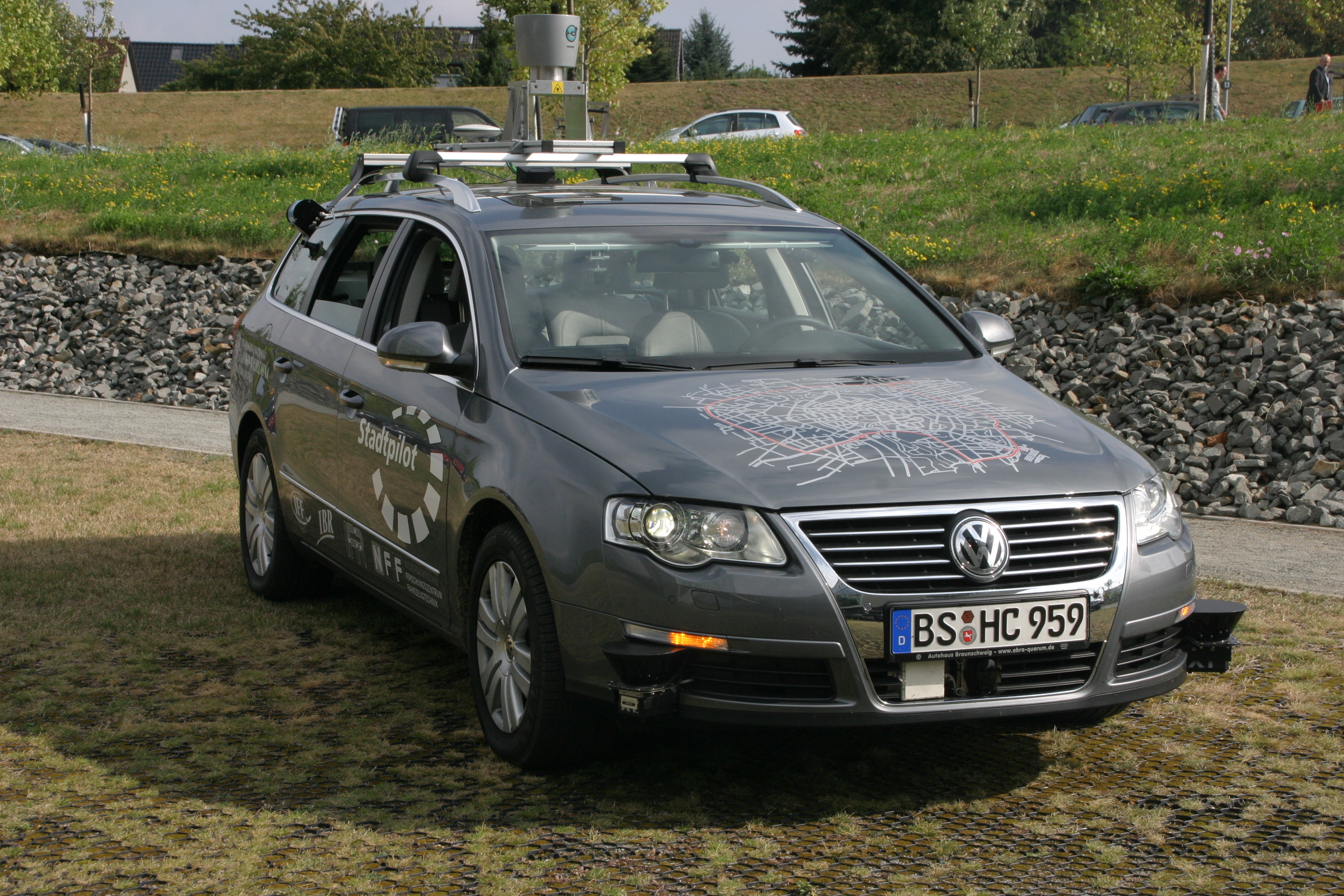
Leonie, das autonome Fahrzeug des Projekts Stadtpilot

Im Patentatlas des Deutschen Patent- und Markenamtes liegt die Region Braunschweig mit 1200 Patentanmeldungen für das Jahr 2005 in Niedersachsen auf Platz eins und im bundesweiten Vergleich auf Platz sieben. Dies gilt insbesondere bei Patenten aus den technischen Gebieten „Fahrzeuge, Schiffe, Flugzeuge“ und „Messen, Prüfen, Optik, Photographie“. Beispielhaft ist hierbei das Projekt Stadtpilot zu nennen. Das weltweit erste selbstfahrende Auto („Leonie“ genannt) bei hohem innerstädtischen Verkehrsaufkommen wurde 2011 auf dem Wilhelminischen Ring erfolgreich getestet. Die Erforschung und Erprobung moderner Ampel- und Autosysteme auf Grundlage der Anwendungsplattform Intelligente Mobilität (AIM) sowie die Auszeichnung als Schaufenster für Elektromobilität machen Braunschweig zum Zentrum deutscher Mobilitätsforschung. Diese Spitzenstellung wird im internationalen Kontext durch den starken Ausbau der Forschung am NFF unterstrichen. Dort arbeiten zukünftig über 200 Wissenschaftler an Mobilitätskonzepten der Zukunft.
Das Helmholtz-Zentrum für Infektionsforschung (HZI), früher Gesellschaft für Biotechnologische Forschung (GBF), ist ein Zentrum für Infektionsforschung. Sein Forschungsschwerpunkt liegt auf Erregern, die medizinisch relevant sind oder als Modell für die Untersuchung von Infektionsmechanismen genutzt werden. Träger des HZI sind die Bundesrepublik Deutschland (90 %) und das Land Niedersachsen (10 %).
Weitere Bundesanstalten und Forschungseinrichtungen in Braunschweig sind oder waren:
- Biologische Bundesanstalt für Land- und Forstwirtschaft (BBA) (aufgelöst am 31. Dezember 2007)
- Battery LabFactory Braunschweig (BLB)[179]
- Braunschweiger Integriertes Centrum für Systembiologie (BRICS)
- Braunschweiger Zentrum für Gender Studies
- Braunschweiger Informatik- und Technologie-Zentrum (BITZ)[180]
- Braunschweigische Wissenschaftliche Gesellschaft (BWG)
- Bundesamt für Verbraucherschutz und Lebensmittelsicherheit (BVL)
- Bundesforschungsanstalt für Landwirtschaft (FAL) (aufgelöst am 31. Dezember 2007)
- IST.hub (ehemals TUBS.digital bzw. tubs.CITY)[181]
- Deutsche Akkreditierungsstelle (DAkkS), Fachbereich Metrologie[182] mit Hauptsitz in Berlin
- Deutsche Sammlung von Mikroorganismen und Zellkulturen (DSMZ) in der Leibniz-Gemeinschaft
- Deutsches Zentrum für Infektionsforschung (DZIF)
- Drug Research and Functional Genomics Centre (DRFG)[183]
- Energieforschungszentrum Niedersachsen
- Epitaxy Competence Center (ec2)[184]
- Forschungsinstitut Futtermitteltechnik (IFF)
- Fraunhofer-Institut für Holzforschung (WKI), auch „Wilhelm-Klauditz-Institut“ genannt
- Fraunhofer-Institut für Schicht- und Oberflächentechnik (IST)
- Fraunhofer-Institut für Toxikologie und Experimentelle Medizin mit Hauptsitz in Hannover
- Fraunhofer-Zentrum für Energiespeicher und Systeme ZESS[185]
- Friedrich-Loeffler-Institut (FLI), Bundesforschungsinstitut für Tiergesundheit mit Hauptsitz auf der Insel Riems (Greifswald) (hervorgegangen aus der aufgelösten FAL)
- Georg-Eckert-Institut für internationale Schulbuchforschung (GEI)
- Gesellschaft für Anlagen- und Reaktorsicherheit (GRS)
- Intelligent Transport Systems Niedersachsen (ITS Niedersachsen)
- Institut Nehrig (Lebensmittel-, Bedarfsgegenstände und Umweltanalytik)[186]
- Institut für angewandte Funksystemtechnik (IAF)[187]
- Johann Heinrich von Thünen-Institut (vTI), Bundesforschungsinstitut für ländliche Räume, Wald und Fischerei (hervorgegangen aus der aufgelösten FAL)
- Joint Optical Metrology Center (JOMC)
- Kompetenzzentrum Windenergie (im Bau)[188]
- Julius Kühn-Institut (JKI), Bundesforschungsinstitut für Kulturpflanzen mit Hauptsitz in Quedlinburg (hervorgegangen aus der aufgelösten FAL und der BBA)
- Laboratory of Emerging Nanometrology[189] (LENA)
- Lebensmittel- und Veterinärinstitut des Niedersächsischen Landesamts für Verbraucherschutz und Lebensmittelsicherheit (LAVES)
- Materialprüfungsanstalt für das Bauwesen (MPA), Institut für Baustoffe, Massivbau und Brandschutz (IBMB)
- Nanotechnologie Kompetenzzentrum Ultrapräzise Oberflächenbearbeitung e. V. (CC UPOB e. V.)
- Niedersächsisches Forschungszentrum Fahrzeugtechnik (NFF)
- Niedersächsisches Forschungszentrum für Luftfahrt (NFL)[190]
- Zentrum für Agrarmeteorologische Forschung (ZAMF) des Deutschen Wetterdienstes
- Zentrum für Brandforschung (ZeBra)[191]
- Zentrum für leichte und umweltgerechte Bauten (Zeluba)[192]
- Zentrum für Mikroproduktion (ZeMPro)[193]

Der Stifterverband für die Deutsche Wissenschaft verlieh der Stadt den Titel „Stadt der Wissenschaft 2007“. Mit der Auszeichnung wurde auch das Engagement gewürdigt, mit dem sich verschiedene Akteure für Vernetzungen der Wissenschaft insbesondere mit Wirtschaft und Kultur sowie für eine Öffnung der Wissenschaft für die Bürger der Stadt einsetzen. Der Bewerbung Braunschweigs unter dem Motto „Ideenküche Braunschweig“ mit einem experimentell angelegten Konzept bescheinigte die Jury dabei „Originalität und Verständlichkeit“.
Mit der „Ideenküche Braunschweig“ 2007 entstand die Idee, einen Ort zu schaffen, der den Dialog mit der Wissenschaft auch in Zukunft befördern würde. In der ehemaligen Pädagogischen Hochschule in der Pockelsstraße wurde die Haus der Wissenschaft Braunschweig GmbH gegründet. Das Haus setzt auf interaktive Veranstaltungen und fördert gleichzeitig den Austausch zwischen Hochschulen und Forschungseinrichtungen mit Wirtschaft, Kultur und Bildungseinrichtungen.
Weitere Bildungseinrichtungen sind:
- Landesbildungszentrum für Hörgeschädigte
- Volkswagen Financial Services Akademie
- Klinik für Urologie und Uroonkologie für Facharztausbildungen

### Verkehr

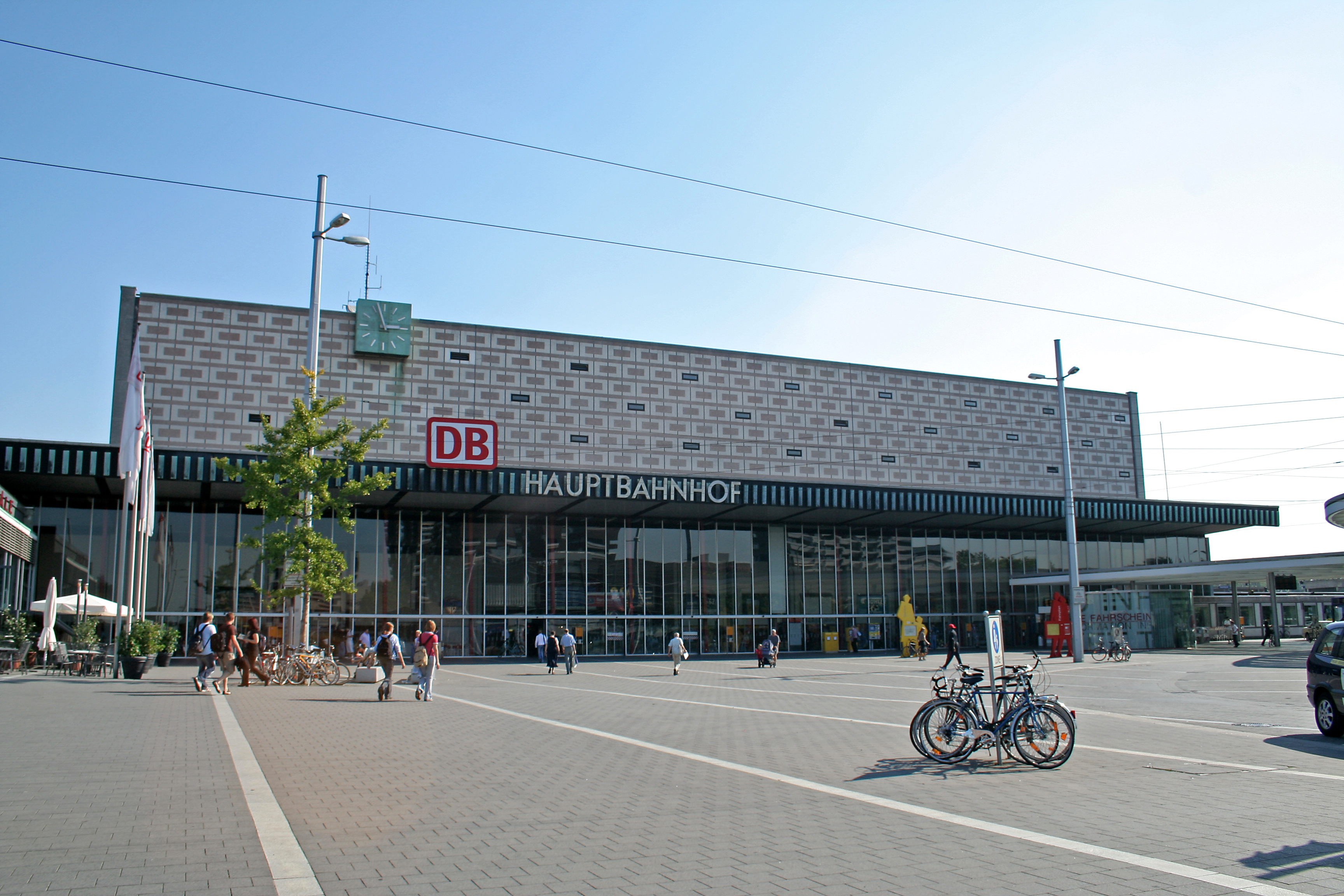
Braunschweig Hauptbahnhof

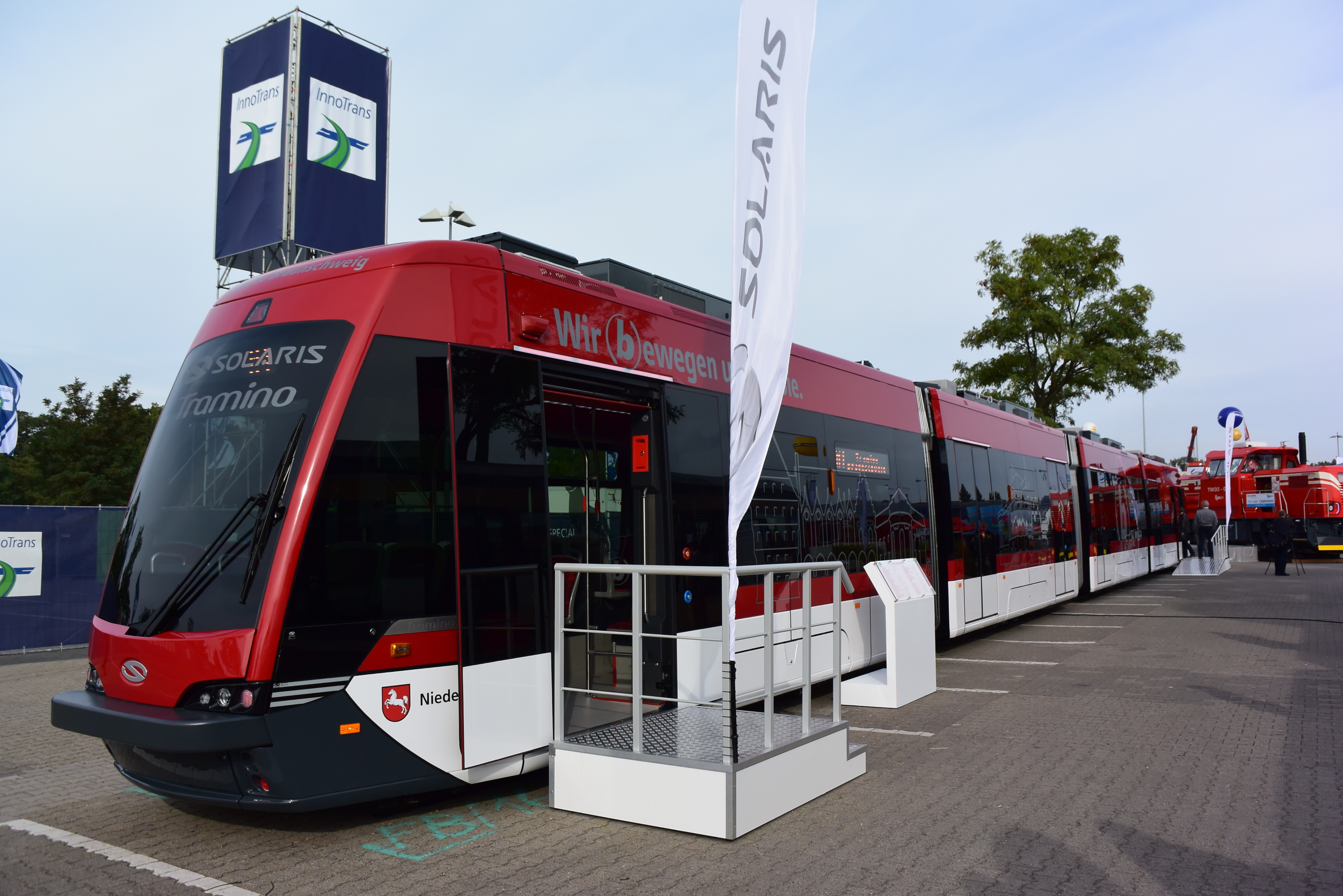
Straßenbahnwagen der neuesten Generation, seit April 2015 in Betrieb

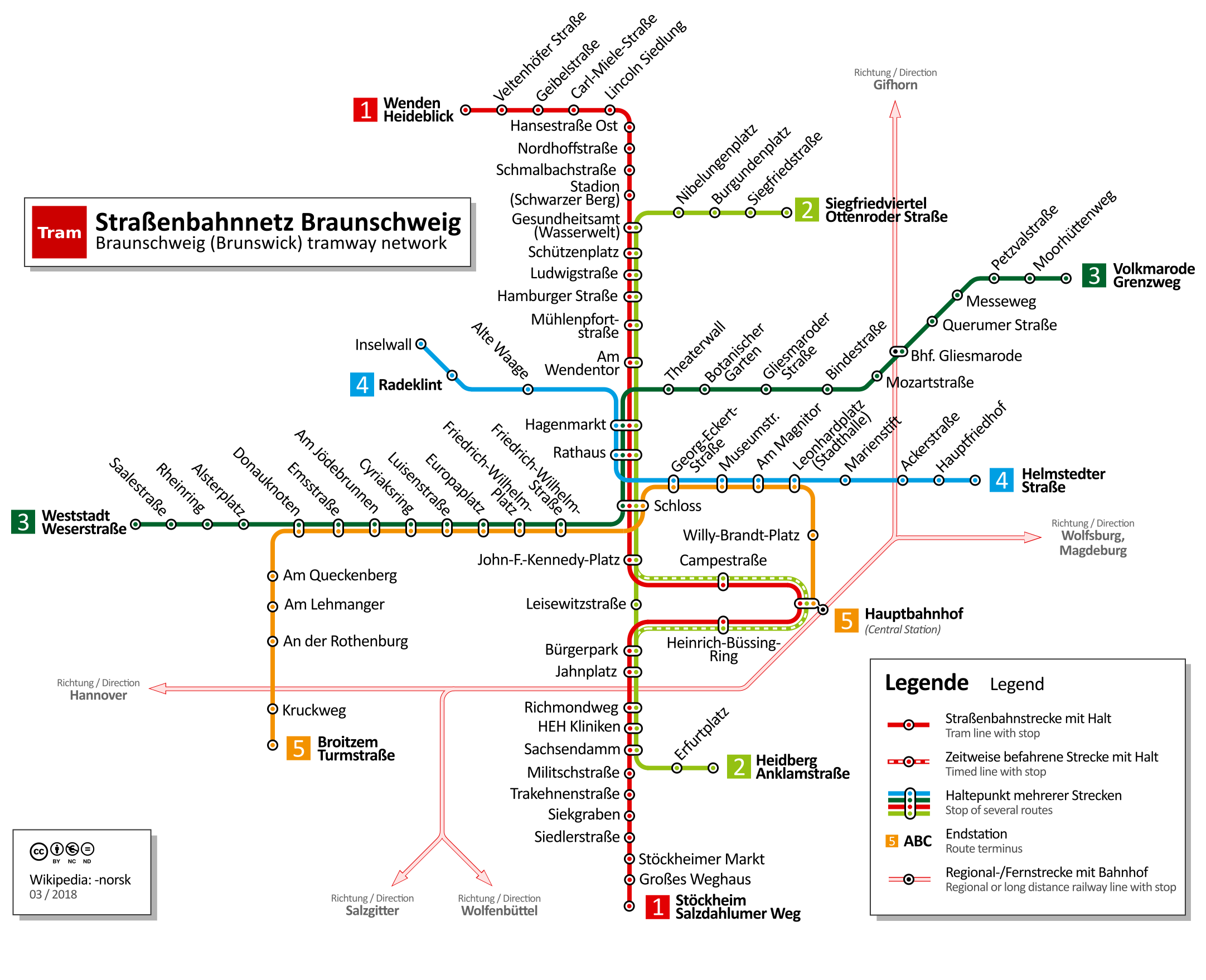
Streckennetz der Straßenbahn Braunschweig

Braunschweig befand sich seit dem Mittelalter am Kreuzungspunkt mehrerer Fernhandelsstraßen. Die die Stadt durch- und umfließende Oker war bis in die Neuzeit schiffbar.

#### Straßenverkehr
Heute führen mehrere Bundesautobahnen (z. B. die A 2 und die A 39) sowie Bundesstraßen nach Braunschweig bzw. direkt durch die Stadt (z. B. die B 1, die B 214 und die B 248). Braunschweig hat einen Hafen mit Anbindung an den Mittellandkanal, der die Binnenschifffahrt mit Berlin, Hamburg und dem Ruhrgebiet verbindet und seit 1935 einen eigenen Flughafen in Waggum, den Flughafen Braunschweig-Wolfsburg.

#### Eisenbahn
Der Braunschweiger Hauptbahnhof wurde 1960 eröffnet und ersetzte den innerstädtischen Braunschweiger Bahnhof, einen Kopfbahnhof von 1845, dessen denkmalgeschütztes Hauptgebäude heute als Hauptsitz der Braunschweigischen Landessparkasse dient. Bereits 1838 nahm hier die erste deutsche Staatseisenbahn von Braunschweig nach Wolfenbüttel ihren Betrieb auf. Heutzutage ist er Systemhalt für das IC- und ICE-Netz sowie den regionalen Nahverkehr. Darüber hinaus betreibt die Deutsche Bahn einen Bahnhof in Braunschweig-Gliesmarode.
Der Regionalverband Großraum Braunschweig plant drei neue Bahnstationen in Bienrode, Leiferde und Braunschweig-West, die bis 2026 eröffnet werden sollen.

#### Öffentlicher Personennahverkehr
Der öffentliche Personennahverkehr (ÖPNV) der Stadt wird unter anderem mit einer Straßenbahn- und Stadtbus-System der Braunschweiger Verkehrs-GmbH (BSVG) innerhalb des Verkehrsverbundes Region Braunschweig (VRB) durchgeführt. Die Umgebung ist durch mehrere Regionalverkehrsgesellschaften vorwiegend mit Regionalbuslinien erschlossen. Geplant war zudem ein regionaler Schienenverkehrsverbund von Goslar über Braunschweig bis Uelzen, die auch innerstädtisch fahrende RegioStadtBahn Braunschweig. Die Planung dieser Stadtbahn wurde wegen fehlender Finanzierung 2010 gestoppt und durch das Regionalbahnkonzept 2014+ abgelöst.
Weltweit erstmals werden Batteriebusse im öffentlichen Nahverkehr mit Induktionstechnik betrieben.
Bereits im April 1904 hatte Heinrich Büssing auf der Strecke Wendeburg–Braunschweig die Kraftomnibus-Linie der „Automobil-Omnibus-Betriebs-Gesellschaft Braunschweig“ (AOBG) eröffnet. Sie diente dem Praxistest für die Omnibusse, die er in seinem Werk bauen ließ. Sie ist zugleich die erste und älteste Omnibuslinie der Welt, die bis heute noch befahren wird. Befördert wurden damals bis zu zwölf Fahrgäste pro Fahrt bei einer Höchstgeschwindigkeit von 30 km/h.

#### Luftverkehr
Bereits 1909 wurde der „Braunschweigische Verein für Luftschiffahrt“ gegründet. Am 13. Oktober 1912 landete das Luftschiff „Hansa“ in der Stadt. In der Folge wurde Braunschweig als „Stadt der Flieger“ bezeichnet. Vor dem Ersten Weltkrieg gab es in Braunschweig zwei Flugplätze: in Waggum und Völkenrode. Ein dritter, in Broitzem, folgte 1916. Braunschweig-Waggum war ein bedeutender Flugplatz in Deutschland.
Seit dem Ende des Zweiten Weltkrieges existiert nur noch der Flughafen Braunschweig-Wolfsburg in Waggum. Von dort fliegt der Reiseanbieter Reisebüro Schmidt in den Mittelmeerraum. Zudem ist es der Heimatflughafen des Volkswagen Airservice. Neben dem Flugverkehr sind im „Cluster Forschungsflughafen“ Forschungseinrichtungen, etwa die Technische Universität Braunschweig, das DLR, Fraunhofer-Institute, das Luftfahrt-Bundesamt und die Bundesstelle für Flugunfalluntersuchung sowie verschiedene Firmen der Luftindustrie dort ansässig. Aus diesem Grund trägt der Flughafen den Beinamen „Forschungsflughafen Braunschweig“.

#### Fahrrad
Der Radverkehr spielt in Braunschweig eine bedeutsame Rolle und hatte 2012 einen Anteil von rund 21 % werktags und knapp 24 % sonntags. Im Stadtgebiet gibt es ein dichtes Netz fahrradgeeigneter Wege. Der Fahrradtourismus hat in Braunschweig und Umgebung eher eine Bedeutung für Wochenendausflüge, der Fern-Radtourismus ist nur wenig entwickelt: Braunschweig ist nicht an das primäre deutsche Fernradwegenetz der D-Routen angebunden.

### Trinkwasserversorgung
Die Verteilung des Trinkwassers wird überwiegend von BS Energy übernommen. Es wurde bis 2024 größtenteils aus Oberflächenwasser gewonnen. 97 % des Wassers kamen aus der Ecker- und der Granetalsperre im Harz, wo die Harzwasserwerke jeweils ein Wasserwerk betreiben. Seit Februar 2024 wird Grundwasser aus dem Wasserwerk Börßum in das Netz übernommen, mit Stand 2025 waren es 5 von 13,4 Millionen Kubikmetern, tagesaktuell bis zu 43 %. Das Wasserwerk Bienroder Weg 48a mit 70 Brunnen steht als Notfallversorgung zur Verfügung, für Testläufe wird sein Grundwasser mit dem regulären Wasser vermischt.
Die Stadtteile Bevenrode, Dibbesdorf, Hondelage, Mascherode, Rautheim, Schapen, Stöckheim, Volkmarode und Waggum erhalten Wasser vom Wasserverband Weddel-Lehre, der Trinkwasser aus dem regionalen Netz bezieht und selber Grundwasser fördert.
Im Bürgerpark gibt es einen Wasserbehälter, der Verbrauchsspitzen abdeckt und auch der Druckerhaltung im Netz dient. Für Notfälle existieren Verbindungen zum Wasserwerk der Bundesanstalt für Landwirtschaft und Ernährung und zum Wasserverband Peine für den Bezug aber auch die Abgabe von Wasser.
Der Brutto-Verbrauchspreis ist abhängig vom Jahresverbrauch und lag 2021 zwischen 2,12 und 2,33 Euro je Kubikmeter.

### Abwasserentsorgung
Die Ableitung und Reinigung des anfallenden Abwassers fällt in den Zuständigkeitsbereich der Stadtentwässerung Braunschweig. Das Kanalnetz hat eine Länge von 1.300 Kilometern. Insbesondere in der Innenstadt gibt es eine Mischkanalisation, während die äußeren Stadtbereiche überwiegend im Trennsystem entwässert werden. Im Netz gibt es 73 Schmutz- und 13 Regenwasserpumpwerke. Das Hauptpumpwerk Ölper befördert 90 % des Abwassers über eine 1.500 m lange Leitung unter dem Mittellandkanal hindurch in das Klärwerk Steinhof .
Die Anlage hat eine Ausbaugröße von 275.000 Einwohnerwerten, ist aber mit 350.000 EW belastet. Das behandelte Abwasser wird im Anschluss in den Braunschweiger Rieselfeldern verrieselt oder in der Landwirtschaft verregnet. Durch diese zusätzliche natürliche Reinigung ist trotz der überschrittenen Auslastung eine ausreichende Abwasserreinigung sichergestellt. Jährlich werden 22 Mio. m³ Abwasser behandelt. Der anfallende Klärschlamm wird verfault und in der Vegetationszeit dem Verregnungswasser zugemischt. Im Winter wird der Schlamm getrocknet, eingelagert und im August/September als Dünger abgegeben. Das bei der Faulung entstehende Klärgas wird zur Stromerzeugung verwendet.

### Tourismus und Kongressstadt

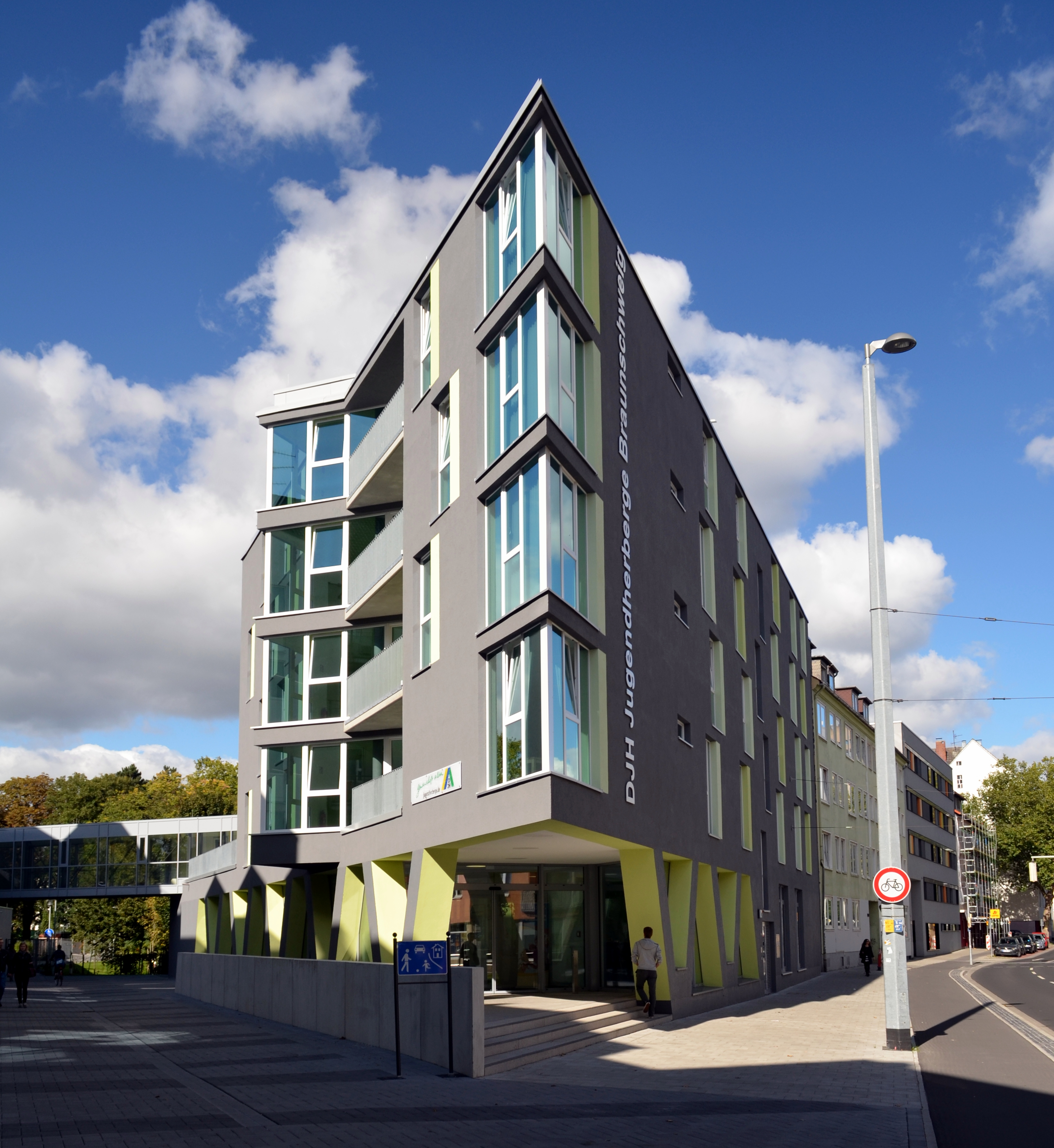
Neue Jugendherberge Braunschweig, 2015

Gegenwärtig wird versucht, Braunschweig als Messe- und Kongressstandort zu stärken. So wurden unter anderem umfangreiche Modernisierungsarbeiten an der Stadthalle durchgeführt. Damit einher geht die komplette Neuorganisation und Aufwertung des Bahnhofquartiers durch den Bau des BraWoParks, verbunden mit dem Bau eines InterCityHotels und eines Fachmarktzentrums. Der Neubau der Jugendherberge an der Wendenstraße, Ecke Neuer Geiershagen, wurde am 23. April 2015 eröffnet.
Der Europäische Fernwanderweg E6 führt – von Essehof kommend – durch das Dibbesdorfer Holz, am Waldgebiet Im Lah entlang, durch den Stadtteil Schapen, durch das Naturschutzgebiet Riddagshausen und die Buchhorst, am Rautheimer Holz – an dessen südlichem Rand sich rechts des Weges Überreste der Braunschweiger Landwehr befinden – sowie am Niederdahlumer Holz entlang und anschließend am zu Wolfenbüttel mit seinen etwa 1000 Fachwerkhäusern gehörenden Oberdahlumer Forst entlang in das ebenfalls zu Wolfenbüttel gehörenden Lechlumer Holz.

## Garnison

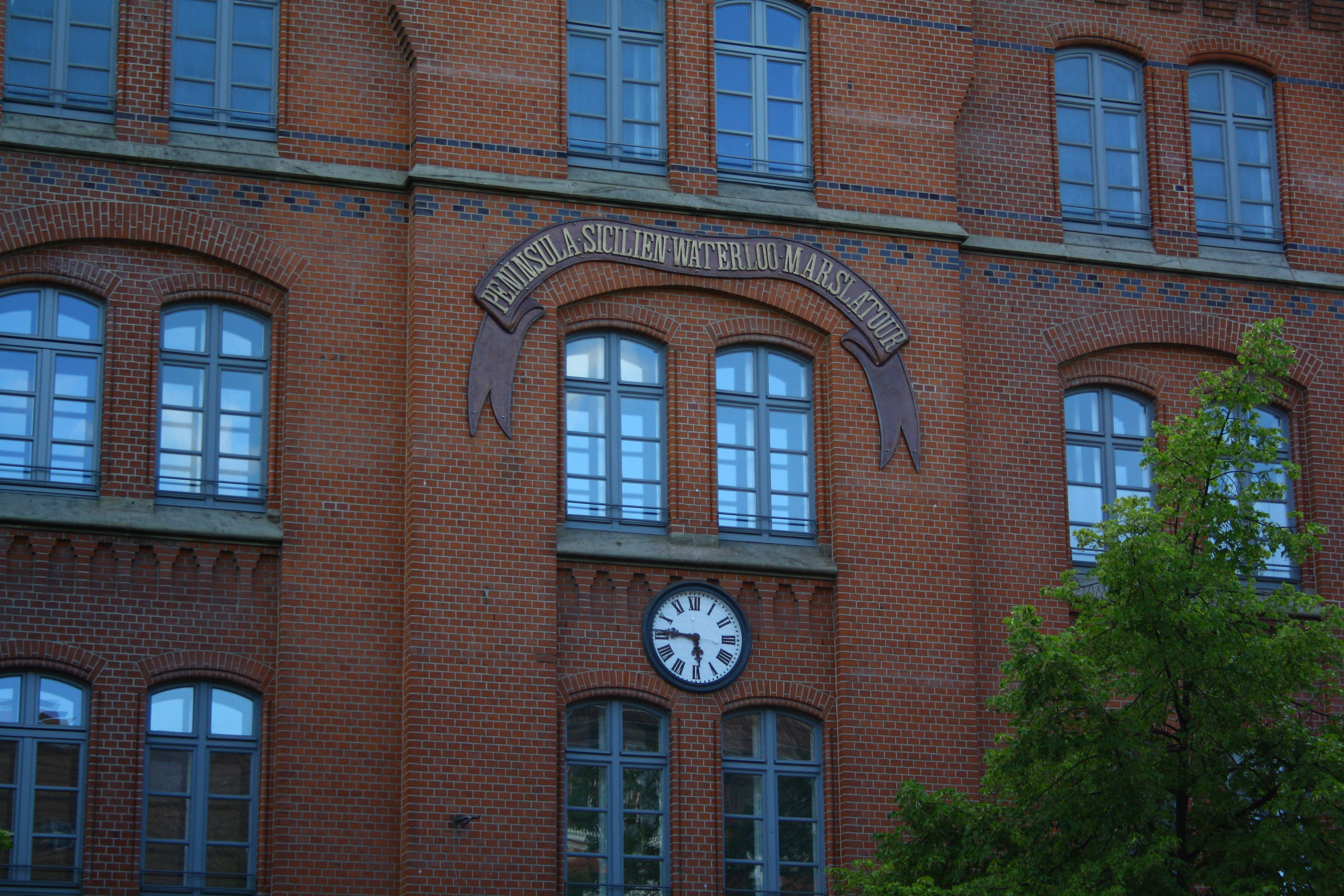
Frontseite der Mars-la-Tour-Kaserne mit dem Spruchband PENINSULA • SICILIEN • WATERLOO • MARSLATOUR als Hinweis auf die Feldzüge und Schlachten, an denen Braunschweigische Einheiten im 18. und 19. Jahrhundert teilgenommen haben

Braunschweig war in der Vergangenheit Standort der braunschweigischen, preußischen Armee, Reichswehr und Wehrmacht sowie der britischen Besatzungstruppen. Im Kalten Krieg war es aufgrund seiner grenznahen Lage und der strategischen Bedeutung der Norddeutschen Tiefebene Schwerpunktstandort des Heeres der Bundeswehr. Nahezu die gesamte Panzergrenadierbrigade bzw. Panzerbrigade 2 war in Braunschweig stationiert. Nachdem das Panzerbataillon 24 zum 31. Dezember 2003 als letzter aktiver Kampftruppenteil aufgelöst wurde, blieben nur noch das Verteidigungsbezirkskommando 23 (VBK 23) und das Kreiswehrersatzamt in der Stadt. Das VBK 23 wurde kurze Zeit später nach Hannover verlegt, das Kreiswehrersatzamt ebenfalls 2014 aufgelöst. Heute ist die Bundeswehr nur noch durch ein Karriereberatungsbüro in der Stadt vertreten.

## Sehenswürdigkeiten
Durch die weitgehende Zerstörung der Braunschweiger Innenstadt durch zahlreiche Luftangriffe während des Zweiten Weltkrieges, insbesondere den Luftangriff vom 15. Oktober 1944, haben sich von ehemals etwa 800 Fachwerkhäusern nur etwa 100 erhalten. In der Innenstadt bewahrte das Konzept der Traditionsinseln die wichtigsten Plätze und Straßenzüge. Geschehen ist dies beispielsweise mit der Alten Waage und – mit Einschränkungen – dem Braunschweiger Schloss, das zwischen 2005 und 2007 rekonstruiert wurde. Es enthält jedoch zu großen Teilen ein Einkaufszentrum, das sich in einem modernen Anbau fortsetzt. Auf dem Schloss ist die größte Quadriga Europas platziert. Gelenkt wird die Braunschweiger Quadriga von Brunonia, der Symbolgöttin des Braunschweiger Landes.

### Traditionsinseln

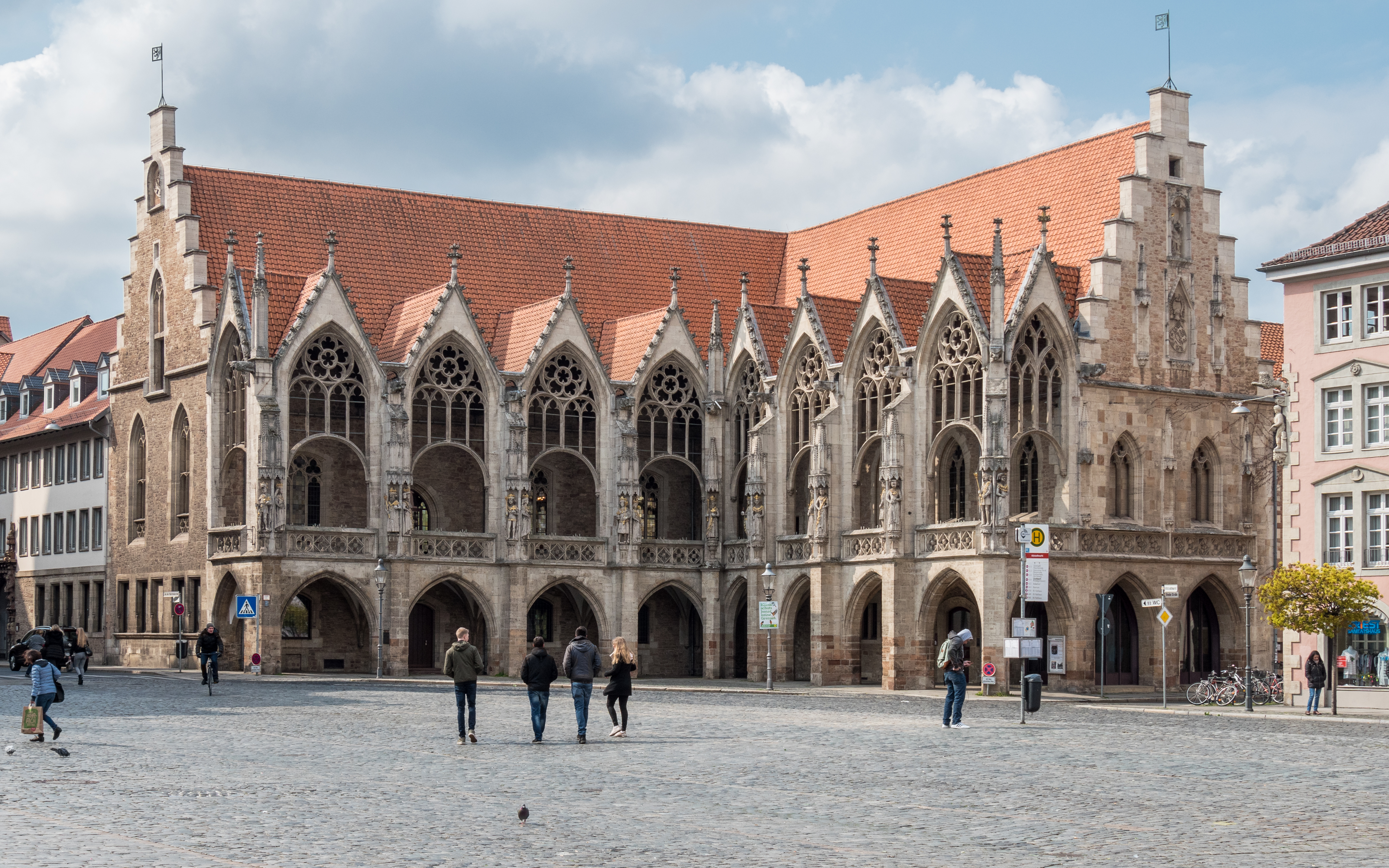
Altstadtrathaus

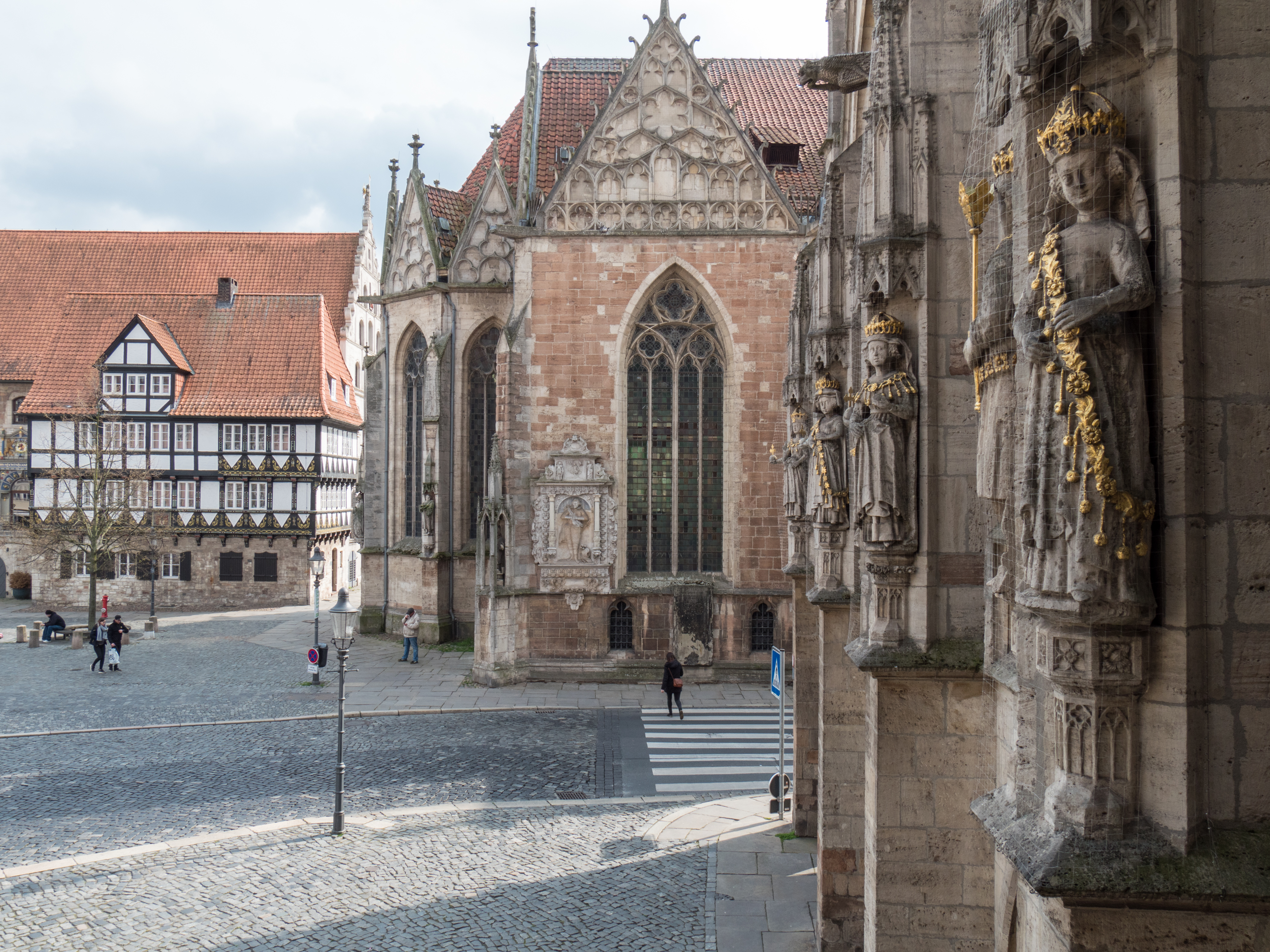
Ehemaliges Rüninger Zollhaus, Martinikirche und Statuen am Altstadtrathaus

Unzerstörtes, Restauriertes oder Wiederaufgebautes findet sich heute vor allem innerhalb der fünf „Traditionsinseln“ der Innenstadt: rund um den Dom, die Aegidienkirche, Magnikirche (Magniviertel), Martinikirche und um die Michaeliskirche. Die Traditionsinseln wurden schon kurz nach dem Krieg vom damaligen Landeskonservator Kurt Seeleke ins Leben gerufen und genießen seit 1963 gesetzlichen Schutz. Der Dom gehört heute zu den zehn meistbesuchten evangelischen Kirchen Deutschlands.
Die Traditionsinsel um den Dom umfasst vor allem den Burgplatz mit Braunschweigs Wahrzeichen, dem Braunschweiger Löwen, dessen Original sich seit 1989 zum Schutz vor schädlichen Umwelteinflüssen in der Burg Dankwarderode befindet. Um das Standbild gruppieren sich nach Burg und Dom das Braunschweigische Landesmuseum (ursprünglich das Stammhaus des Vieweg Verlages), das Huneborstelsche Haus und das Veltheimsche Haus. Südwestlich hinter dem Dom liegen die Stiftsherrenhäuser aus dem 15. Jahrhundert. Ähnliche „Inseln“ bilden der Altstadtmarkt mit dem Altstadtrathaus, Altstadtmarktbrunnen, Gewandhaus und Stechinelli-Haus und der in seiner Nähe befindliche Kohlmarkt mit ebenfalls zahlreichen bedeutenden Gebäuden aus verschiedenen Jahrhunderten.

### Sakralbauten

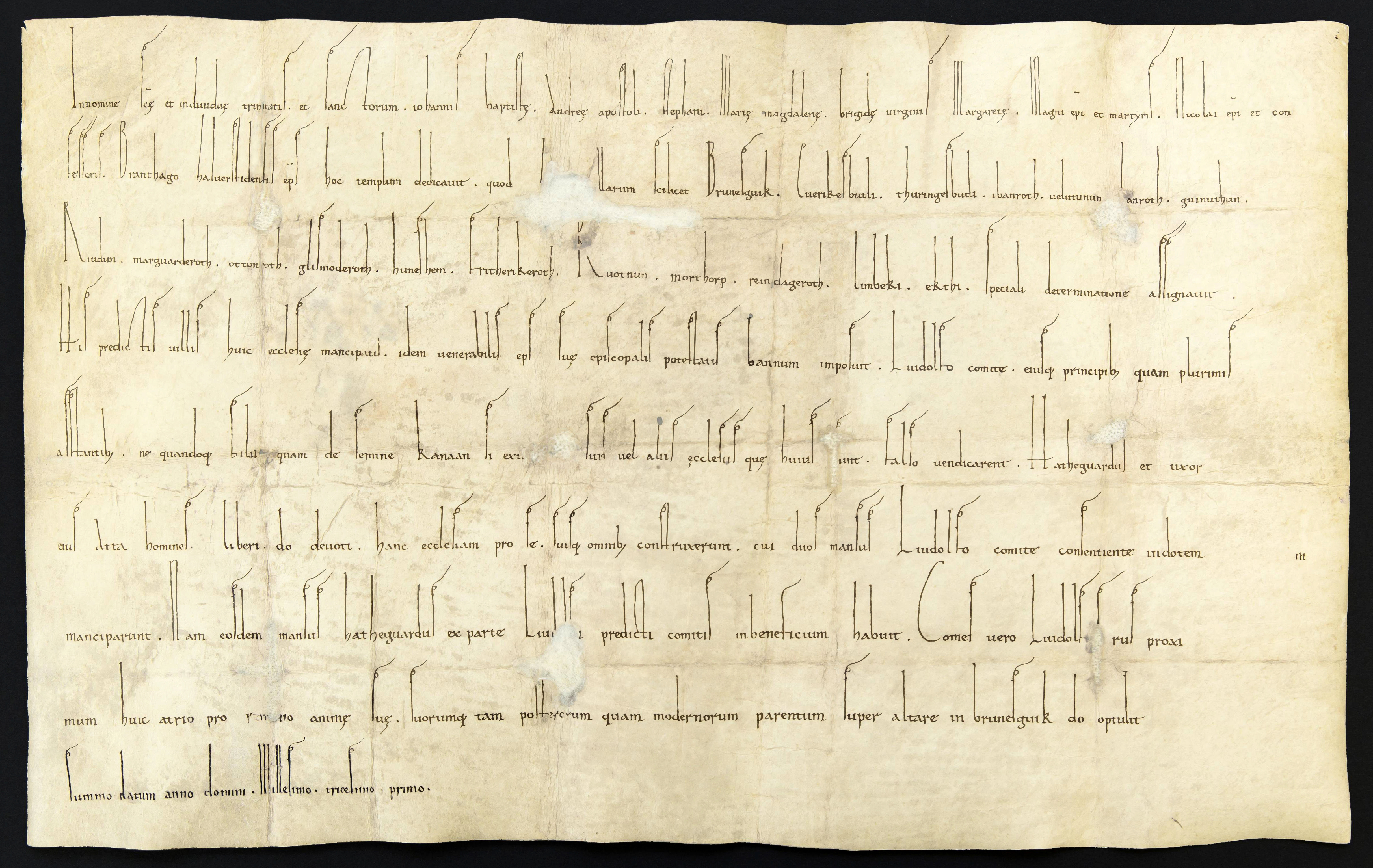
Die Weiheurkunde der Magnikirche aus dem Jahre 1031. Sie ist gleichzeitig der älteste urkundliche Nachweis des Namens „Brunesguik“ (2. Zeile, mittig), aus dem im 16. Jahrhundert „Braunschweig“ wurde.

Zu den ältesten Kirchenbauten zählen unter anderem die Jakobskirche aus dem 9. Jahrhundert und die Magnikirche aus dem 11. Jahrhundert, in deren Weiheurkunde aus dem Jahre 1031 Braunschweig erstmals als Brunesguik urkundlich erwähnt wird. Weitere bedeutende Kirchen des Mittelalters sind der Dom St. Blasii, die Bartholomäuskirche, die Michaeliskirche, die Petrikirche und die Pfarrkirchen St. Martini, St. Katharinen und die Andreaskirche mit ihrem 93 m hohen Südturm, der über Jahrhunderte das höchste Bauwerk der Stadt war.
Beachtenswerte Kirchenbauten aus der neueren Zeit sind die zwischen 1899 und 1906 geschaffenen Kirchen St. Jakobi sowie die neugotischen St. Johannis und St. Pauli. Ebenfalls interessant sind die in der zweiten Hälfte des 20. Jahrhunderts errichteten Kirchen, so die 1952 erbaute Heilig-Geist-Kirche mit Werken der Künstler Toni Zenz und Dominikus Böhm oder die 1958 erbaute Dominikanerkirche St. Albertus Magnus, deren künstlerische Ausstattung von Gerd Winner stammt.
Die Aegidienkirche, die Brüdernkirche und das Kloster Riddagshausen sind die bedeutendsten Klosterbauten der Stadt.

### Profanbauten
Aus der Zeit vor 1919 haben sich an die 4500 Profanbauten erhalten. Aus den letzten fast 900 Jahren stammen die Burg Dankwarderode, das Gewandhaus, die Liberei, das Achtermannsche Haus, Schloss Richmond, die zwischen 1991 und 1994 rekonstruierte Alte Waage und der Ritter St. Georg. Weitere bemerkenswerte Gebäude sind das Neustadtrathaus, das „Haus Salve Hospes“, das Haus zum goldenen Stern, der Alte Bahnhof, das Haus Anker und der Wasserturm auf dem Giersberg. Weiter gibt es Gebiete der Gründerzeit und der Vorkriegszeit rund um die Altstadt wie das Östliche Ringgebiet oder den Braunschweiger Ring und alte Ortskerne abseits der Braunschweiger Innenstadt wie Volkmarode.

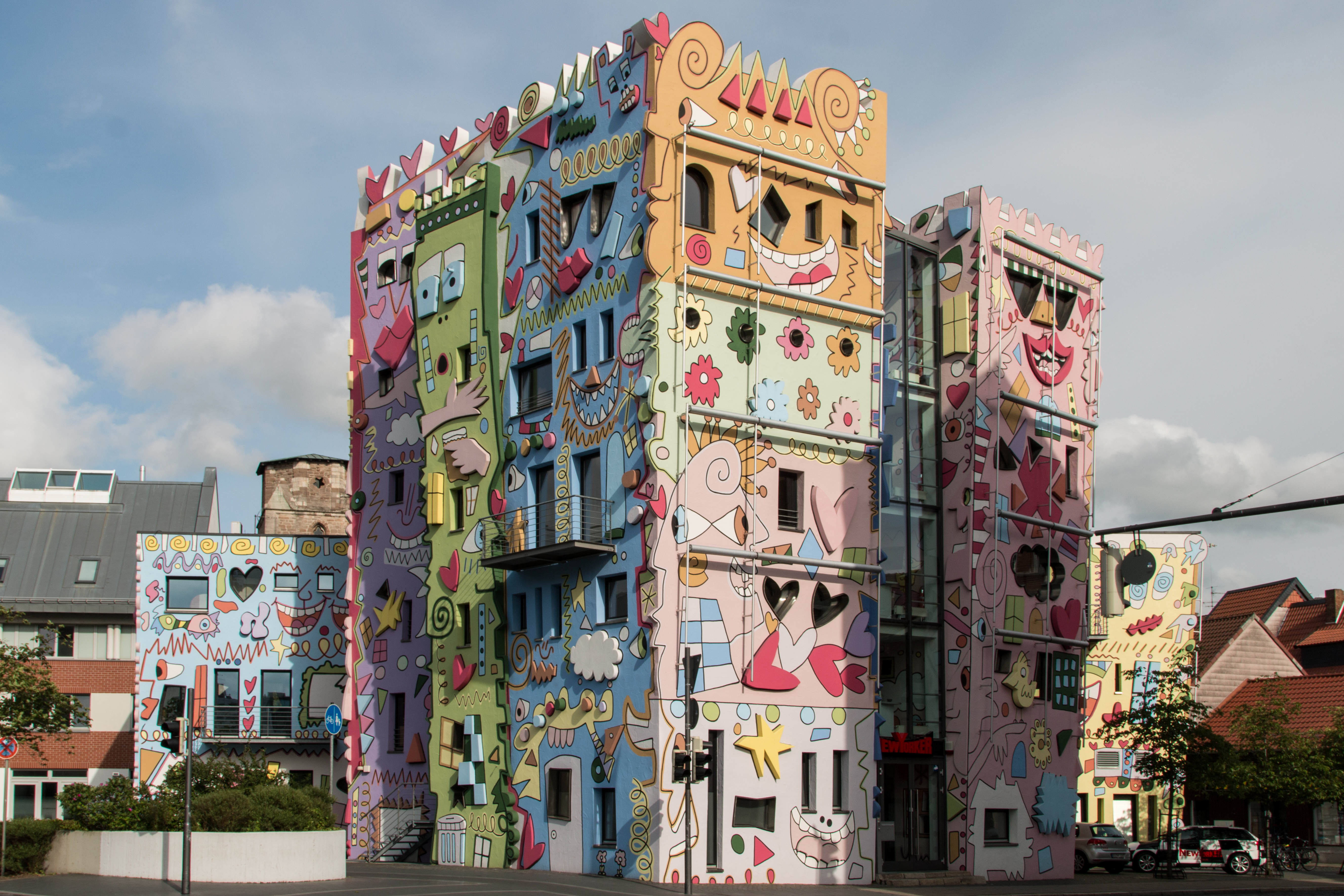
Das Happy Rizzi House

Akzente moderner Architektur wurden 1960 mit dem Empfangsgebäude des Braunschweiger Hauptbahnhofes sowie dem im Jahr 2000 davor errichteten Nahverkehrsterminal gesetzt. Das 1999 am Rande des Magniviertels gebaute Happy Rizzi House entfachte kontroverse Diskussionen. Ein weiteres Beispiel moderner Architektur ist das gläserne Bibliotheksgebäude der Hochschule für Bildende Künste aus dem Jahr 2002, ursprünglich auf dem Gelände der EXPO 2000 in Hannover als mexikanischer Pavillon errichtet sowie das mehrfach preisgekrönte Studierendenhaus der Technischen Universität.
Zwischen 2005 und 2007 errichtete das Unternehmen ECE Projektmanagement am Ort des 1960 abgerissenen Braunschweiger Schlosses die Schloss-Arkaden, ein Einkaufszentrum, das neben einer Stahl-Glas-Konstruktion auch drei unter Einbeziehung erhaltener Originalteile rekonstruierte Fassaden des einstigen Residenzschlosses umfasst. Der Schlosspark wurde 2005 komplett beseitigt.
Das höchste Wohngebäude der Stadt ist das 22-geschossige Hochhaus am Schwarzen Berge mit 66 m, der Fernmeldeturm im Stadtteil Broitzem erreicht die Höhe von 155 m. Überragt wird die Stadt seit 1983 vom höchsten Bauwerk, dem Schornstein des Heizkraftwerks Mitte mit einer Gesamthöhe von 198 m.

### Denkmale

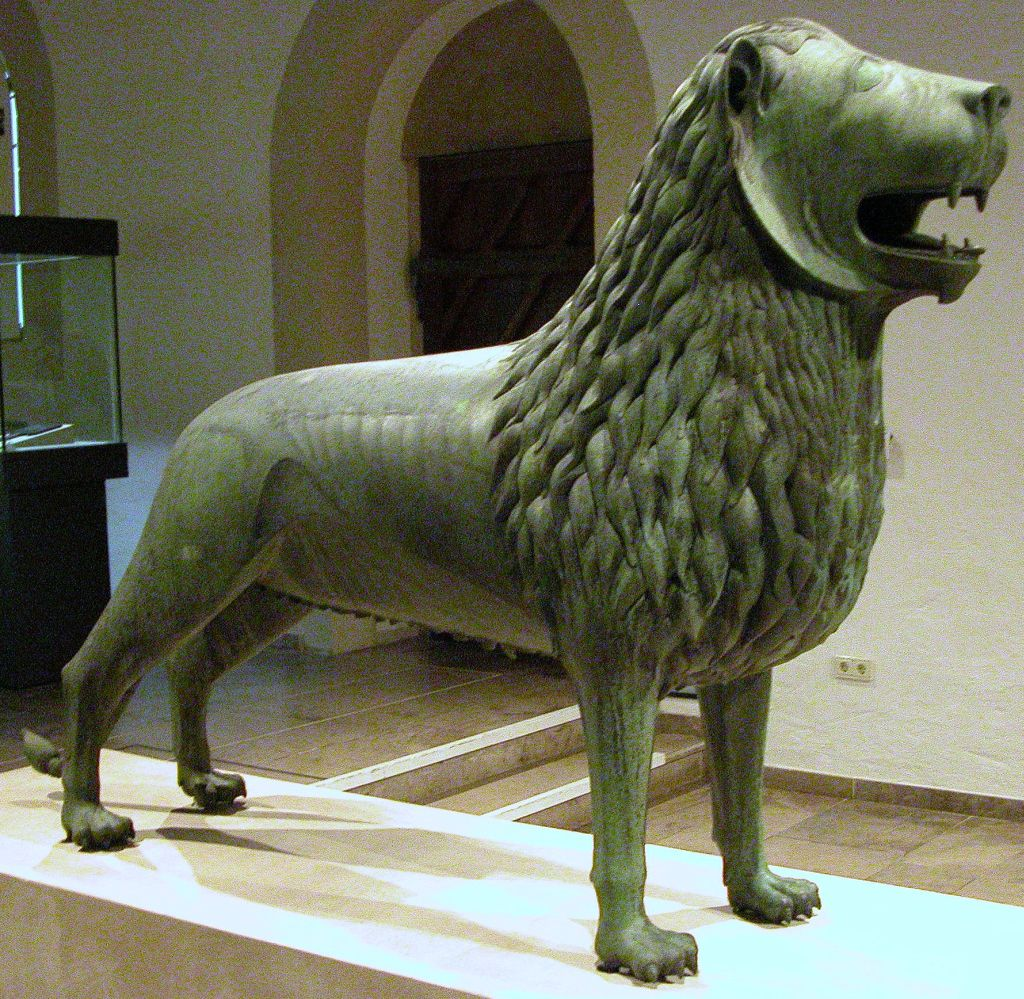
Braunschweiger Löwe

Über die Stadt verstreut finden sich zahlreiche Denkmale, Standbilder, Reliefs, Gedenksteine und -tafeln, die im Laufe der Jahrhunderte zu unterschiedlichen Anlässen geschaffen wurden. Einige dieser Werke sind allerdings mittlerweile aus verschiedenen Gründen (meist aufgrund von Kriegseinwirkung) nicht mehr vorhanden. Die zweifellos kunsthistorisch und stadtgeschichtlich wichtigsten Werke sind auch gleichzeitig die ältesten:
Das nach seinem Erschaffer benannte „Imervard-Kreuz“ im Braunschweiger Dom gilt als eine der bedeutendsten romanischen Skulpturen auf deutschem Boden. Bei der Holzskulptur handelt es sich um ein Viernagelkreuz aus der Mitte des 12. Jahrhunderts. Wenige Meter weiter in der Burg Dankwarderode befindet sich der Braunschweiger Löwe. Er ist die älteste erhaltene Großplastik des Mittelalters nördlich der Alpen und erster größerer figürlicher Hohlguss seit der Antike.
Das Grabmal Heinrichs des Löwen und seiner zweiten Gemahlin Mathilde von England gehört zu den ersten Grabmälern, bei denen ein naturalistischer Stil Einzug hielt. Es wurde um 1230 errichtet und befindet sich im Braunschweiger Dom.
Das 2,6 m hohe Lessing-Denkmal des Braunschweiger Erzgießers Georg Howaldt aus dem Jahr 1853 ist das erste Standbild in der Stadt, das einen Menschen darstellt. An Till Eulenspiegel, der (wahrscheinlich) nicht weit von Braunschweig geboren wurde, erinnert der Eulenspiegel-Brunnen. Er steht an der Stelle, wo sich der Überlieferung nach jene Bäckerei befunden haben soll, in der Till den Bürgern Eulen und Meerkatzen buk, die sich heute als Figuren um den Brunnen herum befinden.
Das Baumdenkmal für die Deutsche Einheit befindet sich im südlichen Teil der Parkanlage Viewegs Garten, gegenüber dem Hauptbahnhof. Es wurde am 2. Oktober 2014 anlässlich des 24. Jahrestages der Deutschen Einheit gepflanzt. Die Große Säulenkaryatide „Stütze und Last“ des deutschen Künstlers Fritz Koenig im Zentrum der Baumgruppe steht dort bereits seit 1967. Sie lässt dem Betrachter freien Raum für die individuelle Interpretation des Themas „Wiedervereinigung“. Seit dem 3. Oktober 2019 erläutert ein Schild die Bedeutung und Geschichte des Denkmals.

### Grünflächen und Naherholung

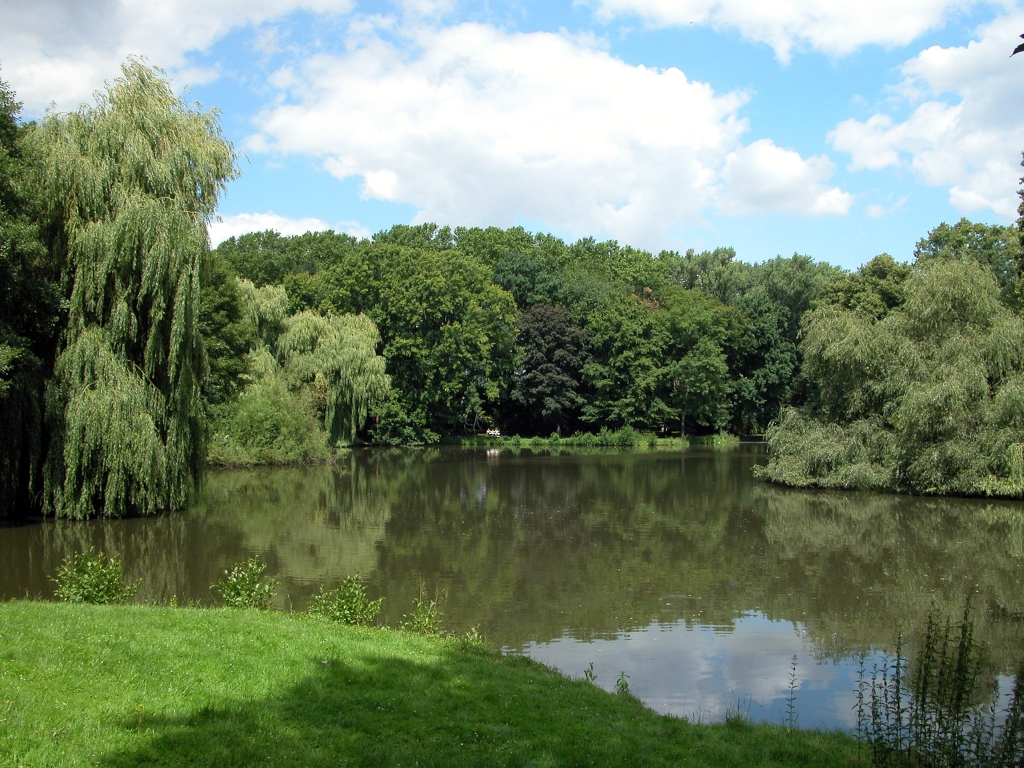
Im Bürgerpark

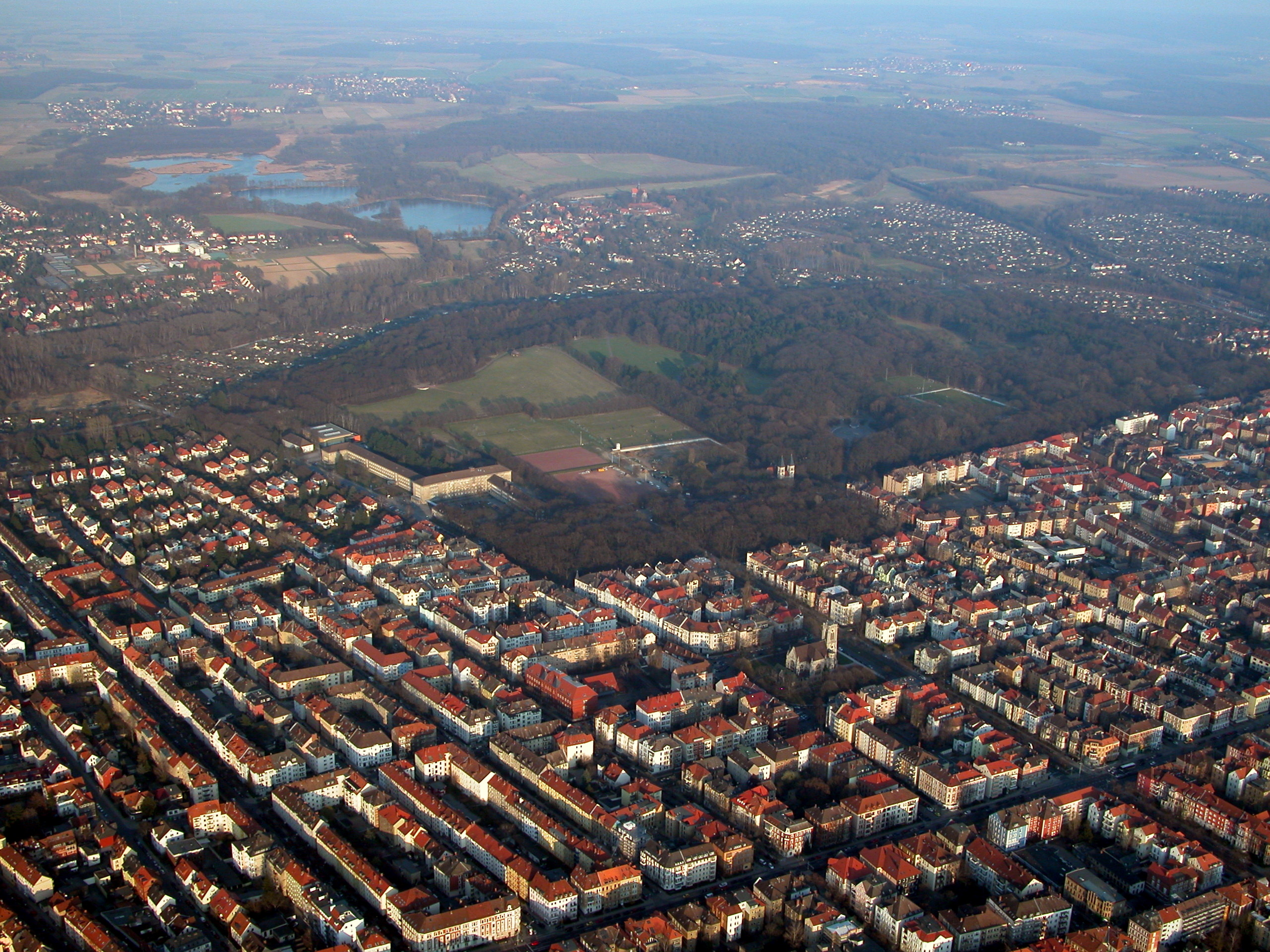
Blick über das östliche Ringgebiet: im Zentrum Stadtpark und Prinzenpark mit dem Nußberg; im Hintergrund Riddagshausen mit Kreuzteich, Mittelteich und Schapenbruchteich

Die Stadt hat – vor allem nach der Erweiterung durch die Gebietsreform von 1974 – einen besonders hohen Anteil an Grün- und naturnahen Flächen.
Der Wallring, der dem Verlauf der Okerumflutgräben folgt, umschließt als durchgängiger Grünbereich die Braunschweiger Innenstadt und ist eines der bedeutendsten städtebaulichen und stadthistorischen Elemente der Braunschweiger Stadtgestalt.
In der Weststadt wird seit 1980 in mehreren Bauabschnitten der Westpark gebaut. Das 240 Hektar große Gebiet vereint dabei an angrenzenden landwirtschaftlichen Nutzflächen Erholungsgebiete, Kleingartenanlagen sowie Sport- und Spielflächen.
Am Ringgleis reihen sich mehrere Anlagen aneinander: In einem 2014 errichteten Mehrgenerationenpark auf dem Gelände des ehemaligen Westbahnhofs können Bewegungs-, Koordinations- und Geschicklichkeitsübungen auf 12.500 m2 absolviert werden. Richtung Norden schließt der Jugendplatz Westbahnhof an, zu dem auch eine überdachte Skateanlage gehört. Es folgt der Industriepfad mit verschiedenen Installationen zur örtlichen und städtischen Industriegeschichte sowie die denkmalgeschützte Grünanlage Jödebrunnen.
Der Richmondpark wurde 1768 von der englischen Prinzessin und späteren Braunschweiger Herzogin Augusta Friederike Louise angelegt. Mit dem zeitgleich entstandenen Wörlitzer Park bei Dessau zählt der Richmondpark zu den frühesten Landschaftsgärten in Norddeutschland.
Der Prinz-Albrecht-Park im östlichen Ringgebiet entstand 1895 aus einem Exerzierplatz und ist als Landschaftsschutzgebiet mit wertvollem Baumbestand ausgewiesen. Der Park ist knapp 47 Hektar groß. Ebenfalls im östlichen Ringgebiet ist der 4,04 Hektar große Stadtpark anzufinden.
Der Theaterpark erstreckt sich um den Hügel des ehemaligen Antonbollwerks und wird besonders durch seine großzügigen Rasenhänge und die gute Aussicht von der Hügelkuppe geprägt. Südlich liegt der Museumpark. In der Südstadt findet sich auf rund 20.000 Quadratmetern der Hermann-Löns-Park.
Der Bürgerpark ist eine der ältesten und mit rund 42 Hektar viertgrößte Parkanlage der Stadt. Er befindet sich auf der ehemaligen südöstlichen Okeraue, südlich des Stadtzentrums. In nördlicher Richtung geht er in den Kiryat-Tivon-Park (den früheren Park des Braunschweiger Bahnhofs) über.
Der Schul- und Bürgergarten am Dowesee ist eine 9,07 Hektar große Parkanlage im nördlichen Braunschweig. Er liegt in den Schutzzonen II und IIIa des Trinkwasserschutzgebiets Bienroder Weg, das große Teile des nordöstlichen Stadtgebietes umfasst und im Osten bis Cremlingen reicht.
Der an der nordwestlichen Biegung und dem Zusammenfluss der Umflutgräben liegende Inselwallpark bildet zusammen mit dem Gaußberg eine rund zehn Hektar große Parkanlage. Die südlichen Naherholungsgebiete Kennel und Südsee erstrecken sich auf rund 21⁄2 Kilometer Länge am westlichen Ufer der Oker. Hier kann unter anderem gesegelt und gesurft werden. Weitere Naherholungsgebiete befinden sich mit dem Heidbergsee im Heidbergpark im Südosten sowie mit dem Ölpersee im Nordwesten der Stadt. Darüber hinaus ist auch der Bienroder See ein beliebtes Badeziel. Der Moorhüttenteich in Volkmarode, welcher aus einer ehemaligen Tongrube entstanden ist, ist heute als Biotop, Freizeit- und Angelrevier bekannt. Der Botanische Garten der Technischen Universität Braunschweig, der von Johann Heinrich Blasius angelegt wurde, bietet darüber hinaus eine Vielzahl verschiedener Pflanzenarten, zudem dient er als Freilandlabor für experimentelle Pflanzenforschung.
Die Stadt hat den kleinen Zoo Braunschweig. In der 1964 eröffneten Anlage werden 300 Tiere aus 50 Arten in naturnahen Gehegen und zum Teil frei umherlaufend gehalten. Der Zoo ist im Familienbesitz und hat einen etwa 15 Kilometer entfernten Schwesterzoo, den Tierpark Essehof in Lehre.
Im Stadtteil Bebelhof entstand 2015 mit dem Stadt-/StattGarten Bebelhof auf dem ehemaligen Gelände der Fachbereichs Stadtgrün und Sport der Stadt Braunschweig ein Gemeinschaftsgarten. In Hochbeeten wird auf versiegelter Fläche, ähnlich wie in den Berliner Prinzessinnengärten, vorwiegend Gemüse angebaut.

### Schutzgebiete
Im Stadtgebiet befinden sich neben Landschaftsschutzgebieten und Naturdenkmalen drei ausgewiesene Naturschutzgebiete (Stand Februar 2017).
Die größte Grünfläche Braunschweigs stellt das Naturschutzgebiet Riddagshausen dar. Das seit 1962 ausgewiesene Europareservat beheimatet viele seltene Vogelarten, zum Beispiel die Krickente und den Zwergtaucher. Die ausgedehnte Teichlandschaft des heutigen Riddagshausen ist auf die Tätigkeit der Zisterziensermönche zurückzuführen, die die damals sehr sumpfige Gegend entwässerten und Fischteiche anlegten. Das 25 Hektar große Naturschutzgebiet Lammer Holz liegt im Westen der Stadt im Stadtteil Lehndorf-Watenbüttel. Es besteht im Wesentlichen aus Bruchwald und auwaldartigen Baumbeständen.
Siehe auch:
- Liste der Naturschutzgebiete in Braunschweig
- Liste der Landschaftsschutzgebiete in Braunschweig
- Liste der Naturdenkmale in Braunschweig
- Liste der geschützten Landschaftsbestandteile in Braunschweig

## Kultur

### Religionsgemeinschaften

#### Konfessionsstatistik
Gemäß dem Zensus 2011 waren 39,5 % der Einwohner evangelisch, 14,0 % römisch-katholisch, und 46,4 % gehörten entweder einer anderen oder keiner Glaubensgemeinschaft an. Seitdem ist der Anteil der Katholiken und Protestanten an der Gesamtbevölkerung beträchtlich kleiner geworden. Laut Statistikstelle der Stadt Braunschweig waren Ende 2024 von den Einwohnern 28,3 % evangelisch, 11,0 % katholisch und 60,7 % gehörten einer anderen oder keiner Glaubensgemeinschaft an.
Nach einer Berechnung aus den Zensuszahlen für die Personen mit Migrationshintergrund lag der Bevölkerungsanteil der Muslime in Braunschweig im Jahr 2011 bei 5,0 %.

#### Evangelisch-lutherische Kirche

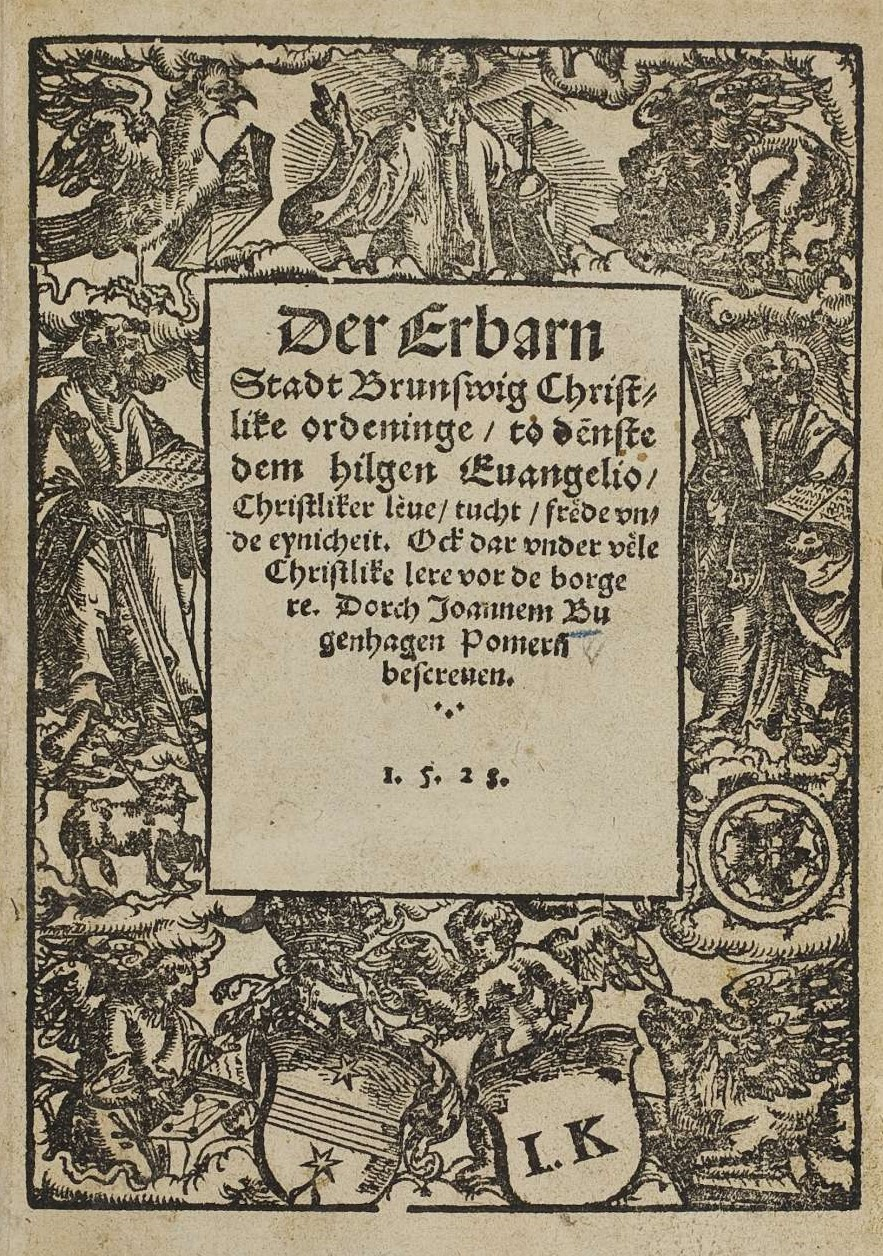
Die Braunschweiger Kirchenordnung von 1528:
Der Erbarn Stadt Brunswig Christlike ordeninge / to denste dem hilgen Evangelio / … von Johannes Bugenhagen

Ab 1521 hielt die Reformation Einzug und fand zunächst durch den Reformator Gottschalk Kruse Verbreitung. Die erste Messe in deutscher Sprache wurde an Ostern 1526 im Dom gefeiert. Ab 1528 wurde die Reformation nach lutherischem Bekenntnis durch Luthers Mitstreiter Johann Bugenhagen weiter vorangetrieben: Die Stadt bekam eine über ihre Grenzen hinaus berühmte Kirchenordnung. Am 6. September 1528 wurde die offiziell besiegelte Einführung der Reformation in Braunschweig von allen Kanzeln der Stadt verkündet; fortan war die Stadt über viele Jahrhunderte überwiegend evangelisch-lutherisch. Sie regelte ihre kirchlichen Angelegenheiten weitgehend autonom. Der Rat der Stadt unterzeichnete 1580 die lutherische Konkordienformel von 1577. Hauptpredigtstätte des Landesbischofs ist seit 1923 der Braunschweiger Dom.
Erst 1671 wurde die Kirchenverwaltung in die Evangelisch-lutherische Landeskirche des Herzogtums Braunschweig eingegliedert. Hier wurde die Stadt alsbald Sitz einer Superintendentur, heute bezeichnet man diese Verwaltungsebene als Propstei. 1887 wurde der Hauptfriedhof eingeweiht, der heute mit einer Größe von 42 Hektar und 40.000 Gräbern nach dem Südwestkirchhof Stahnsdorf bei Potsdam der zweitgrößte kirchliche Friedhof in Deutschland ist.
Die evangelisch-lutherischen Kirchengemeinden der Stadt gehören zur Propstei Braunschweig der Evangelisch-lutherischen Landeskirche in Braunschweig. 2007 waren in der Landeskirche 414 Gemeinden mit ca. 405.000 Mitgliedern organisiert.

#### Römisch-katholische Kirche

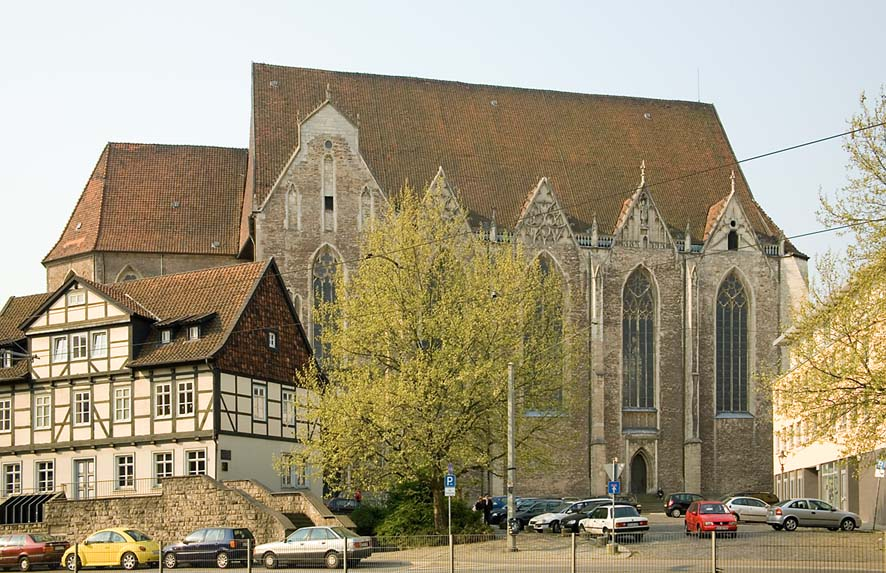
Die Aegidienkirche

Im Mittelalter gehörte die Stadt Braunschweig zum Bistum Hildesheim und Bistum Halberstadt, wobei die Oker deren Grenze bildete. Das Hildesheimer Gebiet gehörte zum Archidiakonat Stöckheim, das Halberstädter zum Archidiakonat Atzum. 1391 wurde von beiden Bischöfen in Braunschweig ein Offizialat eingerichtet, das die kirchlichen Angelegenheiten der Stadt im Auftrag beider Bistümer erledigte. In der Reformation wurden die Kirchen evangelisch-lutherisch, katholische Gottesdienste fanden nicht mehr statt.
Anfang des 18. Jahrhunderts wurde den Katholiken in Braunschweig wieder erlaubt, Gottesdienste abzuhalten, so dass sich bald eine katholische Gemeinde gründen konnte. Diese gehörte ab 1824 zum neu festgelegten Bistum Hildesheim, das bis 1930 zur Kirchenprovinz Köln (Erzbistum Köln), dann zur Kirchenprovinz Paderborn (Erzbistum Paderborn) und seit 1995 zur neu gegründeten Kirchenprovinz Hamburg (Erzbistum Hamburg) gehört. Die Pfarrgemeinden der Stadt gehören zum Dekanat Braunschweig, dessen Gebiet auch Gemeinden außerhalb der Stadt Braunschweig umfasst. Katholische Hauptkirche in Braunschweig ist das Liebfrauenmünster St. Aegidien, die Kirche eines ehemaligen Benediktinerklosters. Die katholische Kirche in Braunschweig besteht aus sechs Pfarrgemeinden mit 13 Kirchen.
Seit 1958 gibt es in der Stadt wieder ein Dominikanerkloster. Die Dominikaner, die im Zuge der Reformation ihr 1310 am Bohlweg gegründetes Kloster im Jahr 1528 auf Weisung des Rates der Stadt aufgeben und die Stadt verlassen mussten, kehrten nach mehr als 400 Jahren zurück und errichteten eine moderne Klosteranlage, zu der auch die Kirche St. Albertus Magnus mit der gleichnamigen Pfarrei gehört.

#### Andere christliche Religionsgemeinschaften
Im 18. Jahrhundert gründeten sich in Braunschweig deutsch-reformierte und französisch-reformierte Gemeinden, die sich 1811 zu einer reformierten Gemeinde vereinigten. Die Gemeinde war selbständig und wurde 1928 Gründungsmitglied des Bunds Evangelisch-reformierter Kirchen Deutschlands, der eine kleine Anzahl reformierter Gemeinden umfasst, die nicht Mitglied in einer Landeskirche sind, und in Braunschweig seinen Sitz hat. Die Selbständigkeit endete 2012 durch den Beitritt zur Evangelisch-reformierten Kirche. Dort gehört sie zum Synodalverband X.
Zu den Freikirchen gehören unter anderem die Freikirche der Siebenten-Tags-Adventisten, die Selbständige Evangelisch-Lutherische Kirche (SELK), drei Evangelisch-Freikirchliche Gemeinden (Baptisten), die Evangelisch-methodistische Kirche, die Evangelische Freikirche Querum, das Christuszentrum Braunschweig, die Ecclesia-Gemeinde Braunschweig e. V. und die Gemeinschaft Christi.
Die neuapostolische Gemeinde Braunschweig verfügt über eine Kirche an der Körnerstraße. Zum Kirchenbezirk Braunschweig der Neuapostolischen Kirche Mitteldeutschland gehören Kirchen bis hin nach Helmstedt, Salzgitter, Peine und Gifhorn.
Darüber hinaus sind auch die Mormonen, die Apostolische Sendungskirche, die (anthroposophische) Christengemeinschaft, die Christian Science und die Zeugen Jehovas in der Stadt vertreten.

#### Jüdische Gemeinde

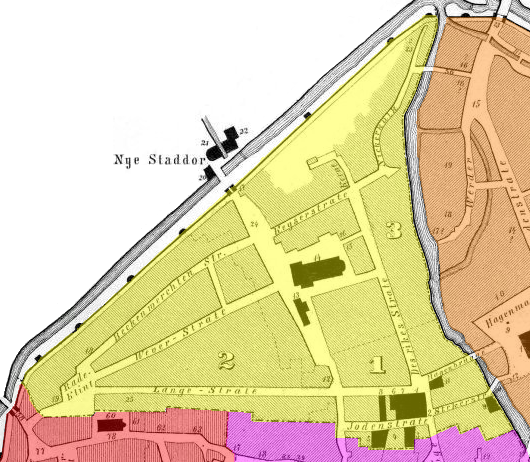
Die Braunschweiger Neustadt um 1400 (gelb dargestellt). Die Jodenstrate befindet sich am unteren rechten Bildrand.

Seit dem Mittelalter gab es in Braunschweig ein vielgestaltiges jüdisches Leben. Erstmals wird im Jahre 1282 eine jüdische Gemeinde mit Synagoge, Schule, Gericht und Vorsteher erwähnt. Hauptsächlich wurde im nördlichen Teil der Altstadt und in der Neustadt gesiedelt. Der erste jüdische Friedhof ist für 1584 belegt; noch heute besteht ein 1797 an der Hamburger Straße eingerichteter Friedhof, der während der Zeit des Nationalsozialismus geschändet worden war, aber später wieder instand gesetzt wurde. Die 1873–1875 von Constantin Uhde entworfene „Neue Synagoge“ wurde in der, von den Nationalsozialisten lancierten, sogenannten „Reichskristallnacht“ vom 9. auf den 10. November 1938 schwer beschädigt und 1940 wegen Baufälligkeit abgerissen. Aufgrund der Verfolgung während des Dritten Reiches reduzierte sich die jüdische Bevölkerung Braunschweigs von ehemals 682 im Jahr 1933 dramatisch (siehe Judenverfolgung). Nachweislich wurden 196 Braunschweiger Juden zwischen 1939 und 1945 ermordet. Es wird allerdings davon ausgegangen, dass die tatsächliche Anzahl weitaus höher liegt.
Nach dem Kriegsende bildete sich bereits ab 1945 wieder eine neue jüdische Gemeinde in der Stadt. Sie bestand aus überlebenden Braunschweiger Juden und Hinzugezogenen. 1995 wurde Bea Wyler als erste in Deutschland nach dem Holocaust eingestellte Rabbinerin zur Leitung der jüdischen Gemeinde bestellt, die 2008 wieder etwa 600 Mitglieder umfasst. Am 6. Dezember 2006 wurde die neue Braunschweiger Synagoge feierlich eingeweiht.

#### Islamische Gemeinden
Seit 1964 gibt es eine muslimische Gemeinschaft in Braunschweig. Im Laufe der Zeit sind mittlerweile sieben Moscheen eingeweiht worden.

#### Weitere Religionsgemeinschaften
Weiterhin gibt es ein Buddhistisches Zentrum, die Bahài-Gemeinde und eine weitere, unabhängige Buddhistische Gemeinschaft.

#### Freimaurer

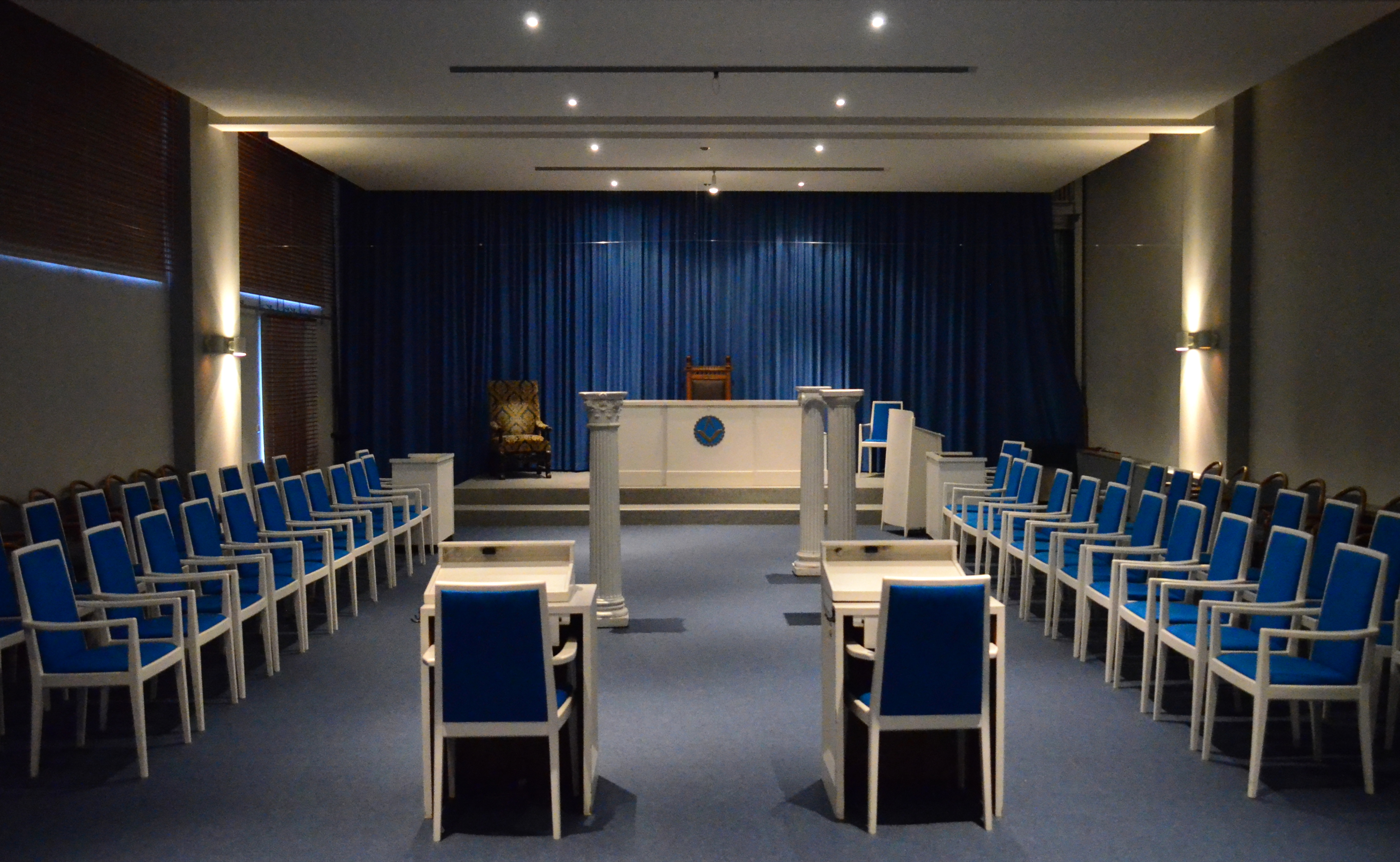
„Tempel“ der Loge Carl zur gekrönten Säule

In Braunschweig sind mehrere Freimaurerlogen beheimatet, neben den Logen Zum neuen Tempel, Friedrich zur Beständigkeit, Via Lucis und Jonathan auch Carl zur gekrönten Säule. Alle Logen residieren im „Haus der Bruderschaft“, Löwenwall 9. Carl zur gekrönten Säule ist eine der ältesten bestehenden Logen in Deutschland und die älteste in Niedersachsen. Sie gehört der Großloge der Alten Freien und Angenommenen Maurer von Deutschland (A.F.u.A.M.v.D.) an und hat die Matrikelnummer 15. CzgS wurde am 12. Februar 1744 als Loge Jonathan gegründet und 1802 in Carl zur gekrönten Säule umbenannt.

### Museen

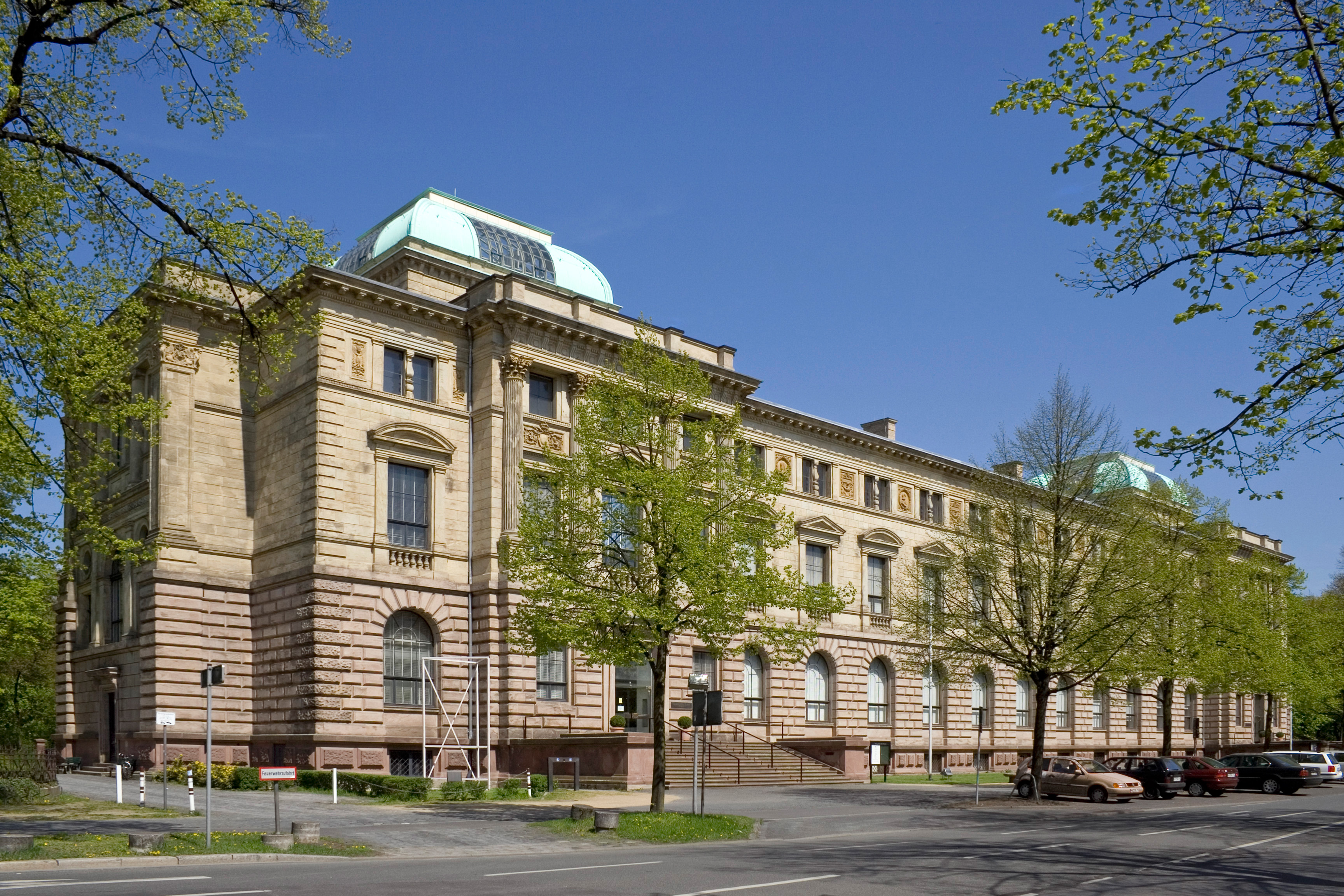
Herzog Anton Ulrich-Museum

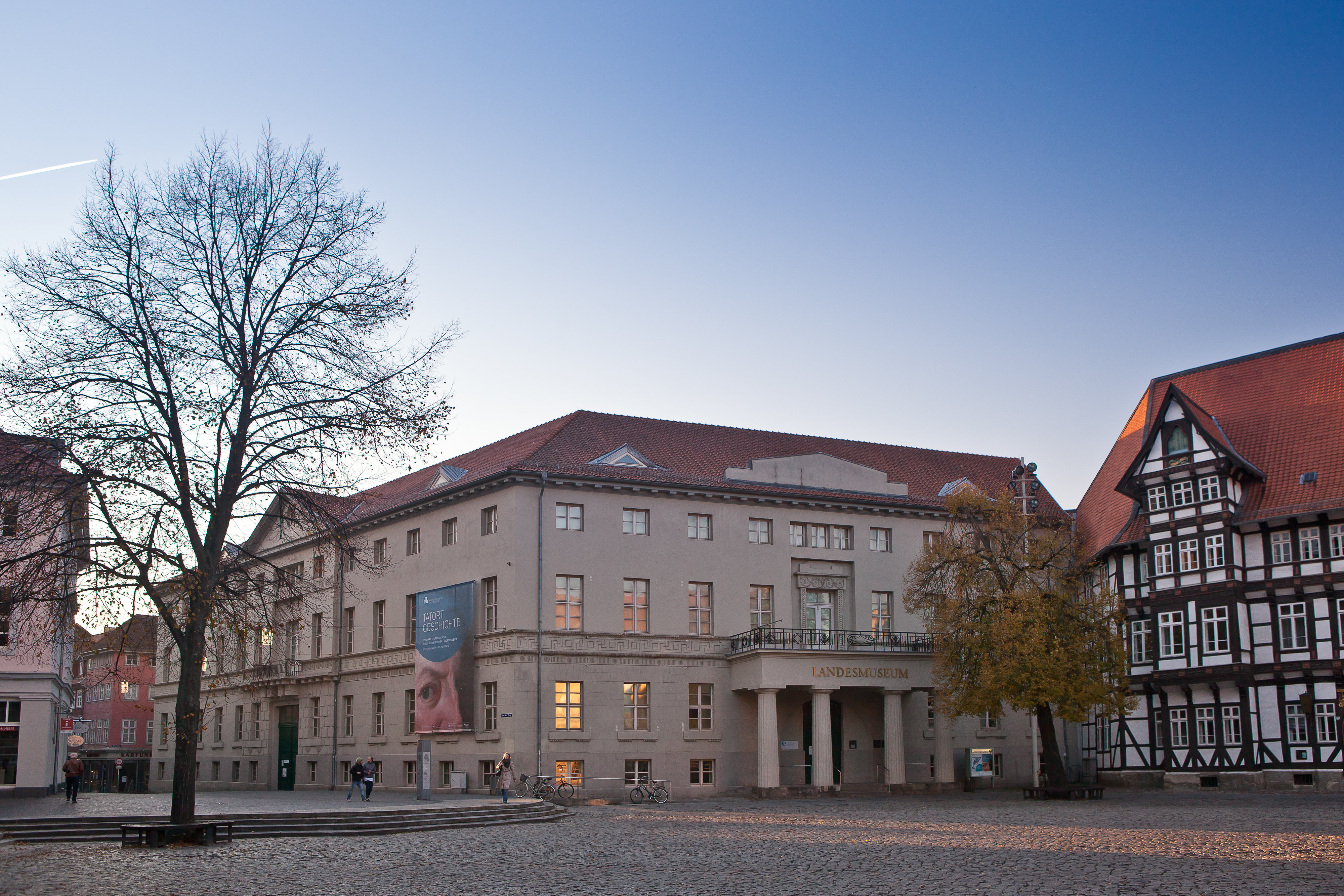
Das Braunschweigische Landesmuseum

- Das bedeutendste Museum Braunschweigs ist das Herzog Anton Ulrich-Museum. Es geht auf das Jahr 1754 zurück und hat kunsthistorisch internationale Bedeutung. Es ist sowohl das älteste Museum Deutschlands, als auch das drittälteste öffentlich zugängliche Museum der Welt. Zu seiner Sammlung zählen u. a. Gemälde von Rubens, Vermeer und Rembrandt.

- Im Vieweg-Haus am Burgplatz befindet sich das Braunschweigische Landesmuseum, kurz BLM. Es wurde 1891 als „Vaterländisches Museum für Braunschweigische Landesgeschichte“ in der Straße Hagenscharrn gegründet und ist das einzige Geschichtsmuseum in der Trägerschaft des Landes Niedersachsen. Auch die Ausstellung in der gegenüber liegenden Burg Dankwarderode gehört zu diesem Museum. Die Außenstelle des BLM im Chor des ehemaligen Paulinerklosters aus der Mitte des 14. Jahrhunderts beherbergt das älteste jüdische Museum der Welt. Im Ausstellungszentrum Hinter den Aegidien entsteht ein Museum der Religionen.[251]

- Das 1865 eröffnete Städtische Museum am Löwenwall zeigt die Geschichte Braunschweigs; zu ihm gehören auch die Formsammlung sowie das Museum Altstadtrathaus, das in seinen Kellergewölben und im Erdgeschoss eine Dauerausstellung zur Geschichte der Stadt zeigt. In seinem Besitz befindet sich zudem der Ballon „Ad astra“ aus dem Jahr 1783, welcher das älteste erhaltene Flugobjekt der Welt ist.[252]

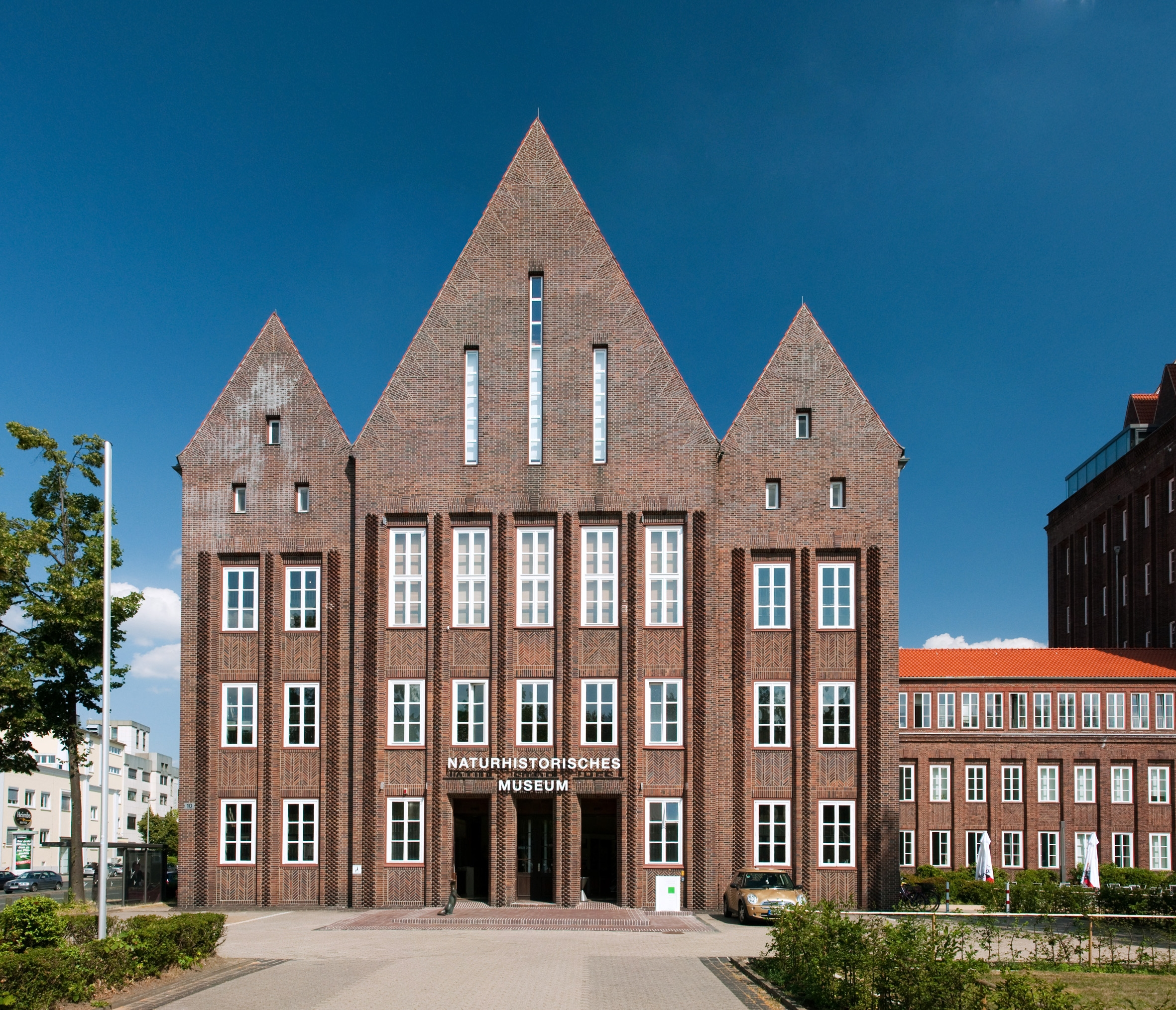
Naturhistorisches Museum

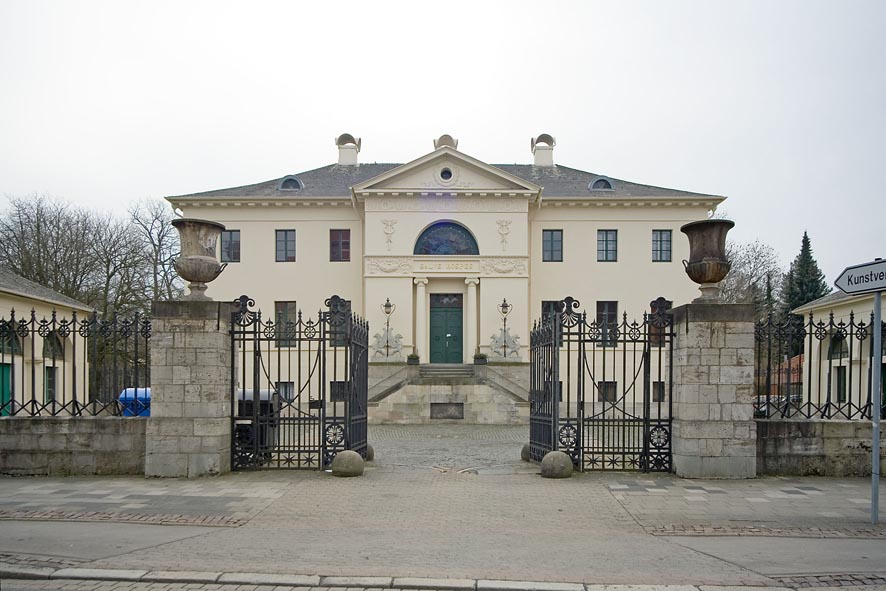
Haus Salve Hospes des Kunstvereins Braunschweig

- Das Naturhistorische Museum wurde 1754 als Herzogliches Kunst- und Naturalienkabinett eröffnet und ist das älteste Naturkundemuseum in Deutschland.[253] Als Museum der Geschichte der Zoologie umfasst es eine wissenschaftliche Sammlung von mehreren zehntausend Exemplaren. Neben Dauerausstellungen zu verschiedenen Themen gibt es einen Lichtsaal, in dem die bedeutendsten Stücke zu sehen sind.

- In der Gedenkstätte KZ-Außenlager Braunschweig Schillstraße erinnert ein Offenes Archiv an die Opfer des KZ-Außenlagers. Die seit Mai 2000 von der Künstlerin Sigrid Sigurdsson konzipierte Gedenkstätte umfasst Dokumente, Erlebnisberichte, Erinnerungen und Forschungen zur Geschichte des Lagers. Texte aus dem offenen Archiv sind auf Tafeln an Mauern auf dem Gelände angebracht.

- Das Raabe-Haus, Wilhelm Raabes letztes Wohnhaus, wurde 1948 als Gedenkstätte zu Ehren des Schriftstellers gegründet.
- Der Verein Friedrich-Gerstäcker-Gesellschaft betrieb von 1982 bis 2016 im sogenannten Cavaliershaus von Schloss Richmond eine Ausstellung über den Schriftsteller Friedrich Gerstäcker, der in Braunschweig seine Jugend und letzten Lebensjahre verbrachte. Die Ausstellung beinhaltete unter anderem eine umfangreiche Sammlung mit Originalen und Repliken von „Feuerwaffen des Wilden Westens“.

- Grammophon-Museum Harmonie
- Landtechnik-Museum auf dem Gut Steinhof
- Museum für Photographie.
- Im Haus Salve Hospes präsentiert der Kunstverein Braunschweig von 1832 jährlich in vier Einzel- oder Gruppenausstellungen bedeutende Gegenwartskunst.[254]
- Mineralien-Kabinett der Technischen Universität Braunschweig, in den Räumlichkeiten des allgemeinen Konsumvereins[255] sowie im Zisterziensermuseum Riddagshausen weitere Ausstellungen. In der „Torhaus Galerie“ werden zeitgenössische Werke bildender Künstler aus der Stadt und der Region Braunschweig gezeigt. Die Schwerpunkte liegen im Bereich Malerei, Objektkunst, Bildhauerei, Video und Photographie.

- Firmenmuseum in der Zweigniederlassung von Ball Packaging Europe mit einem Überblick über die Entwicklung von den Anfängen der Konservendosenherstellung bis zur modernen Getränkedose.

- 2008 eröffnete die Braunschweiger ZeitSchiene, ein 5,5 Kilometer langes Freilichtmuseum, in dem Braunschweigische und Deutsche Wirtschafts- und Verkehrsgeschichte anhand eines Ringgleises dargestellt wird, das rund 100 Jahre lang über 50 Industrieunternehmen der Stadt mit dem öffentlichen Schienennetz verband.
- Seit 2008 wird im ehemaligen Ausbesserungswerk Braunschweig, das Bestandteil der ZeitSchiene ist, der sogenannte Weltmeisterzug von 1954 ausgestellt.[256]

- Zum Schlossmuseum gehören sieben dem Original nachgestaltete Räume, so das Musikzimmer, der Audienzraum und der Thronsaal.

- Das Automuseum Braunschweig stellt Autos, Motorräder und weitere Fahrzeuge aus.

### Bibliotheken

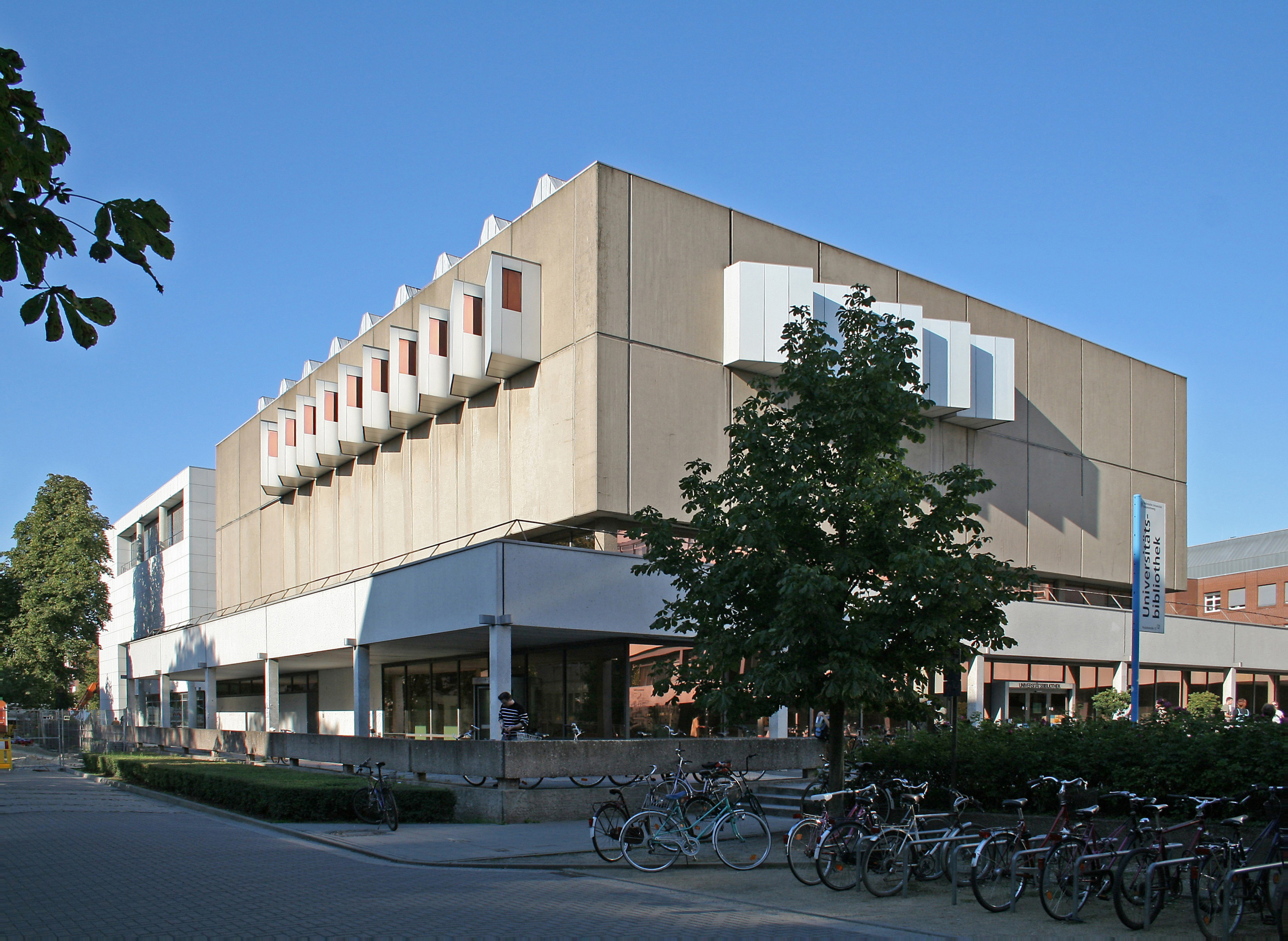
Universitätsbibliothek Braunschweig

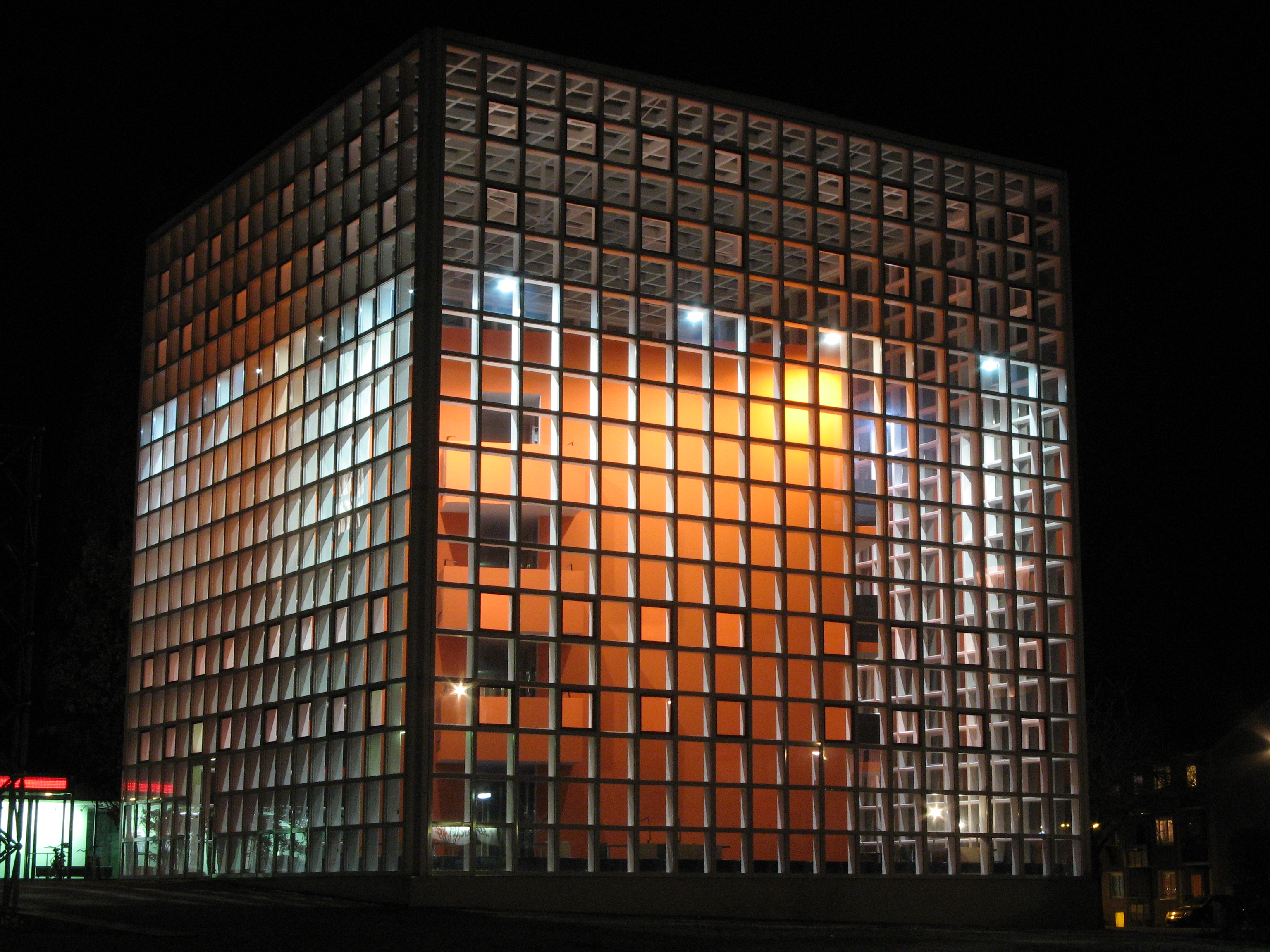
Bibliothek der Hochschule für Bildende Künste

Die größte Bibliothek der Region Braunschweig ist die Universitätsbibliothek der Technischen Universität Braunschweig. Sie wurde 1748 als Bibliothek des Collegium Carolinum gegründet und ist damit die älteste Bibliothek einer Technischen Hochschule in Deutschland. Der Bestand umfasst etwa 1,6 Millionen Medien. Neben ihrer eigentlichen Arbeit betreibt die Universitätsbibliothek Braunschweig auch das Datenbanksystem allegro und betreut die größte Sammlung pharmazeutischer Literatur in Deutschland bzw. Mitteleuropa.
Die Stadtbibliothek Braunschweig ist seit dem 23. Juni 2007 in einem Teil der neu erbauten Schloss-Arkaden untergebracht. In ihnen sind jetzt die ehemalige Öffentliche Bücherei, die Musikbibliothek sowie die Bestände der ehemaligen Stadtbibliothek aus dem Magniviertel, die ihren Schwerpunkt in Geistes- und Sozialwissenschaften hatte, zusammengefasst. Die Stadtbibliothek wurde 1861 gegründet und 1865 mit einer 3584-bändigen Ministerialbibliothek im Neustadtrathaus eröffnet. Über Jahrzehnte hinweg wuchs der Bestand an Werken, sodass die Stadtbibliothek heute über 400.000 Bücher, 1366 mittelalterliche Handschriften, 2500 Karten und Pläne aus der Zeit vor 1850 sowie die Bibliothek des Geistlichen Ministeriums mit 8675 Titeln verfügt. Der Freihandbestand umfasst rund 170.000 aktuelle Medien. Neben der Kinder- und Jugendbibliothek, einer Artothek sowie einer Musikbibliothek existieren drei externe Zweigstellen.
Mit der Wilhelm-Raabe-Forschungsstelle der Stadtbibliothek soll der Nachlass des Schriftstellers Wilhelm Raabe erschlossen und erarbeitet werden. Werke Raabes befinden sich im Museum des Raabe-Hauses und im Stadtarchiv Braunschweig.
Weitere Bibliotheken befinden sich im Georg-Eckert-Institut für Internationale Schulbuchforschung, im Herzog Anton Ulrich-Museum und in der Hochschule für Bildende Künste Braunschweig.
Die Stadt ist Mitglied der Braunschweigischen Landschaft, einem Verein zur Pflege kultureller Einrichtungen in der Region.
Braunschweig beherbergt eine Vielzahl von Stiftungen, die älteste, noch heute existierende, die Stiftung St. Thomaehof wurde 1290 gegründet, der Vereinigte Kloster- und Studienfonds 1569 (er verlor zum 1. Januar 2005 seine rechtliche Selbstständigkeit, sein Vermögen ist seitdem ein Teilvermögen der Stiftung Braunschweigischer Kulturbesitz mit separaten Förderzwecken), Braunschweigs Stiftung zum Andenken des 6. Februar 1794, stammt aus ebendiesem Jahr 1794 und ist ebenfalls noch heute tätig. Stiftungsgründungen der jüngsten Vergangenheit sind die Bürgerstiftung Braunschweig aus dem Jahr 2003 und die Stiftung Braunschweigischer Kulturbesitz von 2005.

### Theater

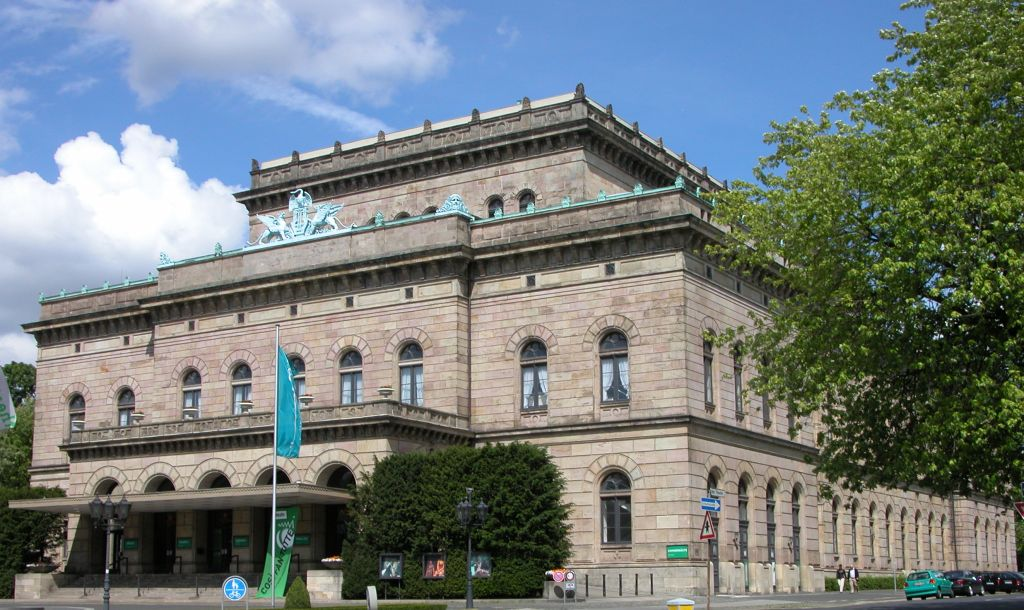
Staatstheater Braunschweig, Großes Haus

Das Staatstheater Braunschweig ist ein staatliches Vierspartentheater mit einem A-Orchester. Es zeigt jährlich etwa 30 Premieren in Schauspiel, Musiktheater (Oper, Operette, Musical) und Ballett sowie in der Kinder- und Jugendtheatersparte Junges Staatstheater. Die Ursprünge des Staatstheaters gehen auf ein Vorgängerhaus zurück, das 1690 von Herzog Anton Ulrich begründet wurde. Das Herzogliche Opernhaus stand bis 1864 am Hagenmarkt, hier fanden bedeutende Uraufführungen, wie Lessings Emilia Galotti im Jahr 1772 und Goethes Faust im Jahr 1829, statt. Heute ist am selben Standort das kleinste Theater der Stadt, „KULT“, beheimatet.
Das zweitälteste Theater Braunschweigs war das 1925 gegründete Niederdeutsche Theater. In der Spielzeit 2014/2015 wurde der Spielbetrieb vorübergehend eingestellt.
Weitere Theater sind: Figurentheater fadenschein, Komödie am Altstadtmarkt, LOT-Theater, Theater Fanferlüsch, Premiere Amateurtheater Braunschweig, Studio Bühne Braunschweig, das Brunsviga Kultur- und Kommunikationszentrum und das Theater Zeitraum.

### Sport

Logo der Eintracht Braunschweig

Braunschweig kann auf eine lange Sport-Tradition zurückblicken. So führte Konrad Koch 1874 den Fußballsport in Deutschland ein.
Der bekannteste Sportverein ist Eintracht Braunschweig. Die Eintracht war 1963 Gründungsmitglied der Fußball-Bundesliga und wurde 1967 Deutscher Meister. Dies war der einzige bedeutende Titel des Vereins. 1985 stieg er aus der 1. Bundesliga ab und war danach lange in der zweiten oder dritten Liga. Am Ende der Spielsaison 2007/2008 qualifizierte sich die Eintracht für die neugegründete 3. Liga. Am Ende der Saison 2010/2011 gelang mit Trainer Torsten Lieberknecht der Aufstieg in die 2. Bundesliga. In der Saison 2013/2014 spielte der Verein in der 1. Bundesliga, anschließend spielt man unterbrochen durch zwei Abstiege in die 3. Liga in der 2. Bundesliga. Auch andere Abteilungen des Vereins sind erfolgreich: Im Damenhockey wurde man insgesamt neunmal deutscher Meister. In der Leichtathletik konnten ebenfalls einige Titel errungen werden. Die Basketball-Damen des Vereins spielen aktuell in der 2. Damen-Basketball-Bundesliga.
Die Braunschweiger New Yorker Lions sind eine bundesweit erfolgreiche American-Football-Mannschaft. Von 1997 bis 2008 standen die Lions in jedem Finale des German Bowl und konnten diesen Meistertitel als Rekordmeister zwölfmal gewinnen, zuletzt 2019. 1999, 2003 und 2015 bis 2018 gewannen sie den europäischen Titel des Eurobowls.
Weitere Vereine sind die in der 1. Basketball-Bundesliga spielenden Basketball Löwen Braunschweig, die in der 2. Baseball-Bundesliga Nord spielenden Braunschweig Spot Up 89ers, der Rugby-Zweitligist Welfen Braunschweig, der Handball-Drittligist MTV Braunschweig sowie im Volleyball die Herrenmannschaft des USC Braunschweig, die in der 2. Bundesliga spielt. Dem Fußballverein Freie Turnerschaft Braunschweig gelang 2014 erstmals der Aufstieg in die Regionalliga. National und international erfolgreichster Tanzsportverein im Standard-Formationstanzen ist der Braunschweiger Tanz-Sport-Club (BTSC). Mehrere deutsche Meistertitel – vor allem im Langstreckenlauf – errang die Leichtathletik-Gemeinschaft Braunschweig. Mehrere Jahre in der 1. Squash-Bundesliga spielten die Oase Dropshotters.
Ebenfalls erfolgreich zeigt sich Braunschweig im Karate: Der ansässige Verein Shotokan Braunschweig stellt seit mehreren Jahren regelmäßig die landes- und auch die bundesweiten Meister in dieser Sportart. Der Box-Club 72 Braunschweig stellt zusammen mit dem BAC Wolfenbüttel und den Salzgitter Heros das Löwenboxteam, das in der 2. Bundesliga antritt. Der Segelsport wird in Braunschweig durch den Segler-Verein Braunschweig vertreten.
Seit 1994 finden im Juni auf dem Gelände des Braunschweiger Tennis- und Hockey-Clubs (BTHC) im Bürgerpark die Sparkassen Open (bis 2010 Nord/LB Open) statt, ein jährliches ATP-Challenger Tennisturnier für junge und aufstrebende Welttennis-Spieler. Es ist das größte Profitennisturnier Niedersachsens und gilt als Top-3-Challenger-Turnier weltweit. Weiterhin werden diverse Weltranglistenturniere im Damentennis veranstaltet.
Jedes Jahr im Frühling werden seit 2002 in der Volkswagen Halle die Löwen Classics, ein internationales Weltranglisten-Reitsportturnier, ausgetragen.
An einem Freitag im Juni findet seit 1987 der Braunschweiger Nachtlauf statt, der Schulklassen, Mannschaften und Einzelläufern auf einem Rundkurs durch die Innenstadt verschiedene Streckendistanzen anbietet. Für dieses Sportereignis mit circa 13.000 aktiven Teilnehmern und 40.000 Zuschauern werden Teile der Innenstadt für den Verkehr gesperrt. Außerdem findet an der Strecke ein großes Sommerfest statt. Damit ist er die zweitgrößte Laufveranstaltung in Niedersachsen und deutschlandweit unter den zehn größten. Ein in den vergangenen Jahren stattfindender Elite-Lauf mit Profiläufern wurde 2006 zugunsten weiterer Startplätze für Laufbegeisterte gestrichen.
Der Braunschweig-Wolfenbüttel Marathon ist eine weitere Laufsportveranstaltung, die neben dem klassischen Marathonlauf auch weitere kürzere Strecken (Halbmarathon, 10 km, 5 km, 2,5 km) auf einer leicht hügeligen Strecke zwischen Braunschweig und Wolfenbüttel anbietet. Die seit dem Jahr 2000 angebotene Veranstaltung findet im Oktober statt. Beim Marathon 2006 kamen 189 Läufer (161 Männer, 28 Frauen) ins Ziel.
Im Juli 2014 fand zum 100. Mal in Braunschweigs Innenstadt und im nahe gelegenen Elm das älteste deutsche Straßenradrennen, der Radsportklassiker „Rund um den Elm“, „Rund um das Rathaus“ und „Rund um den Prinzenpark“ statt. Ausrichter der Trilogie ist seit 1926 der Radsportverein Braunschweig 1923.
Braunschweig ist Sitz des Deutschen Aero Club e. V. (DAeC), dem Dachverband der deutschen Luftsportverbände.
2021 bewarb sich die Stadt als Host Town für die Gestaltung eines viertägigen Programms für eine internationale Delegation der Special Olympics World Summer Games 2023 in Berlin. 2022 wurde sie als Gastgeberin für Special Olympics Marokko ausgewählt. Damit wurde sie Teil des größten kommunalen Inklusionsprojekts in der Geschichte der Bundesrepublik mit mehr als 200 Host Towns.

### Regelmäßige Veranstaltungen

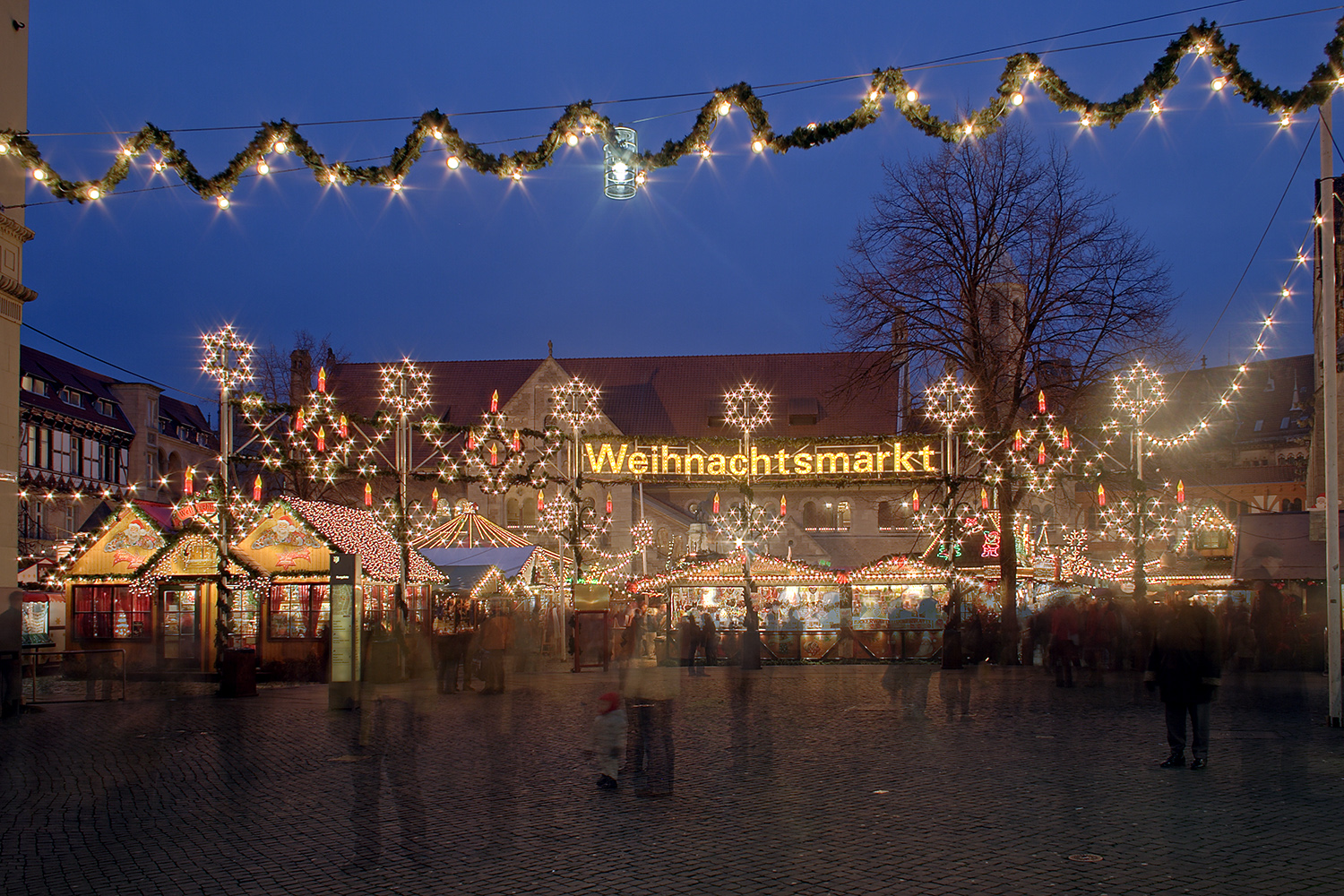
Der Weihnachtsmarkt

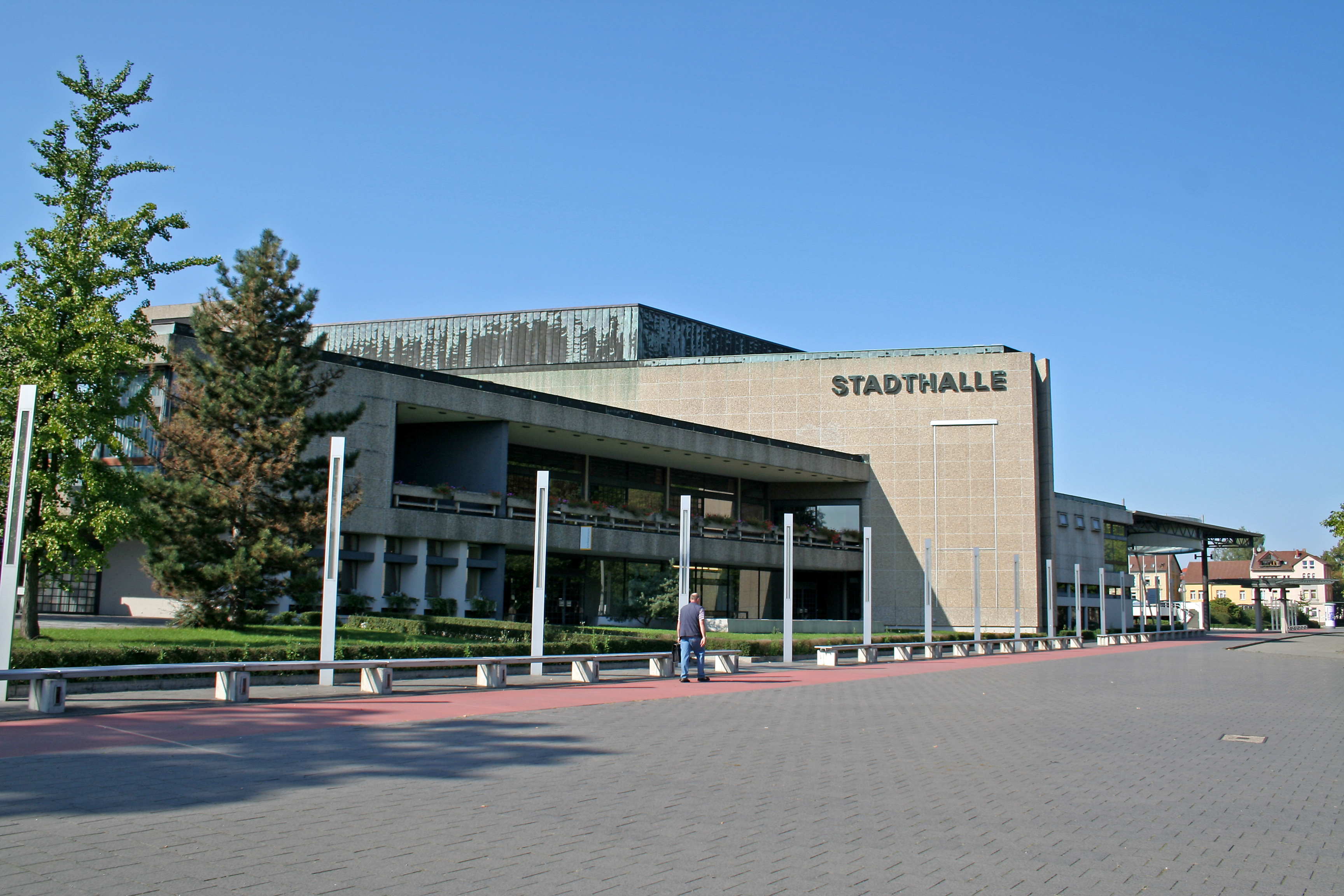
Stadthalle

Überregional bekannt ist der Braunschweiger Weihnachtsmarkt, der eine über 300-jährige Tradition hat. Aufgrund des baulichen Umfeldes, der sogenannten „Traditionsinsel“ rund um den Burgplatz, die Burg Dankwarderode und den Braunschweiger Dom, wurde der Markt bereits mehrfach zum schönsten Weihnachtsmarkt Norddeutschlands gekürt.
In der Stadthalle und in der Volkswagen Halle finden regelmäßig Konzerte, Messen, sportliche Veranstaltungen und Filmproduktionen statt, u. a. Battle of the Year, Feuerwerk der Turnkunst.
Der am Sonntag vor Rosenmontag stattfindende Braunschweiger Karnevalsumzug – „Schoduvel“ – genannt, gilt mit mehr als 6 Kilometer Länge als der größte in Norddeutschland und nach denen in Köln, Mainz und Düsseldorf der viertgrößte Umzug in Deutschland. Jedes Jahr zieht der Braunschweiger Schoduvel um die 250.000 Besucher an, 2014 waren es sogar 300.000 Besucher. Das mittelniederdeutsche Wort „Schoduvel“ (aus duvel = Teufel und Scho- für scheuchen), bezeichnet einen alten Brauch, nämlich durch Lärm, Verkleidung und schreckhaftes Gebaren die bösen Geister der Kälte, des Todes und der Gefahr zu verscheuchen. Es handelt sich dabei um eine mittelalterliche Form des Karnevals, die erstmals 1293 im Braunschweiger Stadtbuch Erwähnung fand.
Seit 1987 findet das Internationale Filmfest Braunschweig (ab 2019 Braunschweig International Film Festival), das größte Filmfestival Niedersachsens statt. Seit 2014 wird das Cinestrange mit dem Schwerpunkt „Genrefilm“ veranstaltet. Weiterhin werden Festivals wie das Selbstfilmfest jährlich organisiert. Dabei drehen bis zu 50 Teams in 24 Stunden einen Kurzfilm unter besonderen Bedingungen: maximal fünf Minuten Länge, drei Begriffe einbauen, eine Kamera und kein Schnitt. Jährlich findet im Bürgerpark vor dem Schloss Richmond das größte Kleinkunstfestival der Region statt. Das Staatstheater Braunschweig veranstaltet jährlich das europäische Festival für junge Regie „Fast Forward“. Außerdem wird das internationale Finale des Breakdance-Turniers Battle of the Year in Braunschweig ausgerichtet. Jährlich findet die Veranstaltung „Kultur im Zelt“ statt. Der Braunschweiger Poetry-Slam zählt zu den ersten Poetry-Slams im deutschsprachigen Raum und findet seit 1998 regelmäßig statt. Weiterhin gibt es zahlreiche Kulturveranstaltungen wie „Braunschweig International“ oder die „Braunschweiger Literaturzeit“. Auf dem Zentralcampus der TU Braunschweig findet jährlich die TU Night statt, bei der Livemusik und Experimente auf die Besucher warten. Darüber hinaus richten lokale Kulturvereine jährlich eine Kulturnacht speziell für Studenten aus. Für Kinder und Jugendliche bietet die jährlich ausgerichtete Braunschweiger Spielemeile die Möglichkeit, Trendsportarten und außergewöhnliche neue Spiele kostenfrei auszuprobieren. Seit 1996 finden regelmäßig Mitternachtsbasketball-Events, die sogenannten „Nitejams“, für Jugendliche und Heranwachsende statt.

#### Musikalisches

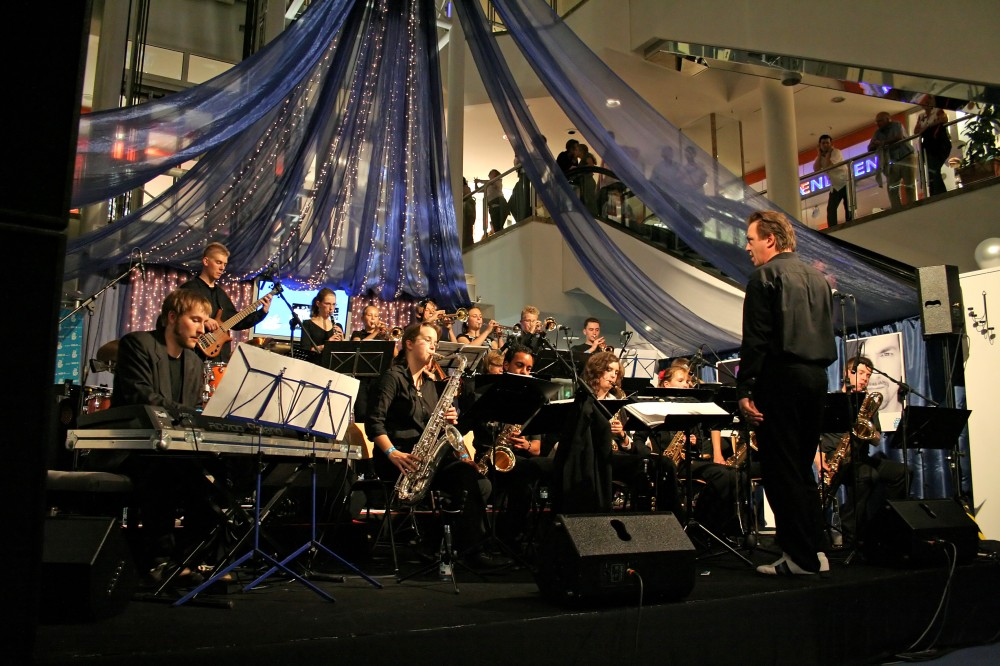
CityJazzNight 2006

Jedes Jahr im Mai/Juni fand in Braunschweig und der Region das Braunschweig Classix Festival statt. Hierbei traten international bekannte Künstler bei zahlreichen Konzerten und Veranstaltungen auf. Das Programm reichte von Kammermusik, über Sinfoniekonzerte und Lesungen bekannter Autoren (z. B. Donna Leon), bis hin zu Jazz- und Percussion-Veranstaltungen. Die Nachfolge trat die Veranstaltung „Soli Deo Gloria“ an. Weiterhin wird seit 2004 das Jazz-Festival CityJazzNight veranstaltet, das von Mitgliedern der Jazzkantine ins Leben gerufen wurde. Das über die Innenstadt verteilte Festival zeigt an mehreren Stellen Künstler aus verschiedenen Jazz-Genres. Während der Weihnachtszeit wird jährlich die Braunschweiger Weihnachtsgeschichte aufgeführt, bei der die Jazzkantine mit traditionellen und heutigen Weihnachtslieder die schauspielerische Aufführung untermalt.
Weiterhin werden verschiedene Veranstaltungen von der Louis-Spohr-Gesellschaft angeboten, um das musikalische Erbe des Geigers zu bewahren. Ferner gibt es jährlich sommerliche Open-Air-Konzerte im Raffteich-Bad, bei denen prominente Künstler wie Bosse oder Philipp Poisel vertreten sind. Einmal jährlich findet das Honky Tonk Kneipenfestival in Braunschweig statt. Dabei treten Künstler der verschiedensten musikalischen Stilrichtungen in Clubs, Bars, Cafés, Restaurants und Pubs der Stadt auf. Zudem findet jeden Sommer das Musikfestival Musikum auf dem Gelände eines Studentenwohnheims statt. Auf dem Rock- und Jazzfestival treten kleine regionale Bands auf als auch bekannte wie The Twang.

#### Weitere Veranstaltungen im Sommer
Zu Pfingsten findet traditionell der Mittelalterliche Markt auf dem Burgplatz statt, der vom Verein Kramer, Zunft & Kurtzweyl organisiert wird. Ende Juni wird auf dem Kohlmarkt der USC-City-Beachvolleyball-Cup ausgetragen.
Die Reihe Klassik im Park bietet Besuchern jedes Jahr zu Pfingsten die Gelegenheit, unentgeltlich klassische Musik im Parkambiente beim Picknick zu genießen.
Alle zwei Jahre im Juni findet das Theaterfestival „Theaterformen“ in Braunschweig statt. Im Juli findet mit dem Sommerlochfestival | CSD Braunschweig seit 1996 das mittlerweile größte Event lesbischer, schwuler, bi- und transsexueller Kultur und Politik in Niedersachsen statt. Ebenfalls im Juli wird das Wolters Hoffest ausgetragen, das sich über ein ganzes Wochenende erstreckt und Bier und Live-Bands bietet.
1999 fand erstmals das Internationale Sommerspektakel Braunschweig statt, zu dem Straßentheatergruppen aus Europa in Braunschweig gastieren. Die Braunschweiger Kulturnacht wurde 1994 ins Leben gerufen und bietet seitdem alle zwei Jahre kulturelle Veranstaltungen in der gesamten Innenstadt.
Regelmäßig zur Sommerferienzeit wird für Kinder und Jugendliche das Programm Ferien in Braunschweig (FiBS) mit über 1000 Aktivitäten in und um Braunschweig angeboten.
Seit 1974 findet alljährlich am ersten Wochenende im September das Magnifest im Magniviertel statt, das bis zu 100.000 Besucher anzieht. Darüber hinaus gibt es verschiedene Stadtteil- und Straßenfeste wie das Kastanienblütenfest.
In diesem Jahr fand zum 34. Mal das größte multikulturelle Fest der Region „Braunschweig International“, mit Bühnenprogramm, Informationsständen und internationalen kulinarischen Spezialitäten auf dem Kohlmarkt statt.

### Kulinarisches
Wurst aus Braunschweig war schon im Mittelalter literarisch nachweisbar geschätzt. Insbesondere die nach der Stadt benannte „Braunschweiger“, die international bekannt ist. Dabei handelt es sich um eine grobe Mettwurst weicher Konsistenz, die mit oder ohne Knoblauch angeboten wird. Selbst in den USA ist die „Braunschweiger“ zu bekommen – dort bezeichnet sie allerdings eine Art Teewurst, die deutlich feiner als das Original ist. Doch auch in Deutschland wird der Name hin und wieder fälschlich für Teewurst verwendet. Etwas fester und haltbarer ist die Schlackwurst, die traditionell in einem Fettdarm geräuchert wird. Jenseits der Region weniger bekannt sein dürfte die Knackwurst, eine hellgraue, oft mit Thymian gewürzte Streichwurst, die es geräuchert wie ungeräuchert gibt und die ebenso schmackhaft ist wie ihr Inhalt undokumentiert. Eine weitere Delikatesse ist die Heidewurst, die als Konserve mit gekochter Mettwurst vergleichbar ist.

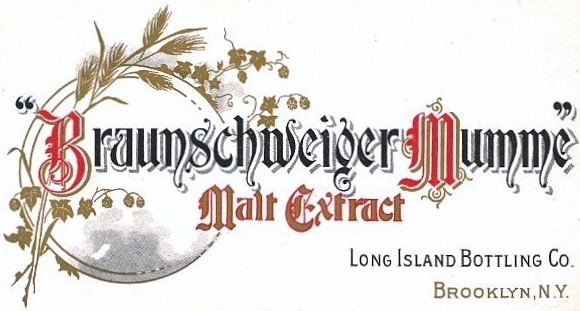
Mumme-Werbung aus den USA (um 1900)

Von den einst über 300 Brauereien produzieren heute nur noch vier in der Stadt. Es handelt sich dabei um die zwei großen Brauereien, das Hofbrauhaus Wolters und die Brauerei Braunschweig (zu Oettinger Brauerei), sowie zwei kleinere: die Privatbrauerei Schadt, an die ein Brauereigasthaus angeschlossen ist, und die Mumme-Brauerei. Die Braunschweiger Mumme hat ihren Ursprung im Mittelalter (vor 1390) und ist noch heute erhältlich: zum einen in nicht-alkoholischer Form in Dosen abgefüllt und zum anderen seit Herbst 2008 wieder als dunkles Bier in Flaschen.
„Ulen un Apen“ wird ein typisch braunschweigisches Backwerk genannt. Sein Ursprung geht auf Till Eulenspiegel zurück, der aus dem Dorf Kneitlingen, wenige Kilometer östlich von Braunschweig, stammte und in der Stadt viele derbe, aber auch weise Scherze getrieben haben soll. Von seiner Zeit als Bäckergeselle zeugen die aus Teig hergestellten und auf Braunschweigisch „Ulen un Apen“ genannten Eulen und Meerkatzen, die auch heute noch in einigen Bäckereien der Stadt angeboten werden.

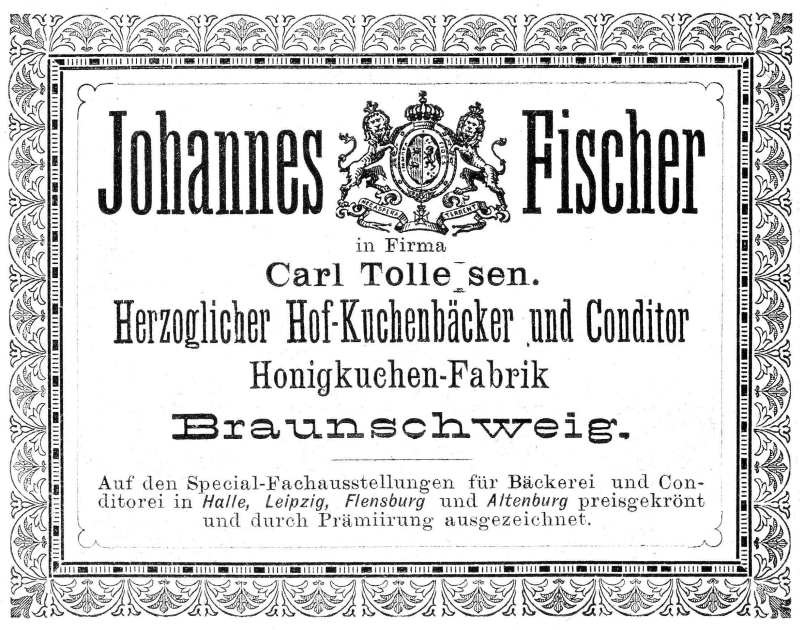
Braunschweiger Honigkuchen, Anzeige von 1884

Für seine Honigkuchen war Braunschweig bis zum Ende des Zweiten Weltkriegs berühmt. Heute stellt nur noch eine Bäckerei Honigkuchen nach Braunschweiger Art her. Der Kuchen wird nach dem Rezept des einstigen Braunschweiger Honigkuchenbäckers Hans Mahn gebacken und saisonal von der Bäckerei Thomas Schaper vertrieben.
Weißer Spargel ist eine regionale Spezialität, der vor allem im Norden der Stadt auf den sandigen Böden der Südheide angebaut und von Mai bis Juni auf den Märkten und in vielen Gaststätten und Restaurants traditionell mit Schnitzel oder Schinken oder modern mit Räucherlachs angeboten wird.
Ein traditionelles Braunschweiger Wintergericht ist Grünkohl, der in Braunschweig allerdings „Braunkohl“ genannt wird. Diese Bezeichnung erklärt sich „historisch“, denn beim Braunschweigischen Braunkohl handelt es sich um eine besondere Kohlsorte, die zu früheren Zeiten (Überlieferungen und Rezepte aus dem 19. Jahrhundert bestätigen das) rund um die Stadt angebaut wurde. Im Gegensatz zum heute weit überwiegend angebauten Grünkohl, ist beim Braunkohl „das stark geäderte Blatt […] an sich glatt und nur am Rand kraus, seine Farbe […] dunkel-violett bis braun, das Blatt fühlt sich dicker an als das vom Grünkohl“ und ist der Traditionskohl „eine Nuance kräftiger im Geschmack, vielleicht sogar fruchtiger“ als der moderne Kohl mit seiner „bekannt mild-herben“ Anmutung. Warum die alte Sorte heute so gut wie nicht mehr angebaut wird, ist unbekannt. Seit 1986 kann man im Freilichtmuseum Diesdorf in der Altmark bei Salzwedel allerdings wieder den alten „Braunkohl“ ernten; das gelang auch mit dem von einem Hobbygärtner in Eitzum im Landkreis Wolfenbüttel gezogenen, der im Januar 2008 einen Geschmacksvergleich von Slow-Food-Mitgliedern zwischen beiden Kohlsorten mit 1:0 klar für sich entschied. Typischerweise wird Braunkohl nach dem ersten Frost (denn der zerstört die im Kohl enthaltenen Bitterstoffe) mit Bregenwurst und Salzkartoffeln gegessen. Dazu wird traditionellerweise Bier getrunken.
Der Braunschweiger Pomologe, Medizinalrat und Professor Theodor Engelbrecht veröffentlichte 1889 das Werk „Deutschlands Apfelsorten“, in dem er insgesamt 688 Sorten beschrieb. Darunter sind mindestens zwei spezielle Braunschweiger Apfelsorten, der Braunschweiger Milchapfel und der Braunschweiger Tafel-Rambour.

## Personen und Persönlichkeiten

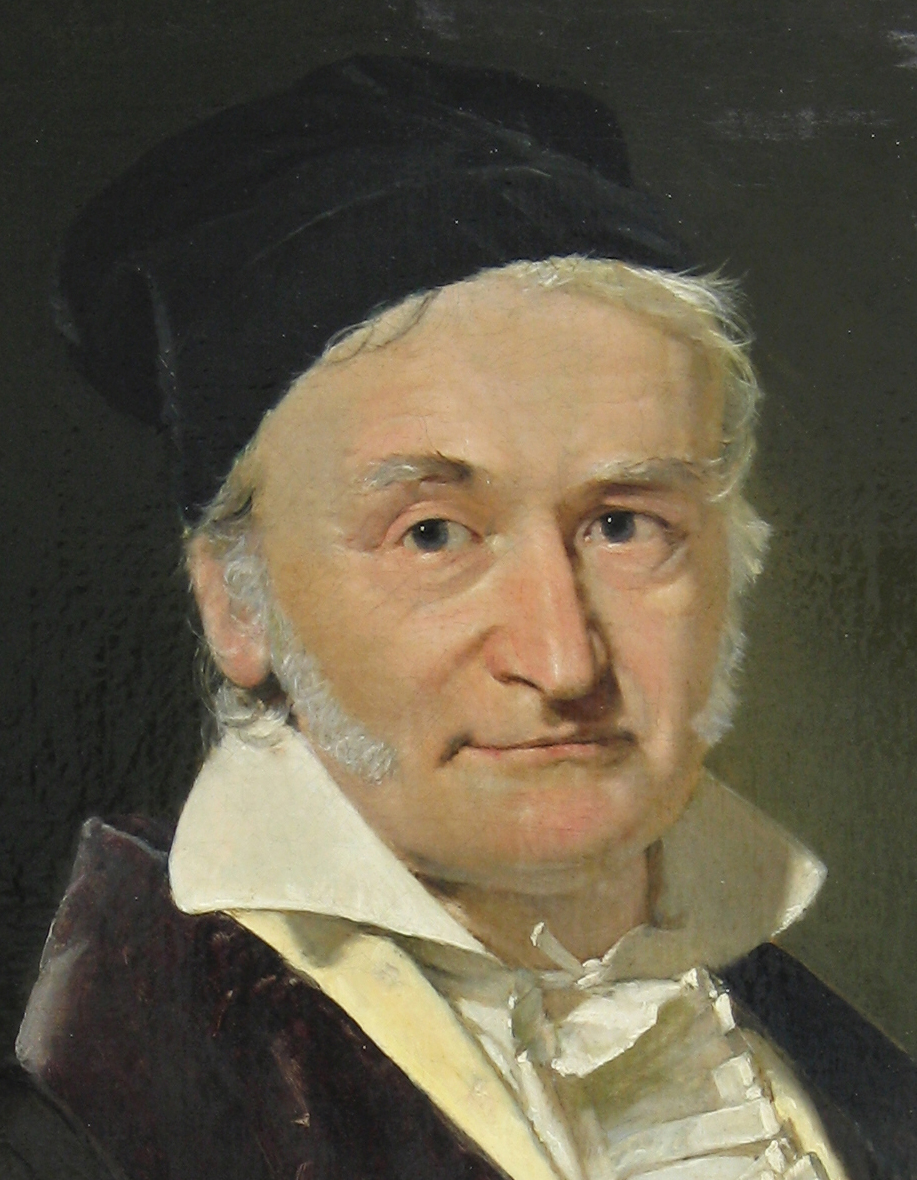
Carl Friedrich Gauß

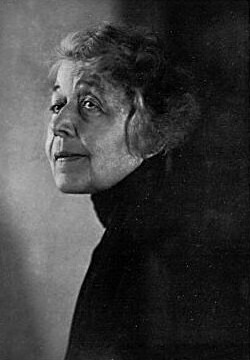
Ricarda Huch

### In Braunschweig geboren
In der Stadt Braunschweig geborene berühmte Personen sind neben anderen die Naturwissenschaftler Carl Friedrich Gauß, der Fürst der Mathematiker, wie er bereits zu seinen Lebzeiten genannt wurde, und Richard Dedekind, ebenso der spätmittelalterliche Chronist Hermann Bote, Schriftsteller wie Ernst August Klingemann und Ricarda Huch, die Schauspieler Willy Maertens, Gustav Knuth und Edda Seippel, die Politiker Günter Gaus, Wilhelm Bracke (Mitbegründer der Sozialdemokratischen Arbeiterpartei) und der Ministerpräsident des Freistaates Braunschweig sowie später des Landes Niedersachsen Alfred Kubel und der Widerstandskämpfer des 20. Juli 1944 Axel von dem Bussche, darüber hinaus der Architekt des Braunschweiger Schlosses Carl Theodor Ottmer, die erste deutsche Ballonfahrerin Wilhelmine Reichard und die Musiker Louis Spohr und Norbert Schultze.
Bekannte Unternehmer und Industrielle waren unter anderem während der Zeit der Industrialisierung im 18. Jahrhundert Ludwig Otto Bleibtreu, die Brüder Johann Heinrich und Christoph Julius Gravenhorst sowie im 19. Jahrhundert Philipp Wilhelm Daubert, Max Jüdel, Albert Natalis, die Brüder Willi und Gustav Schmalbach oder die Bankiers Carl Friedrich Löbbecke und Albert Oppenheimer.
Zu den bekannten gebürtigen Braunschweigern der Gegenwart zählen die Modedesignerin Jette Joop, der Comedian MC Rene, der Musiker Axel Bosse, die Schauspielerin Bibiana Beglau sowie der NBA Profi-Basketballspieler Dennis Schröder und Fußball-Bundesliga- und ehemaliger FIFA-Schiedsrichter Florian Meyer, auch der Vorstandsvorsitzende der Porsche AG sowie der Volkswagen AG Oliver Blume, der FDP-Politiker Wolfgang Kubicki, die Regisseurin Nora Fingscheidt, der Let’s Player Erik „Gronkh“ Range und der deutsche Produzent und DJ im Bereich der elektronischen Tanzmusik Oliver Koletzki sowie der Synchronsprecher Marios Gavrilis sind in Braunschweig geboren.

### Mit Braunschweig verbunden
Personen, die zwar nicht in der Stadt geboren sind, aber durch ihr Leben, ihre Arbeit und ihr Wirken eng mit Braunschweig verbunden, sind Heinrich der Löwe, der Braunschweig im 12. Jahrhundert zu seiner Residenz erkor, der Schalksnarr Till Eulenspiegel, der im 14. Jahrhundert etliche seiner Streiche in der Stadt spielte, der Barock-Baumeister Hermann Korb, der Reformator Johannes Bugenhagen, der die Braunschweiger Kirchenordnung entwarf, der Dichter Hoffmann von Fallersleben, Verfasser des Deutschlandliedes, Joachim Heinrich Campe, Wilhelm Raabe und der französische Schriftsteller Stendhal. Weiterhin der Industrielle Heinrich Büssing, der Erfinder Franz Trinks, der die erste schreibende Rechenmaschine, die Brunsviga, entwickelte, der Fotopionier Peter Wilhelm Friedrich von Voigtländer sowie die Verleger Friedrich Vieweg und George Westermann.

### Ehrenbürger
Die Ehrenbürgerwürde der Stadt wurde erstmals im Jahr 1838 verliehen. Die Intention hinter der Auszeichnung war ursprünglich, Kaufleute und Fabrikanten (die für diesen Titel nicht unbedingt Bürger Braunschweigs sein mussten) für ihre Verdienste zu ehren. Hierfür mussten sie ihre Waren mindestens einhundert Mal auf einer der verschiedenen Braunschweiger Messen angeboten haben. Im Laufe der Jahrzehnte änderten sich diese Voraussetzungen mehr zu allgemeineren Verdiensten um die Stadt.
Seit 1988 werden mit der Bürgermedaille der Stadt Braunschweig Einzelpersonen und Personenvereinigungen ausgezeichnet, die sich in besonderem Maße um die Belange der Stadt Braunschweig verdient gemacht haben.

## Sonstiges
Ein Teil der Handlung der Kinderoper Wittkopp des Komponisten Hans-Joachim Marx nach einem Libretto von Margret Rettich spielt in den Gassen sowie im Rathaussaal Braunschweigs. 1983 wurde diese Oper auf dem Domplatz zu Braunschweig uraufgeführt.
Der Burgplatz von Braunschweig war Drehort für den Film Hänsel und Gretel: Hexenjäger.
Das Wunder von Braunschweig, eine Serie von Bargeldspenden an Bedürftige, führte zu großer medialer Aufmerksamkeit.
Der kanadische Bundesstaat New Brunswick und die Stadt New Brunswick im US-Bundesstaat New Jersey sind nach Braunschweig benannt.
2013 fiel in Braunschweig-Melverode ein insgesamt 1,3 Kilogramm schwerer Steinmeteorit vom Typ L6. Beim Aufprall auf ein Betonpflaster zersprang der Meteorit in viele kleine Fragmente.

## Andere Medien
- DVD: Braunschweig 1945 – Bombardierung, Befreiung, Leben in Trümmern. Erinnert und kommentiert von Eckhard Schimpf (Braunschweiger Zeitung und Archiv Verlag, Braunschweig 2005)
- Video: Eike Besuden: Braunschweig. In: Bilderbuch Deutschland (NDR 2004) (Website mit Inhaltsbeschreibung (Memento vom 27. September 2007 im Internet Archive))